# Martin Heidegger

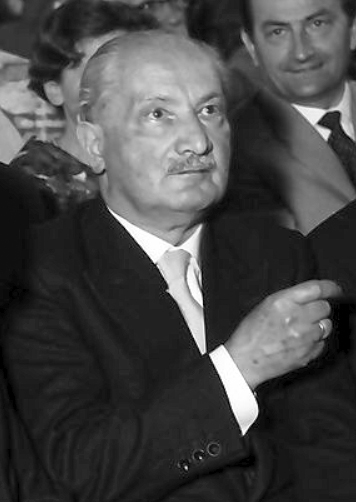
Martin Heidegger (1960)

Martin Heidegger (* 26. September 1889 in Meßkirch; † 26. Mai 1976 in Freiburg im Breisgau) war ein deutscher Philosoph. Er stand in der Tradition der Phänomenologie vornehmlich Edmund Husserls, der Lebensphilosophie insbesondere Wilhelm Diltheys sowie der Existenzdeutung Søren Kierkegaards, die er in einer neuen Ontologie überwinden wollte. Die wichtigsten Ziele Heideggers waren die Kritik der abendländischen Philosophie und die denkerische Grundlegung für ein neues Weltverständnis.
1926 entstand sein erstes Hauptwerk Sein und Zeit, das die philosophische Richtung der Fundamentalontologie begründete (publiziert 1927).
Ab Mitte 1930 begann Heidegger mit einer Gesamtinterpretation der abendländischen Philosophiegeschichte. Dazu untersuchte er die Werke bedeutender Philosophen unter phänomenologischen, hermeneutischen und ontologischen Gesichtspunkten und versuchte so, deren „unbedachte“ Voraussetzungen und Vorurteile freizulegen. Alle bisherigen philosophischen Entwürfe vertraten laut Heidegger eine einseitige Auffassung der Welt – eine Einseitigkeit, die er als Merkmal jeder Metaphysik ansah.
Diese metaphysische Weltauffassung gipfelte aus Heideggers Sicht in der modernen Technik. Mit diesem Begriff verband er nicht allein, wie sonst üblich, ein neutrales Mittel zum Erreichen von Zwecken. Vielmehr versuchte er zu zeigen, dass mit der Technik auch eine veränderte Auffassung der Welt einhergehe. So wird nach Heidegger durch die Technik die Erde vornehmlich unter dem Gesichtspunkt der Nutzbarmachung in den Blick gebracht. Wegen ihrer globalen Verbreitung und der damit verbundenen schonungslosen „Vernutzung“ natürlicher Ressourcen sah Heidegger in der Technik eine unabweisbare Gefahr.

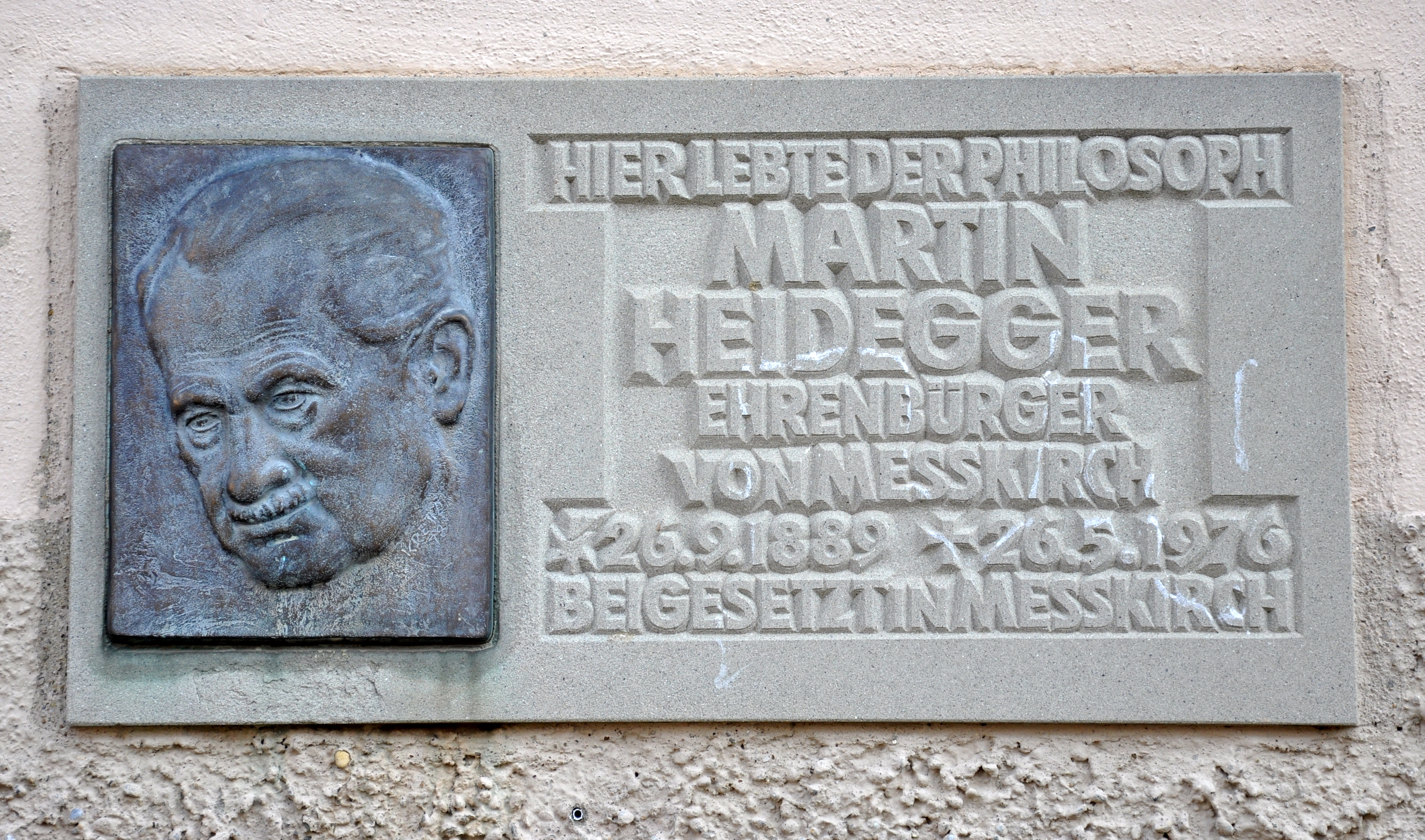
Gedenktafel für den Ehrenbürger der Stadt am Heidegger-Haus in Meßkirch

Der Technik stellte er die Kunst gegenüber und erarbeitete ab Ende der 1930er Jahre u. a. anhand von Hölderlins Dichtungen Alternativen zu einem rein technischen Weltbezug. In späten Texten ab 1950 widmete er sich verstärkt Fragen der Sprache. Deren geschichtlich gewachsener Beziehungsreichtum soll metaphysische Einseitigkeiten vermeiden. Heidegger versuchte, den Menschen nicht mehr als Zentrum der Welt zu denken, sondern im Gesamtzusammenhang einer Welt, die er später „Geviert“ nannte. Anstatt über die Erde zu herrschen, soll der Mensch in ihr als sterblicher Gast wohnen und sie schonen.
Eine breite Rezeption machte Heidegger zu einem der einflussreichsten Philosophen des 20. Jahrhunderts. Gleichwohl ist sein Werk inhaltlich umstritten. Vornehmlich ist sein nationalsozialistisches Engagement bis heute Gegenstand kontroverser Debatten. Heidegger war von 1933 bis 1945 Mitglied der NSDAP und 1934 eines der Gründungsmitglieder des von Hans Frank geleiteten Ausschusses für Rechtsphilosophie der nationalsozialistischen Akademie für Deutsches Recht. Durch die Publikation der Schwarzen Hefte 2014/2015 als Teil seines Gesamtwerks wurden u. a. bisher unbekannte antisemitische Äußerungen öffentlich.

## Leben und Werk

### Kindheit, Jugend und Studium

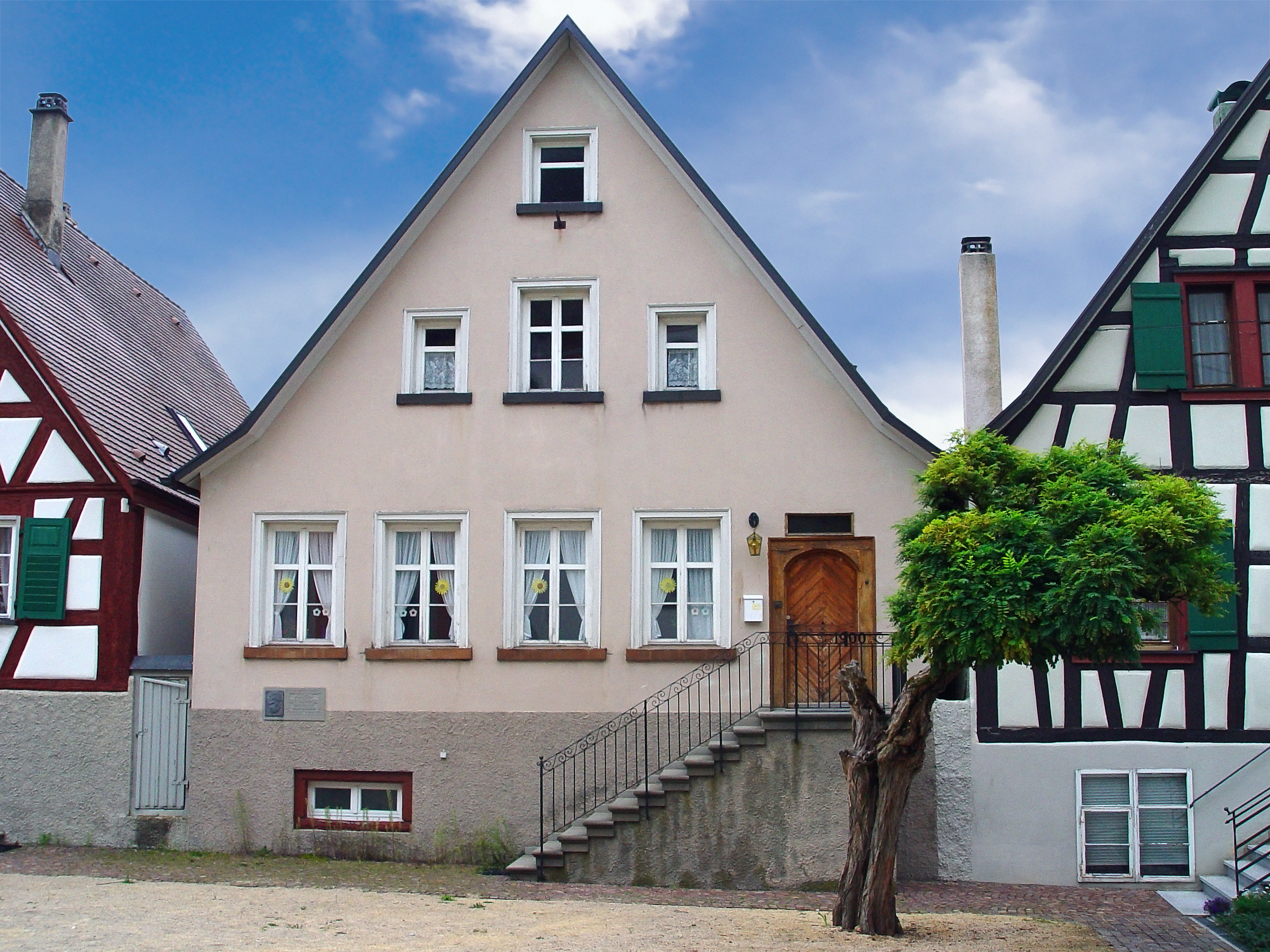
Das Geburtshaus von Martin (und wohl auch Fritz) Heidegger in Meßkirch

Martin Heidegger kam am 26. September 1889 als erstes Kind der Eheleute Friedrich und Johanna Heidegger (geb. Kempf aus Göggingen) in Meßkirch (Baden) zur Welt. 1892 wurde seine Schwester Maria geboren, 1894 sein Bruder Friedrich (Fritz). Der Vater war Küfermeister und versah an der örtlichen katholischen Kirche das Amt des Mesners. Die Familie lebte in einfachen, aber wohlgeordneten Verhältnissen. Die tief gläubigen Eltern bemühten sich trotz knapper Geldmittel um eine möglichst gute Ausbildung ihrer Kinder und ließen darüber hinaus die Söhne schon früh in den Ministranten-Dienst berufen. Höhere Bildung jenseits der Gemeindeschule schien unerreichbar, bis der Ortspfarrer Camillo Brandhuber 1903 auf die Begabung Martins aufmerksam wurde und ihm ein Stipendium für das Konradihaus, ein erzbischöfliches Studienheim zur Heranbildung zukünftiger Geistlicher, und den Besuch des humanistischen Gymnasiums, dem heutigen Heinrich-Suso-Gymnasium, beide in Konstanz, ermöglichte.
Ab 1906 lebte Heidegger am bischöflichen Seminar in Freiburg und absolvierte das Gymnasium. Nach seinem Abitur trat er im September 1909 in Feldkirch (Vorarlberg) als Novize in den Jesuitenorden ein, verließ das Kloster aber wegen Herzbeschwerden schon nach einem Monat wieder. Stattdessen wurde er Priesterseminarist und begann das Studium der Theologie und Philosophie an der Universität Freiburg. Heidegger veröffentlichte erste Artikel und Kommentare. Der Hausarzt des Collegium Borromaeum, Heinrich Gassert, konstatierte am 16. Februar 1911 bei dem Theologiestudenten Martin Heidegger nervöse Herzbeschwerden asthmatischer Natur, welche Gassert zu dem Vorschlag an den Konviktsdirektor veranlassten, Heidegger solle nach seiner Heimat entlassen werden, um einige Wochen „vollständige Ruhe zu haben“. Daraufhin wurde Heidegger jedoch für das gesamte Sommersemester 1911 beurlaubt, und es wurde ihm angeraten, ganz auf das Theologiestudium zu verzichten. Heidegger folgte diesem Rat, gab 1911 das Theologiestudium ganz auf und ergänzte die Philosophie mit Mathematik, Geschichte und Naturwissenschaften. Da in dieser Zeit an philosophischen Seminaren vor allem der Neukantianismus und eine durch ihn geprägte Ablehnung der vor-kantischen Ontologie vorherrschten, war Heideggers früher Bildungsweg durch seine Bindung an den Katholizismus eher atypisch.
Zwei Texte prägten Heidegger in dieser Zeit: Franz Brentanos Schrift Von der mannigfachen Bedeutung des Seienden nach Aristoteles und Vom Sein. Abriß der Ontologie des Freiburger Dogmatikers Carl Braig, dessen Vorlesungen er besuchte. Daraus entstand ein fruchtbares Spannungsverhältnis zur scholastischen Tradition. Heidegger urteilte später, dass er ohne seine theologische Herkunft nicht auf seinen Weg des Denkens gebracht worden wäre.
Im Herbst 2014 wurde mitgeteilt, dass das Deutsche Literaturarchiv Marbach 572 bisher unveröffentlichte Briefe und 36 Postkarten aus dem Schriftwechsel mit seinem Bruder Fritz erworben habe. Im Sommer dieses Jahres hatte das Literaturarchiv 70 Briefe Heideggers und seiner Gattin an seine Eltern aus den Jahren 1907 bis 1927 erhalten. Heidegger hatte dem Archiv bereits einen Großteil seines Nachlasses selbst übergeben.

### Familie und Beziehungen
1917 heiratete Heidegger Elfride Petri (1893–1992). Sie war Protestantin; am 21. März 1917 traute Engelbert Krebs die beiden in der Universitätskapelle des Freiburger Münsters nach katholischem Ritus, und vier Tage später heirateten sie in Wiesbaden evangelisch.

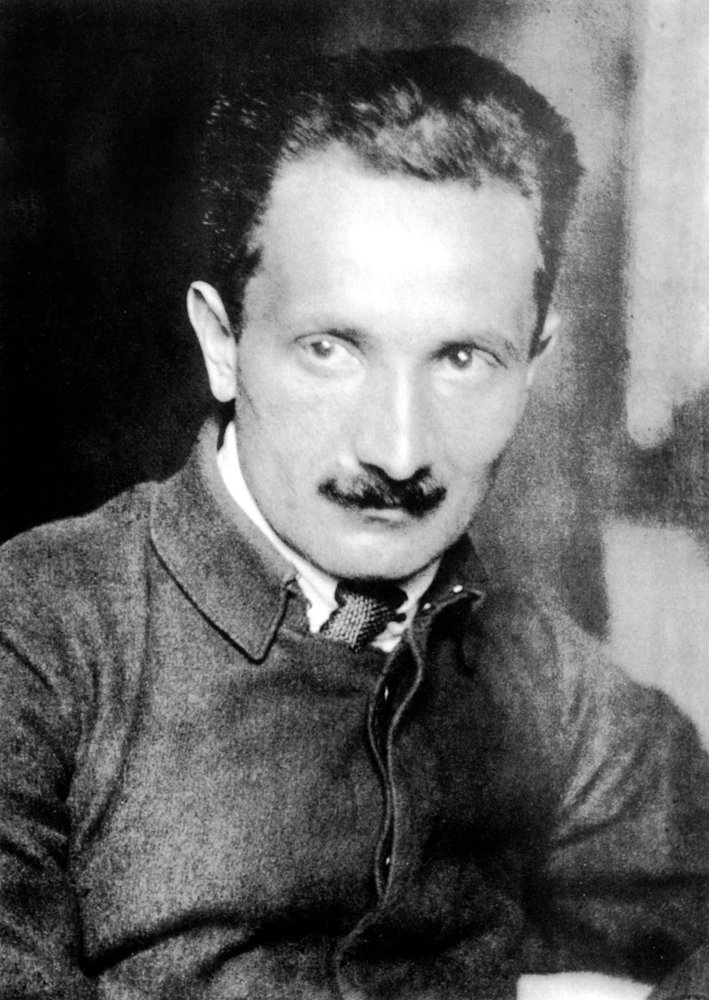
Martin Heidegger (1920)

Im Januar 1919 kam der erste Sohn Jörg († 2019), im August 1920 Hermann († 2020) zur Welt. Dessen leiblicher Vater war der Arzt Friedrich Caesar, ein Jugendfreund Elfrides, worüber Martin Heidegger in Kenntnis gesetzt war, was jedoch erst 2005 mit der Veröffentlichung der Briefe Martin Heideggers an seine Frau ans Tageslicht kam. Die beiden lebten offensichtlich eine so genannte offene Ehe.
Heidegger hatte eine Affäre  mit der Pädagogin Elisabeth Blochmann, mit der er einen Briefwechsel unterhielt über ihre Berufsentlassung aufgrund ihrer jüdischen Herkunft nach der „Machtergreifung“ der Nationalsozialisten 1933. Sie war eine Freundin und frühere Klassenkameradin Elfride Heideggers.
Ab Februar 1925 verband Heidegger eine Liebesbeziehung mit seiner achtzehnjährigen, ebenfalls jüdischen Studentin Hannah Arendt. Briefe von ihm an sie und ihre Notizen über diese Beziehung wurden in ihrem Nachlass gefunden, während Briefe von ihr an ihn nicht erhalten sind. Aus seiner frühen Korrespondenz mit der Studentin geht hervor, welche Vorstellung er von einer universitär gebildeten Frau hatte: „Männliches Fragen lerne Ehrfurcht an schlichter Hingabe; einseitige Beschäftigung lerne Weltweite an der ursprünglichen Ganzheit fraulichen Seins.“ Am 24. April desselben Jahres schrieb er: „Zerrissenheit und Verzweiflung vermag nie so etwas zu zeitigen wie Deine dienende Liebe in meiner Arbeit.“ Die Beziehung war ungleichgewichtig: Da Heidegger weder seine Stellung noch seine Ehe gefährden wollte, bestimmte er Ort und Zeit ihrer Treffen; die Kontakte mussten im Geheimen ablaufen. Erst nach beider Tod wurde die Liebesbeziehung bekannt. Zum Wintersemester 1925/26 ging Arendt auf Heideggers Rat hin nach Heidelberg, um bei Karl Jaspers zu studieren. Es kam noch zu einzelnen Treffen, bis Heidegger 1928 die Beziehung beendete. Die Beziehung hatte für Heidegger allerdings lebenslange Bedeutung, auch wenn es immer wieder zu langen Zeiten ohne Kontakte kam, so vor allem von 1933 bis 1950. Jedoch hat er in keinem seiner Werke Bezug auf die Veröffentlichungen Hannah Arendts genommen und ist auch im privaten Briefwechsel mit keinem Wort auf ihre Arbeiten eingegangen, die sie ihm jeweils zugesandt hatte.
Der beste Kenner der Schriften und Gedankengänge Martin Heideggers war sein fünf Jahre jüngerer Bruder Fritz. Dieser transkribierte alle zu Lebzeiten seines Bruders veröffentlichten Texte von dessen schwer lesbaren Manuskripten in entsprechende Typoskripte.

### Frühe Schaffenszeit

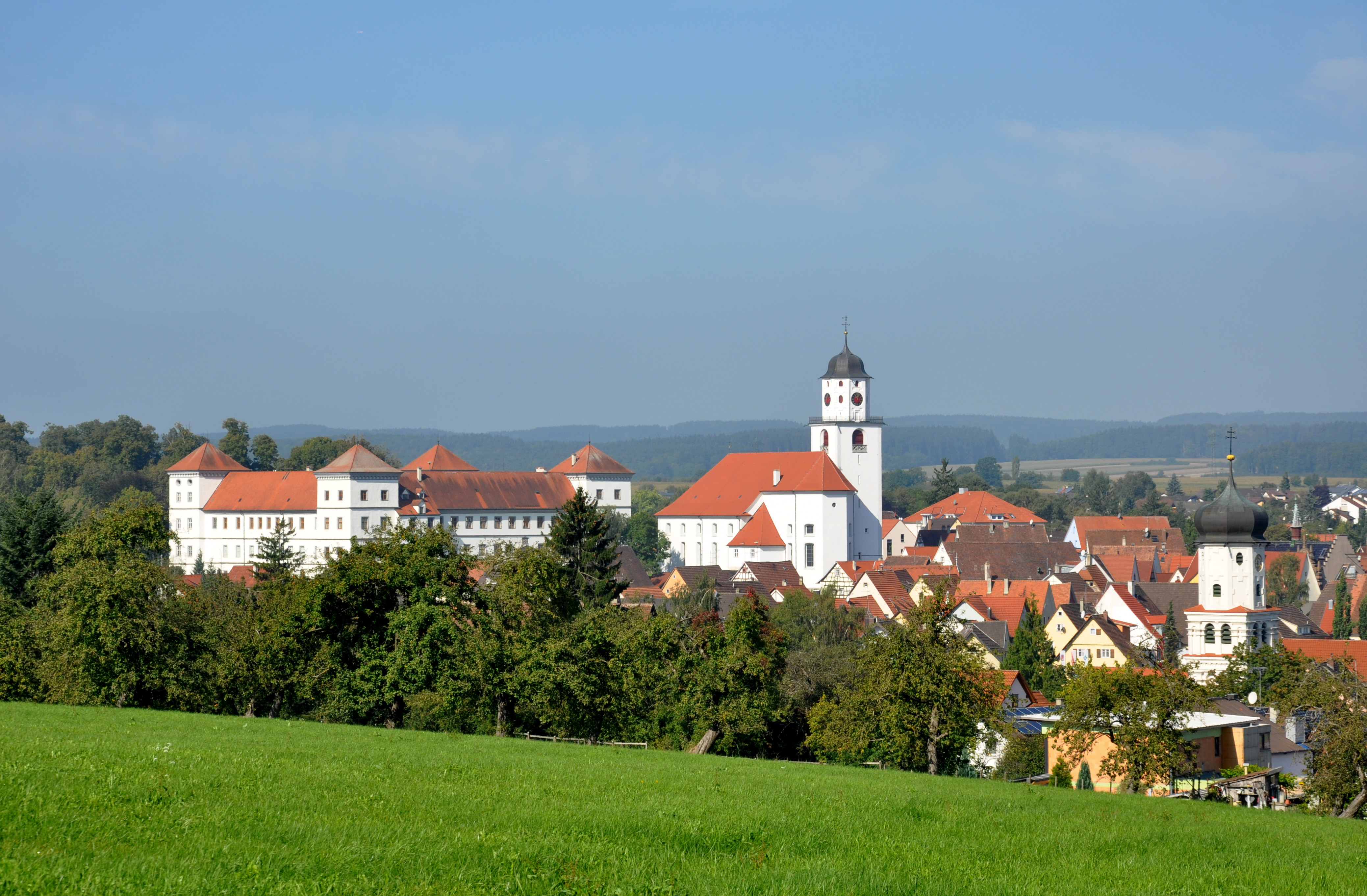
Blick auf Meßkirch (2012): In der Bildmitte die Kirche St. Martin, in der Heideggers Vater das Amt des Mesners versah. Im Meßkircher Schloss informiert heute ein Museum über Leben, Freunde und Familie und die Heimat Heideggers.

1913 wurde Heidegger mit der Arbeit Die Lehre vom Urteil im Psychologismus zum Doktor der Philosophie bei Artur Schneider promoviert. Im Freiburger Kartellverband katholischer deutscher Studentenvereine war er bis zu seiner Einberufung zum Wehrdienst sehr aktiv und beteiligte sich regelmäßig an den wöchentlichen Treffen. 1915 hielt er dort einen Vortrag über den Wahrheitsbegriff in der modernen Philosophie.
Schon 1915 folgte seine Habilitation bei Heinrich Finke und Heinrich Rickert als Zweitgutachter mit der Schrift Die Kategorien- und Bedeutungslehre des Duns Scotus und dem Vortrag Der Zeitbegriff in der Geschichtswissenschaft. Heidegger bezog sich in seiner Habilitationsschrift einerseits auf die Kategorienlehre Duns Scotus’, andererseits auf die Schrift Grammatica Speculativa – später Thomas von Erfurt und nicht Scotus zugeschrieben – einen Traktat über Typen sprachlicher Ausdrucksweisen und ihnen entsprechende ontologische Kategorien. Hier zeigt sich ein frühes Interesse Heideggers an dem Verhältnis von Sein und Sprache. Heidegger versucht hier, die mittelalterliche Philosophie mit den begrifflichen und methodischen Mitteln des modernen Denkens, vor allem der Phänomenologie, für die Gegenwart fruchtbar zu machen.
Der Erste Weltkrieg unterbrach seine akademische Laufbahn. Heidegger wurde 1915 einberufen und den Diensten für Post und Wetterbeobachtung zugewiesen. Für Kampfeinsätze war er nicht tauglich; die Ausmusterung erfolgte 1918.
Mit Edmund Husserl kam 1916 der führende Phänomenologe an die Universität Freiburg. Er trat die Nachfolge Rickerts an. Heidegger wurde ab 1919 als Assistent (Nachfolger von Edith Stein) und Privatdozent zu seinem engsten Vertrauten. Husserl gewährte ihm Einblicke in seine Forschung, und Heidegger hob rückblickend den Gewinn hervor, den dieses enge Verhältnis für ihn hatte. Ab 1920 begann der freundschaftliche Briefwechsel mit dem Philosophen Karl Jaspers. Um eine außerordentliche Professur in Marburg erhalten zu können, erstellte Heidegger 1922 für Paul Natorp die Skizze eines Aristoteles-Buchs, den sogenannten Natorp-Bericht, der viele Gedanken aus Sein und Zeit vorwegnahm. Heidegger bezeichnete seine Philosophie, die hier gerade im Entstehen war, als ausdrücklich atheistisch, erklärte jedoch zugleich in einer Fußnote: Eine Philosophie, die sich als faktische Lebensauslegung verstehe, müsse auch wissen, dass dies eine „Handaufhebung gegen Gott“ bedeute.
In der Zeit der Weimarer Republik brach Heidegger mit dem „System des Katholizismus“ und widmete sich ausschließlich der Philosophie.

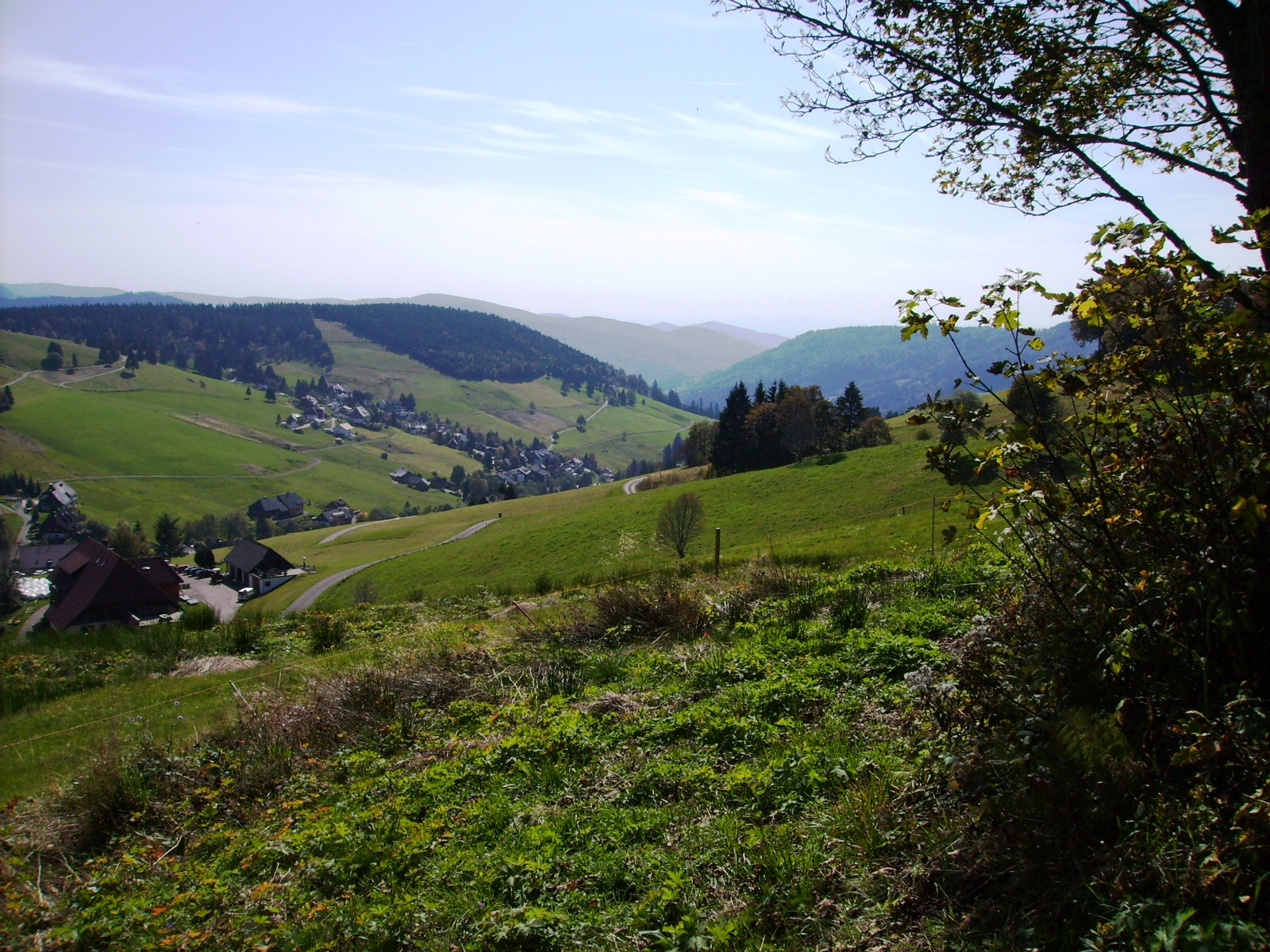
Blick von Heideggers Hütte über das Todtnauer Land

Heidegger war durch die tiefe Verwurzelung im süddeutschen Landleben geprägt. Von Freiburg aus entdeckte er für sich den Südschwarzwald. In der Landschaft zwischen Feldberg und Belchen sah er eine intakte Natur, gesundes Klima und idyllische Dörfer. In Todtnauberg kaufte Elfride Heidegger von ihren letzten Ersparnissen ein Grundstück und ließ nach eigenen Plänen von dem Zimmermeister und Bauern Pius Schweitzer eine Hütte erbauen, die am 9. August 1922 bezogen werden konnte und erst 1931 einen Stromanschluss erhielt. Dort schrieb Heidegger zahlreiche seiner Werke. Mit den hektischen Großstädten konnte er sich sein ganzes Leben lang nicht anfreunden.

„Meine ganze Arbeit […] ist von der Welt dieser Berge und Bauern getragen und geführt. […] sobald ich wieder hinaufkomme, drängt sich schon in den ersten Stunden des Hüttendaseins die ganze Welt der früheren Fragen heran, und zwar in der Prägung, in der ich sie verließ. Ich werde einfach in die Eigenschwingung der Arbeit versetzt und bin ihres verborgenen Gesetzes im Grunde nicht mächtig.“

Während einer außerordentlichen Professur an der Universität Marburg von 1923 bis 1927 freundete er sich mit dem Theologen Rudolf Bultmann an. Unter den Studenten galt Heidegger bereits als herausragender Lehrer. Zu seinen Schülern zählten Karl Löwith, Gerhard Krüger und Wilhelm Szilasi. Auch die junge Hannah Arendt hörte Vorlesungen bei ihm, ebenso ihr späterer erster Ehemann Günther Anders und deren gemeinsamer Freund Hans Jonas. Sie erinnerte sich in einem Rundfunkbeitrag 1969 an die Faszination, die damals von seiner Lehrtätigkeit ausging: „Heideggers Ruhm ist älter als die Veröffentlichung von Sein und Zeit […] Kollegnachschriften [gingen] von Hand zu Hand [… und] der Name reiste durch ganz Deutschland wie das Gerücht vom heimlichen König. […] Das Gerücht, das [die Studierenden] nach Freiburg zu dem Privatdozenten und etwas später nach Marburg lockte, besagte, dass es einen gibt, der die Sache, die Husserl proklamiert hatte, wirklich erreicht.“
1927 erschien sein Aufsehen erregendes Hauptwerk Sein und Zeit. Das Buch wurde als eigenständiger Band in der von Edmund Husserl herausgegebenen Reihe Jahrbuch für Philosophie und phänomenologische Forschung veröffentlicht. Die durch die Gesamtausgabe zugänglichen frühen Vorlesungen machen die Entstehungsgeschichte von Sein und Zeit sehr genau nachvollziehbar. Es zeigt sich, dass schon früh die für Sein und Zeit wesentlichen Grundgedanken im Werk Heideggers hervortreten. 1928 wurde er in Freiburg Nachfolger auf Husserls Lehrstuhl. Seine Antrittsvorlesung hielt er über das Thema: Was ist Metaphysik? Daneben sorgten seine Vorlesungen sowie die Davoser Disputation mit Ernst Cassirer über Immanuel Kant anlässlich der II. Internationalen Hochschulkurse 1929 für die Bekanntheit Heideggers.

### Nationalsozialismus

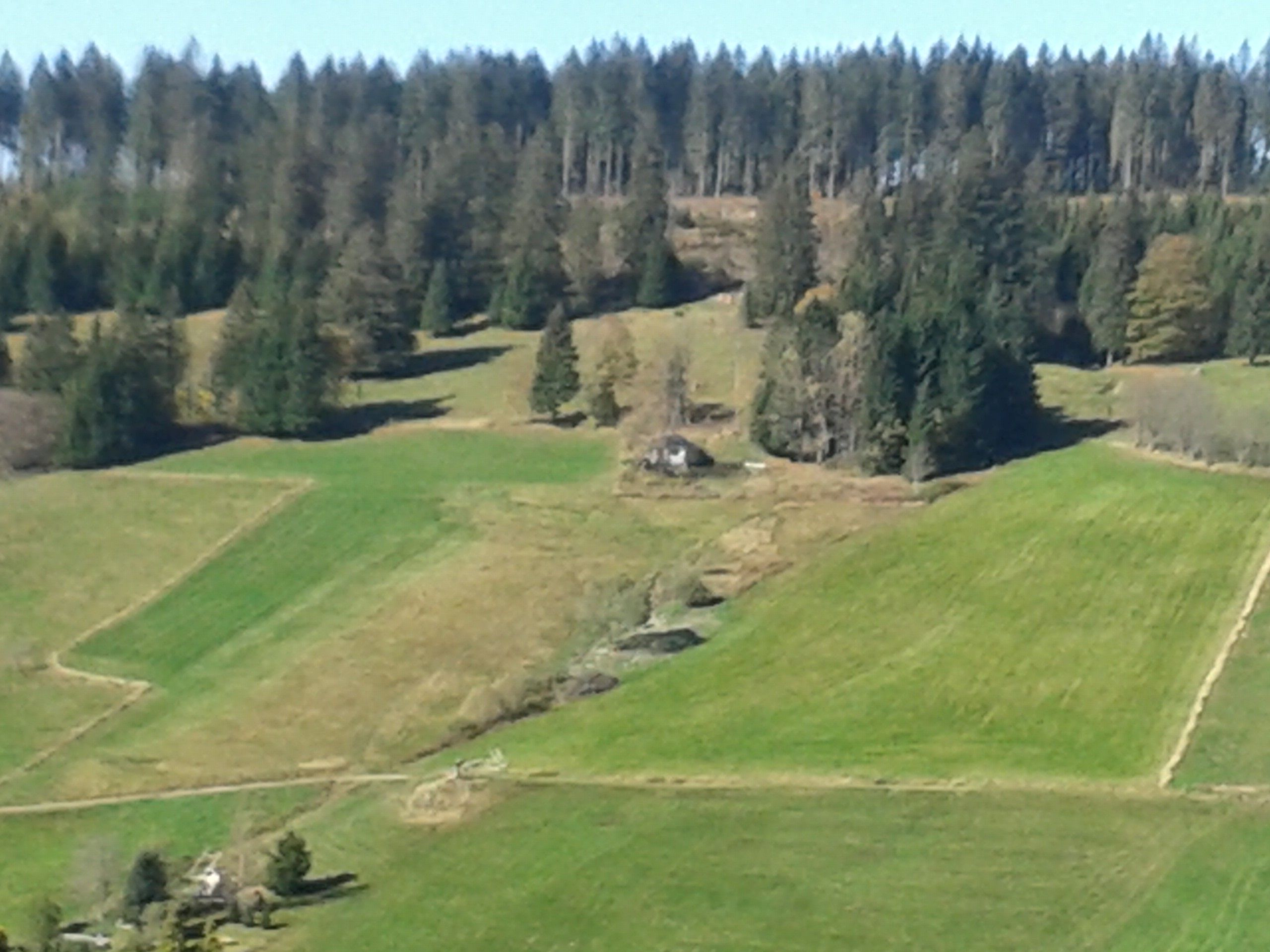
Sicht auf Hütte und Hang mit Bach

Dieser Abschnitt behandelt die historischen Geschehnisse in der Zeit des Nationalsozialismus. Für Heideggers Verhältnis zum Nationalsozialismus siehe den Artikel →Martin Heidegger und der Nationalsozialismus.

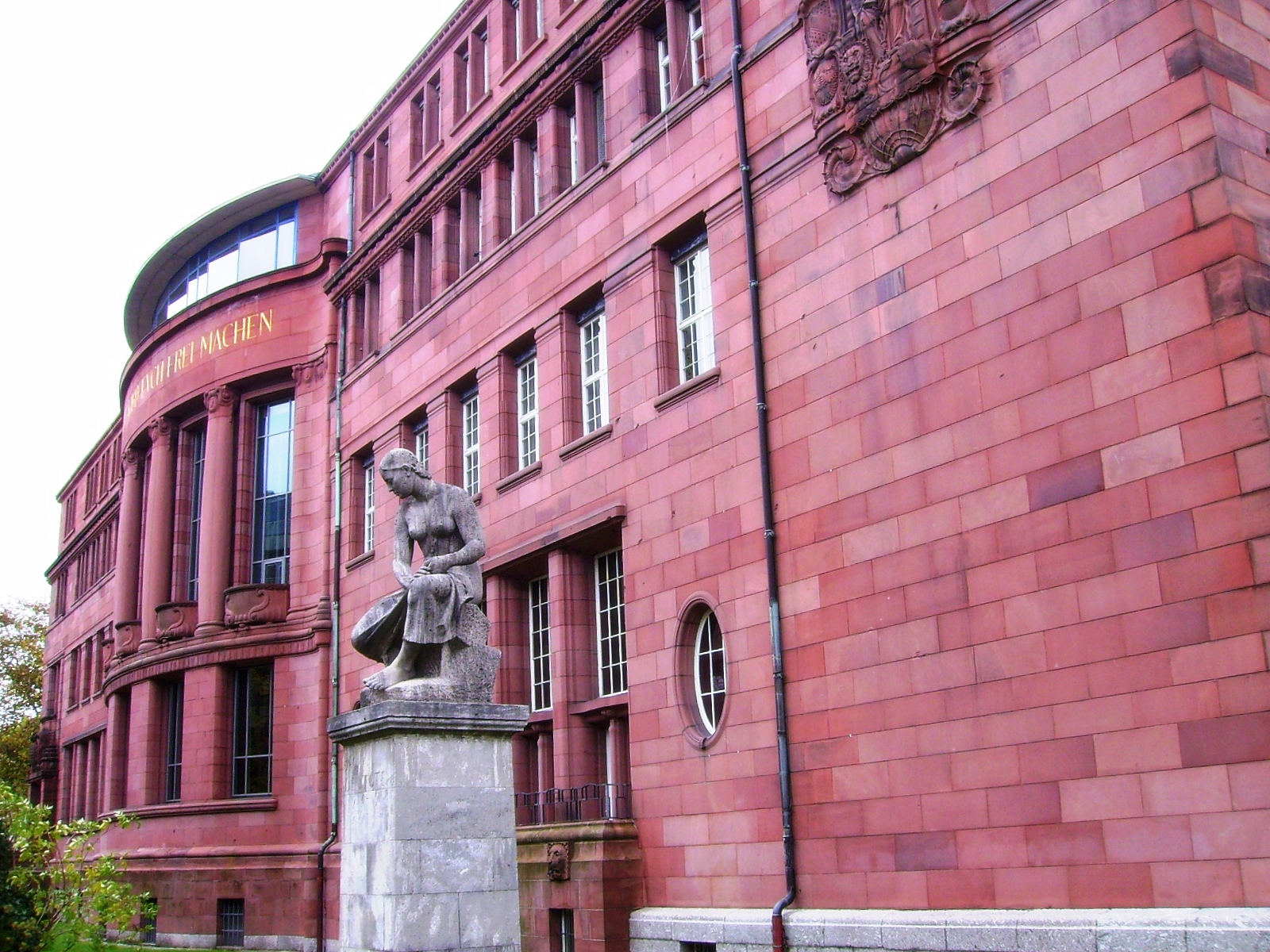
Albert-Ludwigs-Universität Freiburg, hier war Heidegger von 1933 bis 1934 Rektor.

Nach der Machtergreifung 1933 beteiligte sich Heidegger mit Enthusiasmus an dem, was er als nationalsozialistische Revolution begriff. Am 21. April 1933 wurde er Rektor der Freiburger Universität. Für das Amt wurde er von seinem Vorgänger Wilhelm von Möllendorff vorgeschlagen, der als Sozialdemokrat unhaltbar geworden und einen Tag zuvor – vermutlich auf Druck des NS-Regimes – zurückgetreten war. Heidegger, der bereits 1932 die NSDAP gewählt hatte, trat ihr zum 1. Mai 1933 bei (Mitgliedsnummer 3.125.894) und blieb bis Kriegsende Mitglied.
In seiner Rektoratsrede vom 27. Mai 1933 mit dem Titel Die Selbstbehauptung der deutschen Universität fand sich das Wort von der „Größe und Herrlichkeit dieses Aufbruchs“. Die Rede war nationalsozialistisch konnotiert und hat bis heute viel negatives Aufsehen erregt: Heidegger forderte darin eine grundlegende Erneuerung der Universität. Sie solle, mit der Philosophie als Zentrum, ihre Ganzheit wiedergewinnen, ähnlich wie in der Antike. Das Verhältnis von Professoren und Studenten solle dem von „Führern“ und „Gefolgschaft“ entsprechen. Ferner betonte er die Notwendigkeit der Bindung an die sogenannte „Volksgemeinschaft“ und die wichtige Rolle der Universität bei der Ausbildung von kulturellen Führern des Volkes.
Während seines Rektorats beteiligte sich Heidegger an NS-Propaganda und Gleichschaltungspolitik der „Bewegung“ und hielt eine Rede zur Bücherverbrennung, die er abzuhalten in Freiburg allerdings nach eigenen Angaben untersagte. Während Heideggers Rektorat wurden jüdische Kollegen an der Universität Freiburg wie der Chemiker Georg von Hevesy und der Altphilologe Eduard Fraenkel ebenso entlassen wie Jonas Cohn, Wolfgang Michael sowie Heideggers Assistent Werner Gottfried Brock. Nach eigener Aussage untersagte er an der Universität die Aufhängung des „Judenplakats“. Doch er unternahm nichts, um die zunehmenden antisemitischen Ressentiments an der Universität einzudämmen. Er denunzierte zwei Kollegen, Eduard Baumgarten, mit dem er 1931 einen fachlichen Streit gehabt hatte, und Hermann Staudinger als wenig überzeugte Nationalsozialisten. Heidegger veranstaltete 1933 in Todtnauberg ein Wissenschaftslager für Dozenten und Assistenten, denen die „nationalsozialistische Umwälzung des Hochschulwesens“ nähergebracht werden sollte. Am 11. November 1933 unterzeichnete er in Leipzig das Bekenntnis der deutschen Professoren zu Adolf Hitler und hielt auf der Veranstaltung eine Hauptrede. Den Wahlaufruf Deutsche Wissenschaftler hinter Adolf Hitler vom 19. August 1934 unterzeichnete er ebenfalls.
Am 27. April 1934 trat Heidegger vom Amt des Rektors zurück, da seine Hochschulpolitik weder an der Universität noch bei der Partei genügend Unterstützung fand. Der Grund war nicht (wie er dies später selbst darstellte), dass er die nationalsozialistische Hochschulpolitik nicht mittragen wollte, vielmehr ging ihm diese nicht weit genug: Heidegger plante eine zentrale Dozentenakademie in Berlin. Alle zukünftigen deutschen Hochschullehrer sollten in dieser Akademie philosophisch geschult werden. Der nationalsozialistische Marburger Psychologe Erich Jaensch schrieb dazu ein Gutachten, in dem er Martin Heidegger als „einen der größten Wirrköpfe und ausgefallensten Eigenbrötler“ bezeichnete, „die wir im Hochschulleben haben“. Heideggers ehrgeizige Pläne scheiterten, und er zog sich aus der nationalsozialistischen Hochschulpolitik zurück. Eine Vorlesung, welche unter dem Titel Der Staat und die Wissenschaft geplant war und zu der führende Parteimitglieder mit einer gewissen Erwartungshaltung angereist waren, wurde kurzerhand abgesagt. Heidegger zum Auditorium: „Ich lese Logik.“ Darüber hinaus berichtete Heidegger, er sei nach seinem Rücktritt vom Rektorat von der Partei überwacht worden, und einige seiner Schriften seien nicht mehr im Handel erhältlich gewesen oder nur noch unter der Ladentheke ohne Titelblatt verkauft worden.
Im Mai 1934 war Heidegger gemeinsam mit Carl August Emge und Alfred Rosenberg Gründungsmitglied des Ausschusses für Rechtsphilosophie bei der von Hans Frank geleiteten nationalsozialistischen Akademie für Deutsches Recht und gehörte dem Ausschuss bis mindestens 1936 an.
Von 1935 bis 1942 war Heidegger Mitglied im Wissenschaftlichen Ausschuss des Nietzsche-Archivs. Er trat jedoch 1942 ohne nähere Angabe von Gründen aus. Seine Kritik an der Historisch-Kritischen Ausgabe, die er dort hätte betreuen sollen, hat er später in seinem zweibändigen Nietzsche-Buch deutlich dargestellt.
Im November 1944 wurde er im Rahmen des Volkssturms zur Schanzarbeit eingezogen, doch durch die Intervention der Universität schon im Dezember wieder entlassen. Nach Bombenangriffen auf Meßkirch brachte Heidegger seine Manuskripte nach Bietingen. Die Philosophische Fakultät der Freiburger Universität wurde vorübergehend nach Burg Wildenstein ausgelagert, wo Heidegger das Ende des Krieges erlebte.
Im Rahmen des Entnazifizierungsverfahrens hatte die philosophische Fakultät der Universität Freiburg im September 1945 ein Gutachten gefertigt, das sich für eine Emeritierung Heideggers mit beschränkter Lehrbefugnis aussprach. Dagegen protestierte das Mitglied der Bereinigungskommission Adolf Lampe und auch Walter Eucken und Franz Böhm erhoben Einwände, weshalb der Fall am 1. Dezember 1945 erneut aufgenommen wurde. Heidegger ließ daraufhin ein Gutachten von Karl Jaspers anfragen, das dieser am 22. Dezember 1945 in Briefform verfasste. Jaspers hielt Heidegger aber durch dessen Verstrickung in den Nationalsozialismus als Teil des Lehrkörpers für untragbar und schlug „die Suspension vom Lehramt für einige Jahre“ vor. Am 19. Januar 1946 beschloss der Senat auf dieser Grundlage und auf der des neuen Kommissionsgutachtens des Vorsitzenden Constantin von Dietze den Entzug der Lehrbefugnis. Am 5. Oktober 1946 stellte auch die französische Militärregierung klar, dass Heidegger weder lehren noch an irgendwelchen Veranstaltungen der Universität teilnehmen dürfe.
Das Lehrverbot endete am 26. September 1951 mit Heideggers Emeritierung. Die Rezeption von Heideggers Werken ist aber bis heute durch seine NS-Vergangenheit, durch sein späteres Schweigen dazu und durch diverse antisemitische Äußerungen in den Schwarzen Heften schwer belastet.

### Späte Jahre
1946 erlitt Heidegger einen körperlichen und seelischen Zusammenbruch und wurde von Victor Freiherr von Gebsattel behandelt. Nachdem er sich wieder erholt hatte, nahm Jean Beaufret mit einem Brief Kontakt zu ihm auf. Darin stellte er Heidegger die Frage, wie nach den Ereignissen des Zweiten Weltkriegs dem Wort Humanismus noch ein Sinn gegeben werden könne. Heidegger antwortete mit dem Brief über den »Humanismus«, der auf große Resonanz stieß: Heidegger war zurück auf der philosophischen Bühne. Ernst Jünger, dessen Buch Der Arbeiter Heidegger stark geprägt hatte (er übernahm den Begriff der „totalen Mobilisierung“ in den Beiträgen), kam 1949 zu Besuch nach Todtnauberg.
Mit der Emeritierung erhielt Heidegger seine Rechte als Professor zurück. Sogleich kündigte er eine Vorlesung an und las im Wintersemester erstmals wieder in der Freiburger Universität. Seine Vorlesungen hatten großen Zulauf und lösten, wie auch seine Schriften, ein breites Echo aus. Nebenbei hielt er Vorträge im kleineren Rahmen, so zum Beispiel 1950 in der Bayerischen Akademie der Wissenschaften über „Das Ding“ und 1951 bei den Darmstädter Gesprächen des Deutschen Werkbundes zum Thema „Bauen – Wohnen – Denken“. 1953 stellte Heidegger vor der Bayerischen Akademie der Schönen Künste die „Frage nach der Technik“, und 1955 hielt er bei der Conradin-Kreutzer-Feier in Meßkirch den Vortrag „Gelassenheit“.
1947 wurde Heidegger vom Zürcher Psychotherapeuten Medard Boss kontaktiert, woraus eine lebenslange Freundschaft erwuchs. Er hielt die „Zollikoner Seminare“ im Hause von Medard Boss von 1959 bis 1969, wovon ausgehend der Schweizer Psychiater eine an Heideggers Analytik des Daseins angelehnte Daseinsanalyse entwickelte.
1955 lernte René Char den deutschen Philosophen in Paris kennen. René Char lud Heidegger mehrfach zu Reisen in die Provence ein. So kam es zu den Seminaren in Le Thor 1966, 1968, 1969 und in Zähringen 1973, einem Austausch der Dichter und Denker.
Zu seinem 70. Geburtstag am 26. September 1959 wurde Heidegger Ehrenbürger seiner Geburtsstadt Meßkirch. Am 10. Mai 1960 erhielt er in Hausen im Wiesental den Johann-Peter-Hebel-Preis. Seit 1958 war er ordentliches Mitglied der Heidelberger Akademie der Wissenschaften.

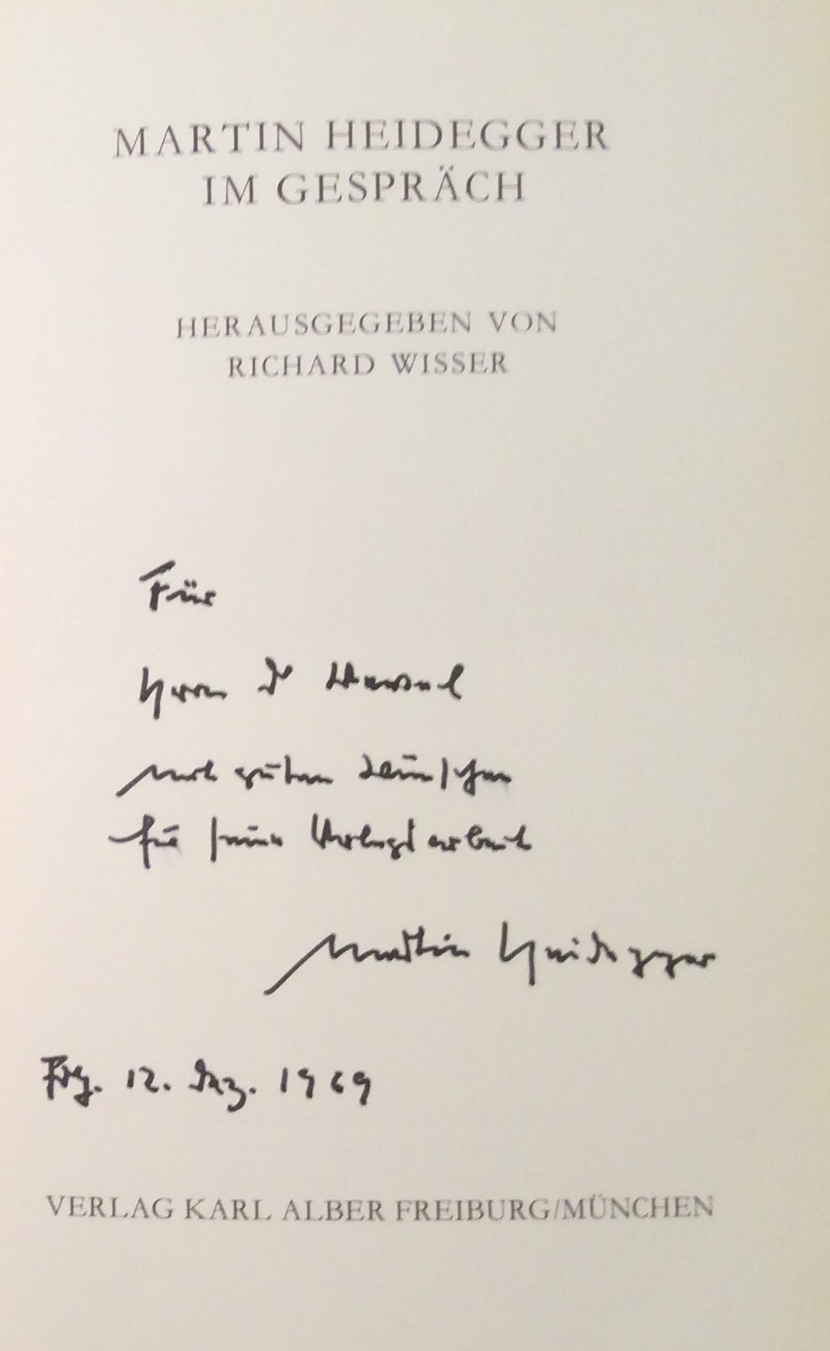
Martin Heidegger 1969. Handschriftliche Widmung an Meinolf Wewel

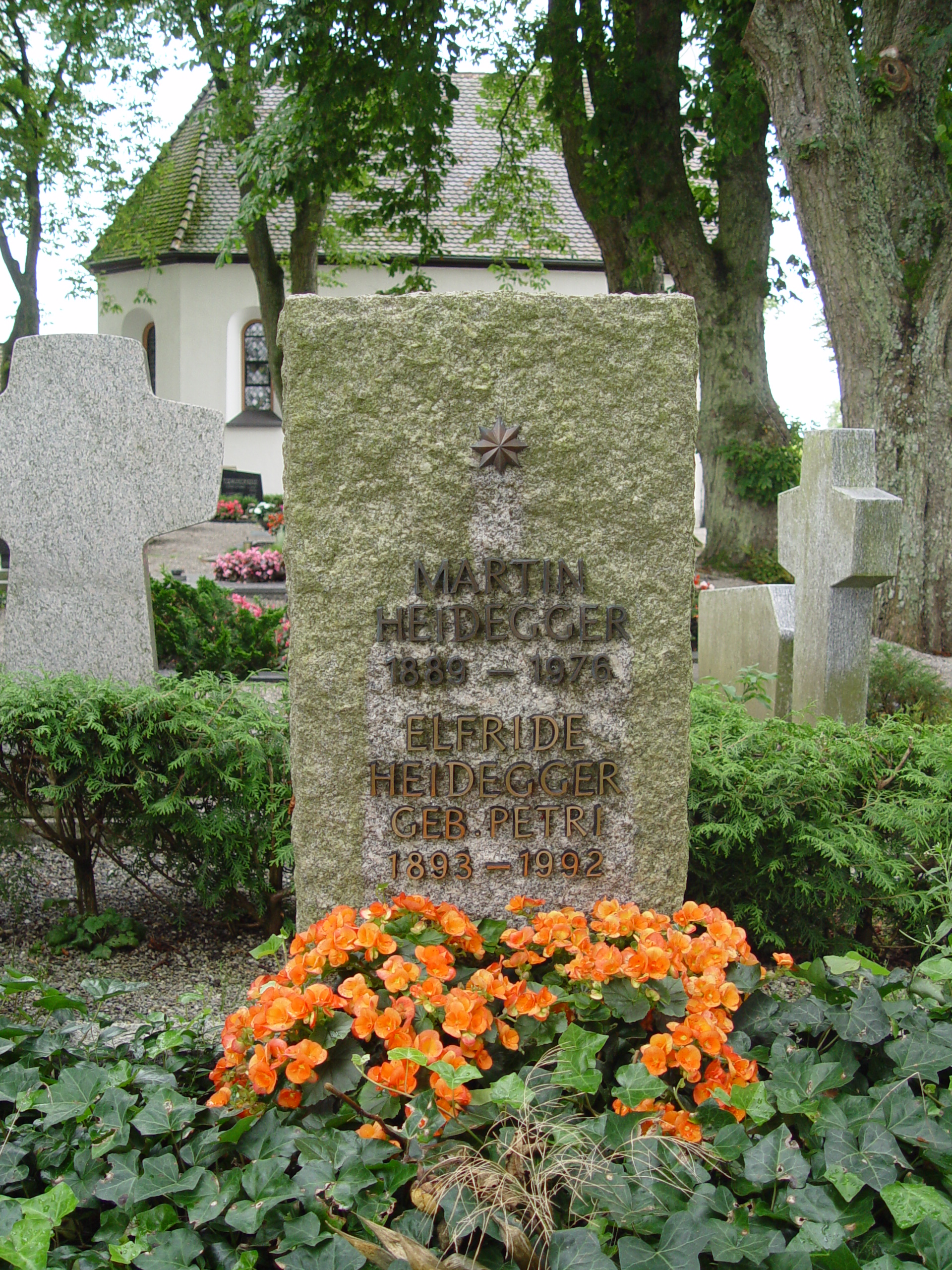
Die Grabstätte von Elfride (geb. Petri) und Martin Heidegger in Meßkirch

Heideggers Denken entfaltete weltweit Wirkung. Zu erwähnen sind in diesem Zusammenhang die zahlreichen Übersetzungen von Sein und Zeit, unter anderem ins Japanische. Auch bei den fernöstlichen Philosophen hinterließ Heidegger eine dauerhafte Wirkung. Hannah Arendt unterstützte die Herausgabe seines Werks in den USA. Zum 500-Jahres-Jubiläum der Albert-Ludwigs-Universität Freiburg 1957 hielt er den Festvortrag „Der Satz der Identität“. Neben einem Interview für das Nachrichtenmagazin Der Spiegel 1966 gab er auch vereinzelt Fernsehinterviews, so 1969 Richard Wisser.
Bedeutsam für ihn waren die beiden Reisen nach Griechenland 1962 und 1967, deren Eindrücke er in den Aufenthalten festhielt, die Reisen nach Italien 1952 und 1963 mit Medard Boss sowie seine wiederholten Ferien in der Lenzerheide bei diesem. 1967 traf Heidegger in Freiburg den von ihm geschätzten Dichter Paul Celan, der sich dort zu einer Lesung aufhielt. Die Brisanz des Treffens ergab sich aus der Biographie Celans, dessen Eltern als Juden von den Nationalsozialisten ermordet worden waren und der daher offenbar von Heidegger eine Erklärung für sein Verhalten in der Zeit nach 1933 erwartete, die er aber nicht erhielt. Trotzdem fuhren beide zusammen nach Todtnauberg, wo sich Celan ins Gästebuch eintrug. Später schickte er Heidegger das Gedicht Todtnauberg, in dem er „einer Hoffnung, heute …“ Ausdruck gab „… auf eines Denkenden / kommendes / Wort / im Herzen“.
Heidegger hatte die Veröffentlichung seiner Gesamtausgabe selbst vorbereitet, deren erster Band 1975 erschien. Am 26. Mai 1976 starb Martin Heidegger im Alter von 86 Jahren in Freiburg. Seinem Wunsch entsprechend wurde er am 28. Mai 1976 in seinem Geburtsort Meßkirch beigesetzt. Zu seiner Beerdigung las sein Sohn Hermann Heidegger Gedichte Hölderlins, die sein Vater ausgesucht hatte. Die Grabrede hielt einer seiner philosophischen Nachkommen, Bernhard Welte.
Heidegger war davon überzeugt, dass die „verstehende Aneignung“ eines denkerischen Werks sich an dessen Inhalten zu vollziehen hat – die Person des Denkers tritt somit in den Hintergrund. Daher sind autobiografische Daten äußerst spärlich, und vieles ist nur durch Briefe oder Berichte von Zeitgenossen zu erschließen. Die geringe Bedeutung, die Heidegger der Biografie eines Denkers zusprach, lässt sich an den Worten ablesen, mit welchen er einmal eine Vorlesung über Aristoteles eröffnete: „Aristoteles wurde geboren, arbeitete und starb. Wenden wir uns also seinem Denken zu.“

## Denken als Weg
Fragen, nicht Antworten
Im Text „Martin Heidegger ist achtzig Jahre alt“ 1969 bezog Hannah Arendt zugunsten von Heideggers Philosophie Stellung. Politisch habe er wie Platon zu den Philosophen gehört, die Tyrannen oder Führern vertrauten. Sie resümierte sein Lebenswerk: „Denn es ist nicht Heideggers Philosophie – von der man mit Recht fragen kann, ob es sie überhaupt gibt – sondern Heideggers Denken, das so entscheidend die geistige Physiognomie des Jahrhunderts mitbestimmt hat. Dies Denken hat eine nur ihm eigene, bohrende Qualität, die, wollte man sie sprachlich fassen und nachweisen, in dem transitiven Gebrauch des Verbums ‚denken‘ liegt. Heidegger denkt nie ‚über‘ etwas; er denkt etwas.“

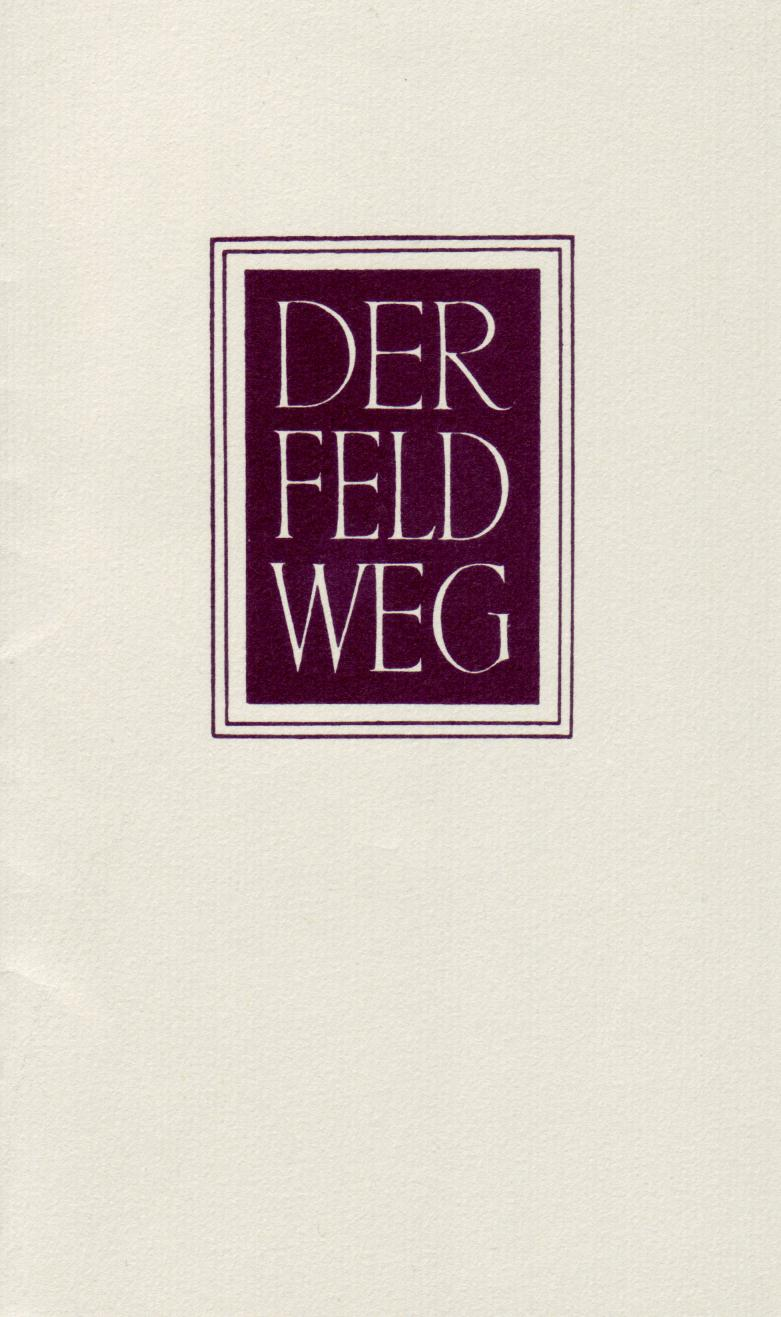
Heidegger: Der Feldweg. Die Metapher des Weges zieht sich durch Heideggers Gesamtwerk.

Arendts Zitat macht deutlich, worum es Heidegger in der Philosophie ging: Das Denken selbst ist schon Vollzug, ist Praxis, und es geht weniger darum, Antworten auf Fragen zu liefern, denn vielmehr das Fragen selbst wach zu halten. Heidegger lehnte daher sowohl historische als auch systematische „Philosophiegelehrsamkeit“ ab. Die Aufgabe der Philosophie ist vielmehr ein Offenhalten dieser Fragen, die Philosophie bietet nicht Gewissheit und Sicherheit, sondern „das ursprüngliche Motiv der Philosophie [entspringt] aus der Beunruhigung des eigenen Daseins“.
Die zentrale Stellung des Fragens in Heideggers Werk hat ihren Grund darin, dass er die Philosophiegeschichte vor allem als eine Geschichte der Verdeckung der grundsätzlichen Fragen interpretierte. Dabei habe die Philosophie nicht nur die Grundfragen – die Frage nach dem Sein – vergessen, sondern auch die Tatsache, dass sie vergessen hat. Ziel des Fragens ist somit nicht, eine Antwort zu bekommen, sondern durch das Fragen aufzudecken, was ohne es weiter in Vergessenheit geriete. So wurde für Heidegger das Fragen zum Wesensmerkmal des Denkens: „Das Fragen ist die Frömmigkeit des Denkens.“
Zugang zum Werk und sprachliche Hürden
Gleichwohl bleibt trotz dieser im Fragen angelegten Offenheit der Zugang zu Heideggers Werk überaus schwierig. Dies liegt nicht zuletzt an Heideggers eigentümlicher, wortschöpferischer Sprache – eine durch ihre Unnachahmlichkeit besonders leicht zu parodierende Diktion. Ein „Spiegel“-Journalist schrieb 1950 nach einem Vortrag ironisch, Heidegger habe „die ärgerliche Angewohnheit, Deutsch zu sprechen“.
Heideggers Sprache ist – vor allem in Sein und Zeit – geprägt von Neologismen, außerdem erfand er Verben wie nichten, lichten, wesen. Anstoß erregten Konstruktionen wie „das Nichts nichtet“ (in: Was ist Metaphysik?), die Heideggers Versuchen geschuldet sind, die Sachen als sie selbst zu denken: Es ist das Nichts selbst, das nichtet. Zur Erklärung soll kein metaphysisches Konzept herangezogen werden. Durch solche gewaltsamen semantischen Dopplungen wollte Heidegger den theoretisch distanzierten Blick der Philosophie überwinden und auf den Boden springen, auf dem wir – auch wenn wir es nicht sehen – in unserem konkreten Leben immer schon stehen.
In seinem Spätwerk kehrte sich Heidegger zwar von den Neologismen ab, lud dafür jedoch Worte aus der Alltagssprache semantisch bis zur Unverständlichkeit auf, sodass deren Bedeutung nur noch im Gesamtzusammenhang seiner Abhandlungen zu verstehen ist. Wegen seines Umgangs mit der Sprache wurde Heidegger scharf angegriffen: Am prominentesten ist dabei Theodor W. Adornos polemische Schrift Jargon der Eigentlichkeit. Heidegger verwandte diesen Jargon jedoch nicht um seiner selbst willen, sondern er wollte sich damit von der philosophischen Tradition lösen, Sprache und Inhalt stünden in untrennbarem Zusammenhang.
Für den Leser bedeutet dies, dass er sich zunächst das heideggersche Vokabular aneignen, ja zum Bewohner dieses Diskurses werden muss, wenn er sich anschließend gleichsam von innen mit dem heideggerschen Denken beschäftigen möchte. Dolf Sternberger kritisierte genau dies: Auf die Terminologie Heideggers kann man nur mittels heideggerscher Begriffe antworten. Um Heideggers Denken nachzuvollziehen, bietet sich ein Mittelweg an: seine Sprache ernst nehmen und gleichzeitig vermeiden, bloß einen Jargon nachzusprechen. Heidegger selbst hat daher immer wieder darauf hingewiesen, wie wichtig es ist, seine Aussagen nicht „so [zu] verstehen wie das, was in der Zeitung steht.“ Seine Begriffe sollen stattdessen einen neuen Bereich aufschließen, indem sie auf immer schon Vorhandenes, aber stets Übersehenes hinweisen: Was sie formal anzeigen, soll letztlich jeder in der eigenen unmittelbaren Erfahrung finden können. „Der Bedeutungsgehalt dieser Begriffe meint und sagt nicht direkt das, worauf er sich bezieht, er gibt nur eine Anzeige, einen Hinweis darauf, dass der Verstehende von diesem Begriffszusammenhang aufgefordert ist, eine Verwandlung seiner selbst in das Dasein zu vollziehen.“
Wege, nicht Werke
An Heideggers Schriften fällt die eher geringe Anzahl großer und geschlossener Abhandlungen auf. Es finden sich stattdessen vor allem kleine Texte und Vorträge – eine Form, die ihm wohl geeigneter schien, sein Denken zu vermitteln, zumal sie sich einer Auslegung dieses Denkens als philosophischen Systems in den Weg stellt.
Dass für Heidegger Denken und Philosophieren eine Bewegung vollzieht und dabei einen Weg zurücklegt, zeigt sich an Werktiteln wie Wegmarken, Holzwege und Unterwegs zur Sprache. Denken wird so zum Weg und zur Bewegung, weshalb Otto Pöggeler auch vom Denkweg Heideggers spricht. Heideggers Denken ist nicht so sehr als Kanon von Meinungen aufzufassen, sondern bietet verschiedene Ansätze zu den „wesentlichen Fragen“. In hinterlassenen Aufzeichnungen für ein nicht mehr fertig gewordenes Vorwort der Gesamtausgabe seiner Schriften notierte Heidegger daher: „Die Gesamtausgabe soll auf verschiedene Weise zeigen: ein Unterwegs im Wegfeld des sich wandelnden Fragens der mehrdeutigen Seinsfrage. Die Gesamtausgabe soll dadurch anleiten, die Frage aufzunehmen, mitzufragen und vor allem dann fragender zu fragen.“

## Frühe Phänomenologie: Hermeneutik der Faktizität
Nach einer recht konventionellen Dissertation und Habilitation wurde Heideggers Vertrauen in die damalige Schulphilosophie vor allem durch Denker wie Kierkegaard, Nietzsche und Dilthey erschüttert. Diese haben der Metaphysik und ihrer Suche nach einer überzeitlichen Wahrheit die Geschichte mit ihren Zufällen und der Wandelbarkeit moralischer Werte und Bezugssysteme entgegengestellt. Heidegger kehrte rein theoretischen Philosophiekonzepten den Rücken. Ihn interessierte verstärkt, wie sich das konkrete Leben phänomenologisch beschreiben lässt, als Leben, das in seiner historisch gewachsenen Tatsächlichkeit gegeben ist, jedoch nicht notwendig so werden musste. Mit diesem Ansatz, als phänomenologische Hermeneutik der Faktizität bezeichnet, versucht Heidegger, Lebenszusammenhänge und Erfahrungen aufzuweisen, nicht zu erklären. Ziel dieser phänomenologischen Herangehensweise ist es, das eigene Leben nicht zum Objekt zu machen und so als Ding aufzufassen, sondern zum Lebensvollzug durchzustoßen. Exemplarisch erläutert Heidegger dies 1920/21 in der Vorlesung „Einleitung in die Phänomenologie der Religion“ am Wort des Apostels Paulus „der Tag des Herrn kommt wie ein Dieb in der Nacht.“ In der urchristlichen Lebenserfahrung des Apostels drückt sich für Heidegger ein Lebensgefühl aus, das nicht versucht, die unverfügbare Zukunft durch Festlegungen oder Berechnungen verfügbar zu machen. Es ist die allzeitige Offenheit für das plötzlich einbrechende Ereignis, das unmittelbar gelebte Leben, das Heidegger einer theoretischen Betrachtung des Lebens entgegenhält.
Nach dem Ersten Weltkrieg beschäftigte sich Heidegger als Assistent Husserls besonders intensiv mit dessen phänomenologischer Methode. Husserl gewährte ihm Einblicke in noch nicht veröffentlichte Schriften und hoffte, in Heidegger einen Schüler und Kronprinzen gefunden zu haben. Heidegger allerdings verfolgte seine eigenen Interessen, und auch Husserl bemerkte, dass Heidegger „schon in Eigenart [war], als er meine Schriften studierte.“ Vor allem Diltheys Annahme von der historischen Gewordenheit und Kontingenz jedes Welt- und Selbstverhältnisses war es, die Heidegger dazu führte, Husserls Konzept absolut gültiger Wesenheiten des Bewusstseins abzulehnen: „Leben ist historisch; keine Zerstückelung in Wesenselemente, sondern Zusammenhang.“ Ausgehend von dieser Sicht auf das Leben als Vollzug lehnte Heidegger Husserls phänomenologische Reduktion auf ein transzendentales Ich ab, das der Welt bloß apperzeptiv gegenüberstünde. Diese frühen Überlegungen gipfelten zusammen mit Anregungen aus Kierkegaards Existenzphilosophie in Heideggers erstem Hauptwerk Sein und Zeit.

## „Sein und Zeit“

### Die Seinsfrage
Thema des 1927 erschienenen Werks ist die Frage nach dem Sinn von Sein. Diese Frage hatte schon Platon beschäftigt. Heidegger zitierte ihn zu Beginn der Untersuchung: „Denn offenbar seid ihr doch schon lange mit dem vertraut, was ihr eigentlich meint, wenn ihr den Ausdruck ‚seiend‘ gebraucht, wir jedoch glaubten es einst zwar zu verstehen, jetzt aber sind wir in Verlegenheit gekommen.“ Auch nach zweitausend Jahren ist, so Heidegger, diese Frage noch unbeantwortet: „Haben wir heute eine Antwort auf die Frage nach dem, was wir mit dem Wort »seiend« eigentlich meinen? Keineswegs. Und so gilt es denn, die Frage nach dem Sinn von Sein erneut zu stellen.“
Heidegger fragte nach dem Sein. Wenn er zugleich nach dessen Sinn forschte, dann setzt er voraus, dass die Welt keine formlose Masse ist, sondern es in ihr sinnhafte Bezüge gibt. Das Sein ist also strukturiert und besitzt in seiner Mannigfaltigkeit eine gewisse Einheitlichkeit. So gibt es beispielsweise einen sinnhaften Bezug zwischen Hammer und Nagel – wie aber lässt sich dieser verstehen? „Von wo aus, das heißt: aus welchem vorgegebenen Horizont her verstehen wir dergleichen wie Sein?“ Heideggers Antwort hierauf war: „Der Horizont aus dem dergleichen wie Sein überhaupt verständlich wird, ist die Zeit.“ Die Bedeutung der Zeit für das Sein wurde Heidegger zufolge in aller bisherigen Philosophie nicht beachtet.

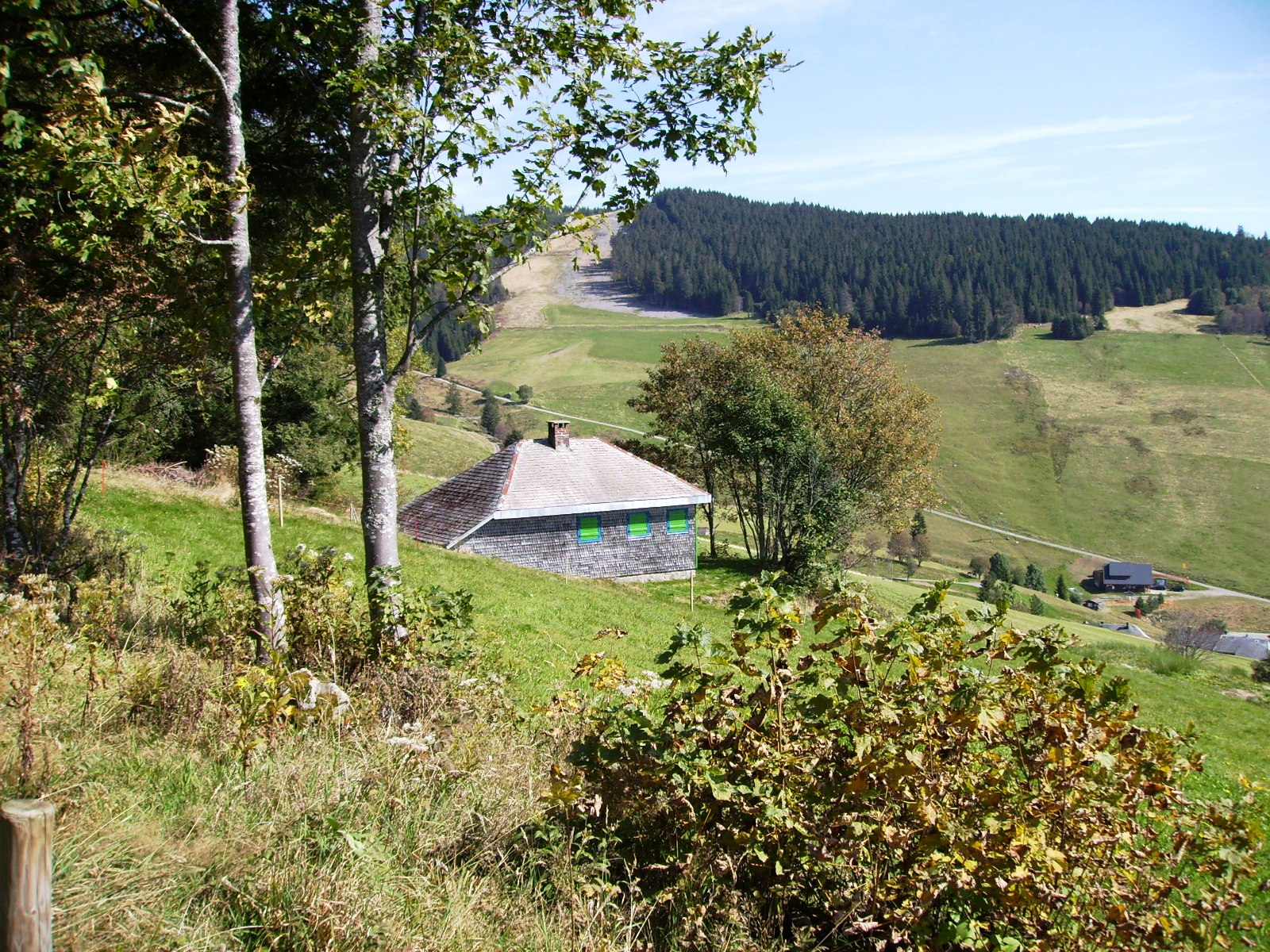
Blick auf Heideggers Hütte oberhalb von Rütte, Todtnauberg. Hier schrieb er den Großteil von Sein und Zeit.

Kritik an der traditionellen Seinslehre
Die abendländische Seinslehre hat, laut Heidegger, zwar in ihrer Tradition verschiedene Antworten darauf gegeben, was sie unter „Sein“ versteht. Sie hat die Seinsfrage jedoch nie so gestellt, dass sie dessen Sinn nachfragte, also die dem Sein eingeschriebenen Beziehungen untersuchte. Heidegger kritisierte am bisherigen Verständnis, dass Sein stets wie etwas einzeln Seiendes, etwas Vorhandenes charakterisiert worden sei, also im zeitlichen Modus der Gegenwart. Als etwas bloß gegenwärtig Vorhandenes betrachtet, sei Vorhandenes jedoch aller zeitlichen und sinnhaften Bezüge zur Welt entkleidet: Von der Feststellung, dass etwas ist, lasse sich nicht verstehen, was etwas ist.
Bei einer Bestimmung des Seins als beispielsweise Substanz oder Materie werde das Sein nur in Bezug auf die Gegenwart vorgestellt: Das Vorhandene ist gegenwärtig, jedoch ohne dass es Bezüge zu Vergangenheit und Zukunft hätte. Heidegger versuchte im Verlauf der Untersuchung zu zeigen, dass im Gegensatz dazu die Zeit eine wesentliche Bedingung für ein Verständnis des Seins ist, da sie – vereinfacht gesagt – einen Verständnishorizont darstellt, in dessen Rahmen die Dinge in der Welt erst sinnhafte Bezüge zwischeneinander ausbilden können. So dient beispielsweise der Hammer dazu, Nägel in Bretter zu schlagen, um ein Haus zu bauen, welches Schutz vor kommenden Unwettern bietet. Es lässt sich also nur im Gesamtzusammenhang einer Welt mit zeitlichen Bezügen verstehen, was der Hammer außer einem vorhandenen Stück Holz und Eisen ist.
Der von der philosophischen Tradition gewählte Ausweg zur Bestimmung dessen, was etwas ist, der ontologische Reduktionismus, stellte für Heidegger ebenso eine Verfehlung dar, wenn er versucht, alles Sein auf ein Urprinzip oder ein einzig Seiendes zurückzuführen. Dieses von Heidegger kritisierte Vorgehen ermöglicht es beispielsweise der Onto-Theologie, innerhalb einer linearen Seinsordnung ein höchstes Seiendes anzunehmen und dies mit Gott gleichzusetzen.
Ontologische Differenz
Diesen Fehler des bisherigen philosophischen Denkens, nicht die Bedeutung der Zeit für das Verständnis des Seins in den Blick zu bringen, sollte eine fundamentalontologische Untersuchung korrigieren. Heidegger wollte also in Sein und Zeit die Ontologie auf ein neues Fundament stellen. Ausgangspunkt seiner Kritik an traditionellen Positionen der Ontologie war das, was er die ontologische Differenz von Sein und Seiendem nannte.
Mit Sein bezeichnete Heidegger in Sein und Zeit grob gesagt den Verständnishorizont, auf dessen Grundlage einem innerweltlich Seiendes begegnet. Jedes verstehende Verhältnis zu innerweltlich Seiendem muss sich in einem solchen kontextuellen Horizont bewegen, in dem das Seiende erst offenbar wird. Wenn uns also etwas begegnet, dann verstehen wir dies immer nur durch seine Bedeutung in einer Welt. Dieser Bezug macht erst sein Sein aus. Jedes einzelne Seiende wird demnach immer schon transzendiert, d. h. überstiegen und als Einzelnes in Bezug zum Ganzen gesetzt, von wo aus es erst seine Bedeutsamkeit empfängt. Das Sein eines Seienden ist daher das im „Überstieg“ Gegebene: „Sein ist das transcendens schlechthin. […] Jede Erschließung von Sein als das transcendens ist transzendentale Erkenntnis.“
Geht man von der ontologischen Differenz aus, dann wird auch jedes einzelne Seiende nicht mehr bloß als gegenwärtig Vorhandenes aufgefasst. Es wird vielmehr überstiegen in Bezug auf ein Ganzes: Im Ausblick auf etwas Zukünftiges und in seiner Herkunft aus der Vergangenheit ist sein Sein wesentlich zeitlich bestimmt.
Sprachliche Schwierigkeiten
Das Sein als ein solcher zeitlicher Verständnishorizont ist daher die stets unthematische Voraussetzung dafür, dass einzelnes Seiendes begegnen kann. So wie im Gegebenen das Geben und der Gebende nicht enthalten sind, sondern unthematisiert bleiben, wird das Sein selbst nie explizit.
Allerdings ist das Sein stets das Sein eines Seienden, weshalb zwar eine Differenz zwischen Sein und Seiendem besteht, beide aber nie getrennt voneinander auftreten können. Das Sein zeigt sich somit als das Nächste, weil es im Umgang mit der Welt immer schon vorausgehend und mitgängig ist. Als Verständnishorizont ist es allerdings eigentlich unthematisierbar – denn ein Horizont kann niemals erreicht werden. Wird trotz allem das Sein sprachlich zum Thema erhoben, so wird es gleichzeitig verfehlt. Da sich nämlich die meisten Begriffe der Alltagssprache und auch der Philosophie allein auf Dinge in der Welt beziehen, sah sich Heidegger in Sein und Zeit vor eine sprachliche Hürde gestellt. Dies zeigt sich in der Substantivierung „das Sein“, die Sein als innerweltlich Seiendes vorstellt. Um nicht an metaphysisch vorbelastete Begriffe anknüpfen zu müssen, hat Heidegger in Sein und Zeit viele Neologismen gebildet.

### Hermeneutische Phänomenologie
Heidegger geht also davon aus, dass das Sein weder als vorhandenes Ding zu bestimmen ist noch als struktur- und zusammenhangslose Masse. Die Welt, in der wir leben, stellt vielmehr ein Beziehungsgeflecht aus sinnhaften Bezügen dar. Nun konnte die Untersuchung für Heidegger nicht einfach mit einem Paradigma ansetzen, wenn sie eine wirklich phänomenologische sein soll, denn die Phänomenologie versucht, Sachverhalte aufzuweisen, nicht deduktiv zu erklären. Da er also immer schon in einer Welt lebt, kann der Mensch hinter diesen gegebenen Verständnishorizont nicht zurückgehen, er kann nur versuchen, ihn zu verstehen und einzelne Momente aufweisend hervorheben. Daher wählte Heidegger einen hermeneutischen Zugang.
Der hermeneutische Zirkel in Sein und Zeit
Um die sinnhaften Bezüge in der Welt verstehen zu können, muss nach Heidegger ein hermeneutischer Zirkel durchlaufen werden, der bei jedem Durchgang ein besseres Verständnis zu Tage fördert. Die Bewegung dieses Zirkels verläuft so, dass sich das Einzelne nur im Bezug zum Ganzen verstehen lässt, und das Ganze sich nur am Einzelnen zeigt. Wenn der Verständnisvorgang nur im Durchlaufen eines Zirkels möglich ist, ist trotzdem fraglich, wo dieser Zirkel einsetzen soll. Heideggers Antwort hierauf: Einsatzpunkt ist der Mensch selber, denn er ist es offensichtlich, der die Frage nach dem Sinn von Sein stellt.
Das Sein des Menschen nennt Heidegger Dasein, die Untersuchung dieses Daseins Fundamentalontologie. Die Frage nach dem Sinn von Sein kann nur vom Dasein beantwortet werden, denn dieses allein verfügt über ein Vorverständnis, wie es für jede hermeneutische Untersuchung notwendige Voraussetzung ist. Dieses Vorverständnis über das Sein bezeichnet Heidegger als Seinsverständnis. Es kommt allen Menschen zu, wenn sie die verschiedenen Seinsarten der Dinge verstehen: So versuchen wir nicht mit Bergen zu sprechen, wir gehen mit Tieren anders um als mit unbelebter Natur, wir versuchen nicht die Sonne anzufassen usf. All diese selbstverständlichen Verhaltensweisen beruhen auf Auslegungen darüber, wie und was die Dinge sind. Da dem Dasein diese grundlegende Eigenschaft zukommt, also der Mensch immer schon in einen vorreflexiven Verständnishorizont eingelassen ist, richtet Heidegger seine Befragung folglich an das Dasein.
Durch diese grundsätzlich hermeneutische Ausrichtung geht er nicht mehr von einem erkennenden Subjekt aus, welches (wie etwa bei Kant) hauptsächlich Körper in Raum und Zeit wahrnimmt. Das Dasein ist vielmehr ein verstehendes, das immer schon in eine Welt eingebunden ist. Heidegger wählte als Eintrittspunkt in den Zirkel denn auch kein besonderes Dasein, sondern das Dasein in seiner Alltäglichkeit. Sein Ziel war es, die Philosophie von transzendentalen Spekulationen zurück auf den Boden der gängigen Erfahrungswelt zu bringen. Dabei kam dem Boden selbst, als „Bodenständigkeit“ und „Bodenlosigkeit“, gemeinsam mit Begrifflichkeiten wie der „Verwurzelung“ und dem „entwurzelten“ Dasein des „Man“ eine Bedeutung zu, die epistemologisch aber nicht ganz klar zu fassen ist, wodurch eine langjährige Debatte darüber ausgelöst wurde.
Dazu sind nach Heideggers Auffassung zwei Schritte des hermeneutischen Zirkels erforderlich: Im ersten soll untersucht werden, wie sich die Sinnbezüge in der Welt für das Dasein darstellen. Die Welt wird demzufolge phänomenologisch beschrieben. Heidegger tat dies anhand des Sinnzusammenhangs von Werkzeugen, wie dem oben erwähnten Hammer. Im zweiten Schritt erfolgt eine „existenziale Daseinsanalyse“, also die Untersuchung der Strukturen, welche das Dasein ausmachen wie etwa Sprache, Befindlichkeit, Verstehen und Endlichkeit des Daseins. Ist so das Verhältnis von Dasein und Welt angemessen verstanden, muss es, wenn das Sein bestimmt werden soll, zugleich ontologisch gefasst werden.

### Fundamentalontologie
Unterwegs zu einer neuen Ontologie
Um die Überwindung der neuzeitlichen auf dem Subjekt-Objekt-Schema basierenden Ontologie voranzutreiben, führte Heidegger den Begriff des In-der-Welt-seins ein. Er sollte die grundlegende Zusammengehörigkeit von Dasein und Welt anzeigen. Welt bezeichnet dabei nicht so etwas wie die Summe alles Seienden, sondern eine sinnhafte Totalität, eine Bedeutungsganzheit, in der sich die Dinge sinnhaft aufeinander beziehen. Ging die Transzendentalphilosophie Kants von einem selbstgenügsamen, in sich ruhenden Subjekt aus, dessen Verbindung zur Außenwelt erst hergestellt werden musste, so ist bei Heidegger einerseits dem Dasein immer schon Welt gegeben, andererseits ist Welt überhaupt nur für das Dasein. Der Begriff des In-der-Welt-seins fasst beide Aspekte zusammen. Nun ist die Welt für Heidegger kein Ding, sondern ein zeitliches Beziehungsgeflecht. Er nennt dieses Geschehen von Welt die Weltlichkeit der Welt. Sie ist nur im Zusammenhang mit dem Dasein zu verstehen. Was also der Hammer als Hammer ist, lässt sich nur in Bezug auf das Dasein begreifen, das ihn gebraucht. Dem Sein ist also ein Sinn eingeschrieben und „Sinn ist das, worin sich die Verständlichkeit von etwas hält.“ Der Sinn von Sein und Dasein bedingen einander: „Nur solange Dasein ist, das heißt die ontische Möglichkeit von Seinsverständnis, ›gibt es‹ Sein.“ Damit vertrat Heidegger weder einen metaphysischen Realismus („die Dinge existieren, so wie sie sind, auch ohne uns“) noch einen Idealismus („der Geist erzeugt die Dinge, wie sie sind“).

In Sein und Zeit erarbeitet Heidegger Strukturzusammenhänge der menschlichen Existenz und des menschlichen Weltbezuges (Existenzialien). Die komplexen Begriffszusammenhänge haben dem Werk den Ruf der Unverständlichkeit eingetragen. Die Abbildung stellt den Zusammenhang der Hauptbegriffe grafisch dar. (PDF-Version)

So soll die Analyse des Daseins das Fundament für eine neue Ontologie jenseits von Realismus und Idealismus abgeben. Heidegger stellt in Sein und Zeit hierzu verschiedene Strukturen heraus, die das Dasein in seiner Existenz, also in seinem Lebensvollzug, bestimmen. Diese nannte er Existenzialien: Verstehen, Befindlichkeit, Rede sind grundlegende Weisen, wie sich das Dasein auf sich und die Welt bezieht. Die Existenzialien sind Momente eines Strukturganzen, das Heidegger als Sorge bestimmte. Damit erweist sich das Sein des Daseins als Sorge: Der Mensch ist Sorge. Diese Bestimmung des menschlichen Seins als Sorge will Heidegger jedoch von Nebenbedeutungen wie „Besorgnis“ und „Trübsal“ frei halten.
Wenn die Existenz des Daseins sich als Sorge erweist, dann lässt sich von hier aus die Welt verstehen: Der Hammer und anderes Werkzeug dienen zum Hausbau. Die verschiedenen Werkzeuge sind durch ein Um-zu verbunden, das letztendlich im Um-Willen des Daseins mündet, dieses besorgt Dinge, weil es sich um sich und seine Mitmenschen sorgt. Auch die wissenschaftliche Erfassung der Welt und das Naturverständnis erheben sich letztlich für Heidegger aus dem Dasein als Sorge.
Zeitlichkeit und Dasein
Da das Dasein als Sorge offensichtlich immer aus einer Vergangenheit her bestimmt ist und sich auf Zukünftiges richtet, folgt im zweiten Teil von Sein und Zeit eine erneute Interpretation der Existenzialien unter dem Aspekt der Zeit. Dabei erweist sich für Heidegger die Zeit zunächst nicht als objektiv-physikalisch ablaufende, sondern als die dem Dasein eingeschriebene Zeitlichkeit, die in engem Zusammenhang mit der Sorge steht. Die enge Beziehung von Zeit und Sorge zeigt sich beispielsweise an alltagssprachlichen Zeitangaben wie „bis dahin ist es ein Spaziergang“. Nach Heidegger ist die an die Sorge gebundene Zeit die ontologisch primäre. Erst aus dem alltäglichen Umgang mit der Zeit heraus entwickelt das Dasein eine objektive (wissenschaftliche) Zeit, mit der es rechnen und planen kann und die sich durch Uhren bestimmen lässt. Dabei bleibt allerdings alles Planen und Rechnen an die Sorge gebunden.

### Abkehr von „Sein und Zeit“
Sein und Zeit blieb aus verschiedenen Gründen ein Fragment, von dem nur die erste Hälfte vorliegt. Zwar konnte Heidegger mit dem neuen ontologischen Denken, das auf dem Verhältnis von Dasein und Sein basierte, viele Probleme der überkommenen Ontologie überwinden, allerdings führte sein Ansatz lediglich zu relativ begrenzten Möglichkeiten philosophischen Verstehens. Dies vor allem aufgrund der Sorge-Struktur und der dem Dasein eingeschriebenen Zeitlichkeit. Damit bestand die Gefahr, dass alle Aspekte des menschlichen Lebens nur noch unter diesen Gesichtspunkten interpretiert werden sollten. Heidegger warnte selbst vor einer Überschätzung der Zeitlichkeit, was aber nicht überzeugen konnte.
Heidegger hatte zudem in Sein und Zeit seinen Wahrheitsbegriff an das Dasein gekoppelt: Die Welt ist dem Dasein im praktischen Umgang mit ihr immer schon erschlossen. Mit dieser Formulierung wollte er seinem Verständnis von Wahrheit eine ontologische Dimension zuweisen: Erst für das Dasein lichtet sich Welt, erst für es ist Welt, und von hier aus bestimmt sich auch, was das Seiende ist. Dabei wird deutlich, wie stark die Sorge-Struktur die Welt und die Dinge zeitlich und inhaltlich um das Um-zu und Um-willen, also um die praktischen Bedürfnisse des Daseins zentriert. Unter diesem Gesichtspunkt sind geschichtliche Umwälzungen des Selbst- und Weltverständnisses und die Passivität des Menschen im Gang der Geschichte schwer zu verstehen. Hinzu kam die Schwierigkeit, sich von der Sprache der Metaphysik abzugrenzen, wie Heidegger rückblickend 1946 im Brief „Über den Humanismus“ schrieb.
Die genannten Gründe veranlassten Heidegger schließlich zur Abkehr vom fundamentalontologischen Ansatz. So war „der Weg durch Sein und Zeit ein zwar unumgänglicher und doch ein Holzweg – ein Weg, der plötzlich aufhört“. Es folgte für Heidegger ein Umdenken, das er als Kehre bezeichnete.

## Die Auseinandersetzung mit Kant
Der angekündigte zweite Teil von Sein und Zeit sollte mit Kants Zeitbegriff beginnen, und nach der Publikation des ersten Teils wandte sich Heidegger umgehend der Auseinandersetzung mit Kant zu. Zunächst fand sie durch die Vorlesungen des Wintersemesters 1927/28 in Marburg statt, die Heidegger die Phänomenologische Interpretation von Kants Kritik der reinen Vernunft nannte. In dieser mit seiner eigenen Terminologie gedeuteten und erläuterten Lesung des kantischen Hauptwerks zielte Heidegger im Schluss auf die Frage des Subjekts und der Zeit. Dagegen trat in den Kant-Vorlesungen in Riga und anlässlich der II. Davoser Hochschultage im Frühling 1929, wie auch in der dort geführten Disputation mit Ernst Cassirer die Thematik der Endlichkeit in den Vordergrund, die auch im von Heidegger so genannten „Kantbuch“, Kant und das Problem der Metaphysik, zentral blieb. Gleichwohl können die Themen des Subjekts und der Endlichkeit bei Kant nicht auf je eine der genannten Arbeiten begrenzt werden, da die Übergänge darin fließend sind. Heideggers Auseinandersetzung mit Kant in jenem Zeitraum wird durch den Vortrag Die Frage nach dem Ding von 1934/35 abgeschlossen.

### Die phänomenologische Deutung derKritik der reinen Vernunft
In der Vorrede der Kritik der reinen Vernunft unterscheidet Kant den ersten und objektiven von dem zweiten und subjektiven Teil der transzendentalen Deduktion und, so Heidegger, „verkennt gerade dadurch den inneren Zusammenhang der objektiven Seite der Deduktion mit der subjektiven – mehr noch: er verkennt, daß gerade die radikale Durchführung der subjektiven Seite der Aufgabe der Deduktion die objektive Aufgabe mit erledigt.“ Heidegger fügt dieser Interpretation in den Marburger Vorlesungen die entsprechende Forderung hinzu und stellt dazu fest: „Diesen radikalen Weg geht Kant hier nicht“. Damit kündigt sich ein Deutungsmuster an, auf das er noch im Kantbuch zurückkommt, wo es heißt: „Die transzendentale Deduktion ist in sich notwendig objektiv-subjektiv zugleich. Denn sie ist Enthüllung der Transzendenz, die ja die für eine endliche Subjektivität wesenhafte Zuwendung zu einer Objektivität überhaupt erst bildet.“ Da Kant aber „die Weitläuftigkeit einer vollständigen Theorie“ der Analyse der „drei subjektiven Erkenntniskräfte“ vermieden habe, bleibe für ihn „die Subjektivität des Subjekts in der Verfassung und der Charakteristik leitend, die sich ihm durch die überlieferte Anthropologie und Psychologie anbot.“ Heidegger sieht dagegen in der kantischen transzendentalen Einbildungskraft zunächst „die zentrale Funktion (…) in der Ermöglichung der Erfahrung“, schließlich auch die „einheitliche Wurzel (…) für Anschauung und Denken“, die den „universalen Zeithorizont bildet.“
Die einmalige, in die zweite Auflage der Kritik der reinen Vernunft eingefügte Erwähnung der Zeit als einer Form, die das Gemüt sich selbst setzt (B 68), erhält bei Heidegger dann als „reine Selbstaffektion“ und „apriorischer Selbstangang“ der Zeit eine zentrale Rolle bei der Deutung des Selbst: „Die ursprüngliche Zeitlichkeit ist das, worin die Urhandlung des Selbst und sein Selbstangang gründet, und dieselbe Zeitlichkeit ist es, die eine Selbstidentifizierung des Selbst jederzeit ermöglicht.“ Dabei erhebt sich Heideggers Einwand, dass Kant diese Identifizierung „einzig aus der Gegenwart“ verstehe, „in dem Sinn, daß das Ich in jedem Jetzt sich als dasselbe identifizieren kann.“ So bleibe es nur bei einem im Grunde „zeitfreien, punktuellen Ich“, das durch eine „ontologische Interpretation der Ganzheit des Daseins“, durch das „Sich-Vorweg“ und das „Seinkönnen“ überwunden werden müsse.
Obgleich Heidegger in den Marburger Vorlesungen einräumt, dass „Kant weder den ursprünglichen einheitlichen Charakter der produktiven Einbildungskraft im Hinblick auf die Rezeptivität und Spontaneität“ sehe, „noch gar den weiteren radikalen Schritt vollzieht, diese produktive Einbildungskraft als die ursprüngliche ekstatische Zeitlichkeit zu erkennen“, deutet er sie in philologisch durchaus zweifelhafter Weise als „ekstatische Grundverfassung des Subjekts, des Daseins selbst“, die „die reine Zeit aus sich entläßt, sie also der Möglichkeit nach in sich enthält“. Die kantische transzendentale Einbildungskraft sei somit die „ursprüngliche Zeitlichkeit und daher das Radikalvermögen der ontologischen Erkenntnis“. Mit der Reduktion auf die Selbstaffektion der Zeit und die durch sie bestimmte Einbildungskraft als die eine „Wurzel“ der Erkenntnis entfernt sich Heideggers Deutung jedoch insgesamt vom kantischen Dualismus und nähert sich eher dem Solipsismus an, der mit Fichte auf Kant folgte.

### DasKantbuchund die Endlichkeit
In Sein und Zeit, in den Marburger Kant-Vorlesungen und auch im Kantbuch nannte Heidegger die Kritik der reinen Vernunft als Referenz für sein Denken im Sinn einer „Bestätigung der Richtigkeit des Weges, auf dem ich suchte“. Gleichwohl hatte er bei Kant „das Fehlen einer thematischen Ontologie des Daseins“ konstatiert, also das einer „vorgängigen ontologischen Analytik der Subjektivität des Subjekts“. Kant und das Problem der Metaphysik, in dem die drei Vorlesungen von Riga und Davos zusammengefasst und durch ein viertes Kapitel erweitert wurden, sollte dem abhelfen und durch eine „Destruktion am Leitfaden“ der „Problematik der Temporalität (…) das Schematismuskapitel und von da aus die Kantische Lehre von der Zeit“ interpretieren. Dabei erschien es Heidegger nötig zu sein, die „Frage nach der Endlichkeit in Absicht auf eine Grundlegung der Metaphysik ans Licht“ zu bringen, denn: „Die Endlichkeit und die Eigentümlichkeit der Frage nach ihr entscheiden erst von Grund aus über die innere Form einer transzendentalen 'Analytik' der Subjektivität des Subjekts.“
 Zur Endlichkeit des Daseins 
Seit den Davoser Vorträgen rückt die Endlichkeit des Menschen als Themenfeld überhaupt in den Vordergrund des heideggerschen Denkens: „Die Endlichkeit war nämlich in der Einleitung von Sein und Zeit kein einziges Mal erwähnt worden, und sie blieb auch in den Vorlesungen vor Sein und Zeit diskret im Hintergrund, bevor sie zum allesbestimmenden Thema Ende der zwanziger Jahre werden wird.“ Im zweiten der drei im Frühling 1929 gehaltenen Davoser Vorträge über Kants Kritik der reinen Vernunft und die Aufgabe einer Grundlegung der Metaphysik, in denen Heidegger „den Gedankengang der ersten drei Abschnitte des Ende desselben Jahres noch erschienenen Kantbuches vorgetragen“ hatte, stellt er „das Wesen der endlichen Erkenntnis überhaupt und die Grundcharaktere der Endlichkeit“ als entscheidend für „das Verständnis der Durchführung der Grundlegung“ der Metaphysik heraus. In seinen eigenen Worten formuliert, fragt Heidegger somit: „Wie ist die innere Struktur des Daseins selbst, ist sie endlich oder unendlich?“
Dabei sieht er nicht erst die Frage nach dem Sein, sondern schon jene nach der „inneren Möglichkeit des Seinsverständnisses“, also auch nach „der Möglichkeit des Seinsbegriffes“, als Voraussetzung dafür, die andere Frage zu entscheiden, die auch von der antiken Seinsphilosophie nicht geklärt worden sei, nämlich, „ob und in welcher Weise das Seinsproblem einen inneren Bezug zur Endlichkeit im Menschen bei sich führt“. Noch in durchaus kantischer Gedankenfolge setzt Heidegger voraus, Existenz bedeute „Angewiesenheit auf Seiendes“, doch diese selbst sei „als Seinsart in sich Endlichkeit und als diese nur möglich auf dem Grunde des Seinsverständnisses. Dergleichen wie Sein gibt es nur und muß es geben, wo Endlichkeit existent geworden ist. (…) Ursprünglicher als der Mensch ist die Endlichkeit des Daseins in ihm.“
 Endlichkeit als Problembasis der KrV 
Wie Heidegger selbst einräumt, ist die Grundlegung der Endlichkeit des Menschen als „Problembasis“ des kantischen Hauptwerks eben dort „kein ausdrückliches Thema“ – wörtlich wird der Begriff „Endlichkeit“ in der KrV nicht erwähnt – und somit gehört diese Akzentuierung zu der „Überdeutung Kants“, in der „die Kritik der reinen Vernunft im Gesichtskreis der Fragestellung von 'Sein und Zeit' ausgelegt, in Wahrheit jedoch der Frage Kants eine ihr fremde, wenngleich sie bedingende Fragestellung untergelegt wurde.“ Endlichkeit ist für Heidegger „primär nicht die des Erkennens, sondern das ist nur eine Wesensfolge der Geworfenheit.“ Vielmehr ist „die Ontologie ein Index der Endlichkeit. Gott hat sie nicht. Und daß der Mensch die exhibitio hat, ist das schärfste Argument seiner Endlichkeit. Denn Ontologie braucht nur ein endliches Wesen.“ In Bezug auf die Möglichkeit der Erkenntnis und die Frage der Wahrheit deutet Heidegger in der Davoser Disputation mit Cassirer bereits die später in Wesen der menschlichen Freiheit dargelegte, „in dieser Endlichkeit existente (…) Zusammenkunft des Widerstreitenden“ an: „Auf Grund der Endlichkeit des In-der-Wahrheit-seins des Menschen besteht zugleich ein In-der-Unwahrheit-sein. Die Unwahrheit gehört zum innersten Kern der Struktur des Daseins. (…) Ich würde aber sagen, daß diese Intersubjektivität der Wahrheit, dieses Hinausbrechen der Wahrheit über den Einzelnen selbst als In-der-Wahrheit-sein, schon heißt, an das Seiende selbst ausgeliefert zu sein, in die Möglichkeit versetzt zu sein, es selbst zu gestalten.“
Die Akzentuierung der Endlichkeit als Seinsart des Daseins rief bereits bei der Davoser Disputation die kritische Frage hervor, wie darin der „Übergang zum mundus intelligibilis“ möglich sei und zwar im Bereich der mathematischen Wahrheiten wie in jener des Sollens. Cassirer fragte, ob Heidegger „auf diese ganze Objektivität, auf diese Form der Absolutheit, die Kant im Ethischen, Theoretischen und in der Kritik der Urteilskraft vertreten hat, verzichten“ wolle: „Will er sich ganz zurückziehen auf das endliche Wesen, oder, wenn nicht, wo ist für ihn der Durchbruch zu dieser Sphäre?“ Heideggers Antwort einer „Endlichkeit der Ethik“ und einer endlichen Freiheit, in der der Mensch vor das Nichts gestellt sei und die Philosophie die Aufgabe habe, ihm „bei all seiner Freiheit die Nichtigkeit seines Daseins offenbar zu machen“, gilt rückblickend als „Zeichen der Schwäche, in der sich Heidegger nach Sein und Zeit befindet, weil er sein fundamentalontologisches Projekt durchzuführen nicht in der Lage ist.“
Heidegger schließt das Kantbuch mit rund zwanzig zumeist rhetorischen Fragen, in denen die Themengebiete der Subjektivität, der Endlichkeit und des transzendentalen Wesens der Wahrheit benannt werden. So fragt er, ob sich die transzendentale Dialektik der KrV nicht „im Problem der Endlichkeit“ konzentriere und die „transzendentale Unwahrheit nicht hinsichtlich ihrer ursprünglichen Einheit mit der transzendentalen Wahrheit aus dem innersten Wesen der Endlichkeit im Dasein positiv begründet werden“ und fügt hinzu: „Welches ist das transzendentale Wesen der Wahrheit überhaupt?“ Im Kantbuch bleibt Heidegger die Antworten schuldig, skizziert mit den Fragestellungen aber den Entwurf seiner Studien der folgenden Jahre.

## Das Umdenken in den 1930er Jahren: Die Kehre

### Der Wandel im Wahrheitsverständnis
Im Denkweg Martin Heideggers vollzog sich zwischen 1930 und 1938 ein Umdenken, das er selbst als Kehre bezeichnete. Er wandte sich von seinem fundamentalontologischen Denken ab und einem seinsgeschichtlichen Ansatz zu. Es ging ihm nach der Kehre nicht mehr um den Sinn von Sein oder dessen transzendentalen Auslegungshorizont (die Zeit), sondern er bezog die Rede vom Sein als solchem darauf, wie das Sein sich von sich selbst her sowohl entbirgt als auch verbirgt. Heidegger ging es dabei um ein neues, nicht vergegenständlichendes Verhältnis des Menschen zum Sein, das er im „Humanismusbrief“ mit dem Satz „Der Mensch ist der Hirt des Seins“ beschreibt. Dadurch wurde er auch Vorläufer eines neuen ökologischen Denkens.
Vom Wesen der Wahrheit …
Sein und Zeit war bestimmt von der existenzialen Wahrheit: Das Dasein hat im vorreflexiven Weltbezug, der sich im praktischen Umgang mit den Dingen einstellt, den Verweisungszusammenhang des Innerweltlichen immer schon irgendwie entdeckt; außerdem hat es ein vor dem Denken vorhandenes Verständnis von sich selbst und der Unumgänglichkeit, Entscheidungen treffen zu müssen, also sein Leben führen zu müssen. Diese für das Existieren notwendige Zugehörigkeit von Wahrheit und Dasein nannte Heidegger Wahrheit der Existenz. Mit der Kehre verschob er diesen Schwerpunkt. Für ein Verständnis des Welt- und Selbstverhältnisses ist seiner Auffassung nach nicht nur die Struktur unserer Existenz von Bedeutung, sondern auch, wie sich die Welt, das Sein, für uns von sich her zeigt. Es braucht daher auch ein Sicheinlassen auf das Offene der Unverborgenheit. Heidegger vollzog diese Ausweitung seines Wahrheitsbegriffs 1930 im Vortrag „Vom Wesen der Wahrheit“. Zwar fasste er Wahrheit immer noch – wie in Sein und Zeit – als Unverborgenheit auf; jedoch zeigte sich für Heidegger nun, dass der Mensch diese Unverborgenheit nicht von sich aus herstellen kann.
… zur Wahrheit des Wesens
Das Sein entbirgt sich dem Menschen nicht nur in Bezug zu dessen Existenz, sondern in mannigfaltiger Form. So kann Wahrheit beispielsweise durch die Kunst geschehen, was Heidegger 1935 in seinem Vortrag „Der Ursprung des Kunstwerkes“ beschrieb. Macht ein Kunstwerk vormals Unthematisches oder Verborgenes ausdrücklich und hebt es ins Bewusstsein, dann zeigt sich Wahrheit als ein Prozess: Wahrheit geschieht. Um dies sprachlich zu fassen, ergab sich für Heidegger die Notwendigkeit zu sagen: Wahrheit west; denn da sich ja im Geschehen der Wahrheit als Entbergung erst zeigt, was ist, kann man nicht sagen, „Wahrheit ist.“ Das Wesen der Wahrheit ist also ihr Wesen als Prozess. Wenn nach der Kehre nun Wahrheit nicht mehr starr an die immer schon vorhandene Erschlossenheit von Welt und Selbst durch das Dasein gebunden ist, meint dies ein Zweifaches: Wahrheit wird prozessual, und sie kann Bestimmungen mit einschließen, die sich nicht vom pragmatisch existierenden Dasein her verstehen lassen. Diese Verschiebung des Schwerpunktes drückt sich in der Umkehrung aus: Aus dem Wesen der Wahrheit wird die Wahrheit des Wesens. Heidegger bezeichnete sein eigenes Umdenken als Kehre:

„Indem es das Wort Sinn von Sein zugunsten von Wahrheit des Seins aufgibt, betont das aus Sein und Zeit hervorgegangene Denken künftig mehr die Offenheit des Seins selbst als die Offenheit des Daseins […] Das bedeutet die ‚Kehre‘, in der das Denken sich immer entschiedener dem Sein als Sein zuwendet.“

A-letheia: Ver- und Entbergung des Seins
Damit sich nun das Sein in seiner Unverborgenheit von sich her zeigt, bedarf es allerdings immer noch des Menschen als „Lichtung“: Was ist, zeigt sich ihm in verschiedenem Licht (z. B. „alles ist Geist/Materie“, „die Welt ist von Gott erschaffen“ usf.). Heideggers Wahrheitsbegriff ist wesentlich ontologisch. Es geht ihm darum, wie überhaupt sich dem Menschen zeigt, was ist. Alle anderen Bestimmungen von Wahrheit, beispielsweise als Aussagewahrheit (richtig/falsch) können erst daran anknüpfen, dass sich dem Menschen das Sein zuvor in einer bestimmten Weise entborgen hat.
Heideggers Rede vom Ent- und Verbergen ist allerdings nicht mit perspektivistischen Wahrheitsauffassungen zu verwechseln. Denn zum einen bezieht sich Unverborgenheit nicht auf einzelnes Seiendes, das aufgrund der Perspektive nur von einer bestimmten Seite her einsehbar wäre. Zum anderen möchte Heidegger die Wahrheit auch nicht an sinnliche Erkenntnisweisen, wie die des Sehens, knüpfen. Wahrheit ist vielmehr ein übergreifender Sinnzusammenhang, und so meint die Rede von der Unverborgenheit des Seins ein Ganzes, also eine Welt als Sinntotalität, die sich dem Menschen eröffnet.
Wenn Heidegger den Entbergungsprozess nun vom Sein selbst her dachte, dann war für ihn damit auch immer ein Verbergen verbunden. Dies meint, dass immer, wenn das Sein sich als bestimmtes zeigt (bspw. „alles ist Materie“), es zugleich einen anderen Aspekt verbirgt. Das Verborgene ist allerdings nicht eine konkrete andere Bestimmung des Seins („alles ist Geist“), sondern was sich verbirgt, ist die Tatsache, dass sich das Sein entborgen hat. Der Mensch hält sich daher meist nur beim entborgenen Seienden auf, vergisst jedoch, wie diese Bestimmung des Seins erst selbst geschehen ist. Er entspricht lediglich dem schon Entborgenen und nimmt davon das Maß für sein Handeln und Besorgen.
Dieses Ausbleiben der Frage nach dem „Sinn von Sein“ und das bloße Aufhalten beim Seienden nannte Heidegger schon vor Sein und Zeit Seinsvergessenheit. Wegen der grundlegenden Zusammengehörigkeit von Ver- und Entbergen erweist sich dieses Vergessen des Seins nach der Kehre aber nicht mehr als Verfehlung seitens des Menschen, sondern ist dem Seinsgeschick selbst zugehörig. Heidegger sprach daher auch von der Seinsverlassenheit. Nun ist der Mensch aber darauf angewiesen, sich an das ihm entborgene Seiende zu halten, denn er kann sich nur nach dem richten, was ist. Mit dieser Angewiesenheit des Menschen auf das Sein deutet sich also eine erste Wesensbestimmung des Menschen an. Das Aufhalten beim Seienden jedoch hält den Menschen meist davon ab, einen ursprünglicheren Zugang zu seinem eigenen Wesen als dem Entbergen zugehörig zu erfahren.
Trotz dieser Akzentverlagerung zwischen Sein und Zeit und Heideggers Denken nach der Kehre ist es ein übertriebenes, verzerrtes Bild, beim frühen Heidegger von einem heroischen Aktivismus des Daseins zu sprechen und demgegenüber beim späten Heidegger von einem gegenüber dem Sein zur Passivität verurteilten Menschen. Ein solcher Vergleich stützt sich auf lediglich zwei aus dem Gesamtwerk gewaltsam herausgetrennte Aspekte, die so in ihrer Vereinzelung bei Heidegger nicht vorkommen.

### Verwindung der Metaphysik
Rückgang in den Grund der Metaphysik
In Sein und Zeit wollte Heidegger die Ontologie auf ihr Fundament zurückführen. Damit blieb er weitestgehend im Bereich der klassischen Metaphysik, verstand er seine Bemühungen ja selbst als Reform und Weiterführung der Ontologie. Nach der Kehre gab Heidegger die Pläne, einen neuen Grund der Ontologie zu finden, auf. Stattdessen widmete er sich in Was ist Metaphysik? der Frage nach dem Grund der Metaphysik: Wie kommt es, dass die Metaphysik nur vom Seienden aus das Sein zu bestimmen versucht und auf das Seiende zu. indem sie je einen letzten oder höchsten Grund für die Bestimmung alles Seienden ausmacht? Mit dieser Frage versuchte Heidegger also nicht selbst wieder eine Bestimmung des Seienden zu geben (dies ist ja das Vorgehen der Metaphysik), sondern er untersuchte die Metaphysik als Metaphysik und die Bedingungen ihres Vorgehens: Wie kamen die verschiedenen Auslegungen des Seins durch die Metaphysik zustande? Diese Frage, welche die Bedingungen der Metaphysik selbst thematisiert, blieb der Metaphysik per definitionem verschlossen, die selbst nur das Seiende und dessen Sein zum Gegenstand hat.
Ab-gründiges Denken
Ziel Heideggers war weiterhin eine Überwindung der Metaphysik. Notwendig hierfür ist als erstes ein Zurückweisen metaphysischer Letztbegründungen. Die Untersuchung darf nicht selbst wieder paradigmatische Vorannahmen an ihren Gegenstand herantragen. Ein nicht-metaphysisches Denken hat ohne letzte Gründe auszukommen. Es muss sich selbst in den Ab-grund bringen. Heidegger bezeichnete deshalb sein Denken von da ab als ab-gründig. Vom Ab-grund aus kritisierte er nun seine frühe Philosophie: „Überall noch in Sein und Zeit bis an die Schwelle der Abhandlung Vom Wesen des Grundes wird metaphysisch gesprochen und dargestellt und doch anders gedacht. Aber dieses Denken bringt sich nicht ins Freie des eigenen Ab-grundes.“ Erst von diesem Ab-grund aus, von einer Position aus, die keinen letzten Grund kennt, konnte Heidegger die Geschichte der Metaphysik in den Blick bringen und interpretieren.
Überwindung des Subjekt-Objekt-Schemas
Vorherrschende philosophische Strömung der neuzeitlichen Philosophie war für Heidegger die von Descartes ausgehende Subjektphilosophie. Dieses-Subjekt-Objekt-Schema wies er für eine unvoreingenommene Auslegung der Philosophiegeschichte zurück. Wenn die Metaphysik die Welt und das Sein im Ganzen betrachtet und eine Bestimmung dessen gibt (bspw. „alles ist Geist“: Idealismus oder „alles ist Materie“: Materialismus), dann besteht der Kern ihres Vorgehens darin, dass sie das Seiende vor sich bringt, um es zu bestimmen. Heidegger sprach daher von vor-stellendem Denken. Die Eigenart dieses vor-stellenden Denkens ist es aber, dass es das Seiende als Objekt für ein Subjekt vor-stellt und somit die Subjekt-Objekt-Spaltung aktualisiert. Dadurch inthronisiert aber die Metaphysik den Menschen als Maß aller Dinge. Das Seiende hat von nun an beim Subjekt Mensch vorstellig zu werden: Nur was so fest-gestellt und sicher-gestellt wurde, ist auch. Für Descartes ist allein das, was sich durch den Menschen mathematisch beschreiben lässt.
Auch die kantische Transzendentalphilosophie setzte den Menschen als Subjekt in die Mitte alles Seienden, was Kant als kopernikanische Wende bezeichnete: Nicht das Subjekt richtet sich nach der Welt, sondern die Welt wird nach seinem Erfassungsvermögen beurteilt. Kant hatte in der Kritik der reinen Vernunft versucht, durch die dem reinen Verstand gegebenen Kategorien der Erkenntnis dem Erkennen einen sicheren Grund zu geben. Ziel war für Kant demnach nicht die Überwindung der Metaphysik, sondern die Schaffung eines gesicherten Fundaments für anschließende Spekulationen. Heidegger deutete Kant also als Metaphysiker, so schon das Ziel seines Kant-Buchs, wo es gleich zu Beginn heißt: „Die folgende Untersuchung stellt sich die Aufgabe, Kants Kritik der reinen Vernunft als eine Grundlegung der Metaphysik auszulegen […]“. Für Heidegger zeigte sich bei Kant ein metaphysisches Bedürfnis nach einer Letztbegründung: Das Subjekt (die Vernunft) soll zugleich als Grund für alle Erkenntnis dienen. Es be-gründet das Erkannte. Die Metaphysik besteht also ihrem Wesen nach daraus, dass sie das Seiende als Objekt für ein Subjekt vor-stellt und sogleich durch das Subjekt be-gründet.
Hierbei ergibt sich Heidegger zufolge jedoch eine Paradoxie. Denn wenn die Metaphysik nur das als begründet anerkennt, was sich dem Subjekt zeigt, aber das Subjekt sich nicht selbst begründen kann, dann ist es ihr unmöglich, sich des eigenen Grundes zu versichern. Auch in der reflexiven Selbstversicherung, in der Selbstreflexion, erfasst sich das Subjekt immer nur als Objekt und verfehlt sich somit gerade als Subjekt. Die anscheinende Unmöglichkeit des doppelten „Sich“, des Sich-selbst-vor-sich-selbst-Habens, wäre nur durch eine gewaltsame Selbst-setzung zu übergehen.
Verwindung der Metaphysik als Teil der Seinsgeschichte
Da in der Metaphysik das Sein verschiedenartige Bestimmungen durch den Menschen erfahren hat, kommt Heidegger zu dem Schluss, dass das Sein selbst eine Geschichte hat. Heidegger nennt dies Seinsgeschichte. Die Kehre als Verwindung der Metaphysik beschreibt zweierlei:
- Einerseits markiert die Kehre die Abwendung von Metaphysik hin zur Untersuchung der Geschichte der Metaphysik, der Seinsgeschichte.
- Zugleich ist diese Abwendung selbst ein seinsgeschichtliches Ereignis, also ein neuer Teil der Seinsgeschichte. Nicht weil sie die Geschichte der Metaphysik fortsetzt, sondern weil sie in einer Gesamtrückschau diese in den Blick bringt und sie abzuschließen und zu überwinden sucht. Die Überwindung der Metaphysik bleibt selbst auf das bezogen, was es zu überwinden gilt. Heidegger sprach daher von einer Verwindung.

Im Gespräch mit den großen Denkern, nicht durch ablehnende Feindschaft, sollte die Metaphysik an ihre Grenzen gebracht werden: „Darum muss das Denken, um der Verwindung der Metaphysik zu entsprechen, zuvor das Wesen der Metaphysik verdeutlichen. Einem solchen Versuch erscheint die Verwindung der Metaphysik zunächst wie eine Überwindung, die das ausschließlich metaphysische Vorstellen nur hinter sich bringt. […] Aber in der Verwindung kehrt die bleibende Wahrheit der anscheinend verstoßenen Metaphysik als deren nunmehr angeeignetes Wesen erst eigens zurück.“ Im Rückblick besann sich Heidegger auf die ersten Anfänge des abendländischen Philosophierens. In ihrer Verwindung suchte er einen anderen Anfang.

### Erster und anderer Anfang
Heidegger versuchte in der Geschichte der Metaphysik verschiedene Epochen auszumachen. In Bezug auf die Philosophie der frühen Griechen sprach er vom ersten Anfang, der die Metaphysik begründete. Sein eigenes Denken und das von ihm angestrebte nach-metaphysische Zeitalter sah er als anderen Anfang.
Verfehlungen des ersten Anfangs
Der erste Anfang der alten Griechen teilt sich für Heidegger in zwei Ereignisse, das vorsokratische Denken und die von Platon und Aristoteles ausgehende Metaphysik. Wie sich für Heidegger im Begriff der Aletheia (A-letheia als Un-verborgenheit) ausdrückte, hatten die frühen Griechen eine unverstellte Erfahrung des Seins: Sie haben dieses noch als Unverborgenheit zu sehen vermocht. Damit stand für sie noch nicht das Seiende als solches im Zentrum des Interesses, sondern die Entbergung zur Unverborgenheit. Mit Platon und Aristoteles ereignete sich nach Heideggers Auffassung jedoch ein Abfall von diesem unverstellten Wahrheitsbezug. Es begann das Vorherrschen der Metaphysik. Platon suchte in den Ideen Halt, Aristoteles in den Kategorien, womit sich beide nur noch für die Bestimmung des Seienden interessierten und dem metaphysischen Bedürfnis folgend versuchten, es durch letzte Gründe sicherzustellen und festzuschreiben.
Rückgang auf die Vorsokratiker
Heidegger wollte mit dem anderen Anfang hinter Platon und Aristoteles zurückgehen. Die Offenheit und frühen Erfahrungen der Vorsokratiker sollten erneut aufgegriffen und für ein zukünftiges Denken nutzbar gemacht werden. So verstand Heidegger den anderen Anfang weder als einen neuen Anfang – da er auf einer konstruktiven Aneignung der philosophischen Tradition und ihrer Verfehlungen beruhe – noch sei der Rückgang zu den Vorsokratikern durch eine romantisch-restaurative Tendenz bestimmt.
Vorherrschend ist hingegen der prospektive Aspekt, der dem Menschen die Wiedereinkehr in sein Wesen ermöglicht, indem er die zurückliegende Geschichte zu verstehen weiß und den metaphysischen Seinsauslegungen ein neues Denken entgegenstellt. Um den Unterschied zwischen anfänglichem Denken und andersanfänglichem Denken deutlich zu machen, führte Heidegger die Unterscheidung zwischen Leitfrage und Grundfrage ein. Dabei bezeichnet die Leitfrage das Fragen nach dem Seienden als Seienden und dem Sein des Seienden, die in der Metaphysik und Ontologie seit Platon und Aristoteles zu verschiedenen Antworten geführt hatte, während Heidegger beanspruchte, mit seiner Formulierung der Grundfrage auf das Sein als solches abzuzielen. Sein Ziel war es nicht, das „Sein“ zu definieren, sondern zu untersuchen, wie es überhaupt zu solchen Bestimmungen in der Philosophiegeschichte gekommen war.
Der Sprung
Dieses neue Denken kann – bei allem Rückbezug – aber nicht einfach aus dem alten kompiliert oder hergeleitet werden, denn es enthält sich ja gerade aller Seinsbestimmungen. Um diesen radikal anderen Charakter zu verdeutlichen, sprach Heidegger vom Sprung in ein anderes Denken. Diesen Sprung vorzubereiten, schickte sich Heidegger in den Beiträgen zur Philosophie (Vom Ereignis) an. Diese Arbeit, verfasst 1936–1938 und zu Heideggers Lebzeiten nicht veröffentlicht, gilt als sein zweites Hauptwerk. Die „Beiträge“ zählen zu Heideggers privaten Schriften und sind äußerst kryptisch formuliert, weshalb Heidegger empfahl, sich zuvor mit den Vorlesungen der 1930er Jahre vertraut zu machen.
Der Sprung ist der Übergang vom ersten zum anderen Anfang und somit ein Vordringen in das seinsgeschichtliche Denken. Im Kontext der „Beiträge“ sind auch die Schriften Besinnungen (1938–1939, GA 66), Die Geschichte des Seyns (1938–1940, GA 69), Über den Anfang (1941, GA 70), Das Ereignis (1941–1942, GA 71) und Die Stege des Anfangs (1944, GA 72) zu verorten.
Eine andere Metapher für den Übergang von der traditionellen Metaphysik hin zum seinsgeschichtlichen Denken ist Heideggers Rede vom Ende der Metaphysik bzw. Ende der Philosophie und dem Anfang des Denkens, wie sie sich in Heideggers Vortrag „Das Ende der Philosophie und die Aufgabe des Denkens“ (GA 14) findet. Um dieses Denken zu ermöglichen, muss nach Heidegger zunächst die Geschichte der Metaphysik konkret nachgezeichnet und anhand der Werke ihrer wesentlichen Denker interpretiert werden. Erst so werde die Seinsgeschichte greifbar.

## Philosophiegeschichte als Seinsgeschichte
Unter Seinsgeschichte verstand Heidegger das geschichtliche Verhältnis des Menschen zum Sein. Dabei ist Geschichte nicht der kausal aufeinander bezogene Geschehenszusammenhang, sondern ihr bestimmendes Moment ist die Wahrheit des Seins. Dieser Ausdruck bezeichnet allerdings nicht eine Wahrheit über das Sein. Dies würde bedeuten, dass es nur eine Wahrheit gibt, und diese Vorstellung lehnte Heidegger ab. Vielmehr beschrieb Heidegger mit dieser Wendung seinen neu gewonnenen ontologischen Wahrheitsbegriff. Die Bezeichnung „Wahrheit des Seins“ bezieht sich auf die Weise, wie das Sein als Ver- und Entbergen anwest, sich dem Menschen zeigt. Es handelt sich nach Heidegger dabei um einen geschichtlichen Prozess von Ver- und Entbergung, über den der Mensch nicht verfügen könne.

### Eine Welt ereignet sich
Ereignisdenken und Seinsgeschichte
Wenn also das Sein sich im Laufe der Geschichte in unterschiedlicher Weise zeigt, dann muss es laut Heidegger Schnittpunkte zwischen zwei solchen Epochen geben. Was an diesen Schnitt- und Übergangspunkten passiert, nannte er Ereignis. Soll der Verlauf der verschiedenen Zeitalter nachgezeichnet werden, in welchen die Metaphysik jeweils unterschiedliche Bestimmungen des Seins gab, dann darf dieser Interpretation selbst kein metaphysisches, ontologisches oder psychologisches Prinzip untergeschoben werden. Entsprechend dem abgründigen Denken gibt es, so argumentiert er, keinen absoluten und letzten Grund, welcher die Übergänge erklären und versichern könnte. Alles, was daher über solche geschichtlichen Umbrüche in der Weltauffassung gesagt werden könne, ist, dass sie sich ereignen.
Seinsgeschichte bedeutet nicht die Geschichte des Seins (denn dies hat keine Geschichte), sondern die Geschichte der Ent- und Verbergungen, durch welche sich epochal eine Welt als Bedeutungsganzheit ereignet und von woher sich dann bestimmt, was wesentlich und was unwesentlich ist, was ist und was nicht ist. Dabei ist die Geschichte als Seinsgeschichte kein Prozess, der von einer zentralen Macht reguliert wäre: Nur das „Dass“ – dass Seinsgeschichte ist – kann gesagt werden.
In diesem Zusammenhang spricht Heidegger auch vom Seinsgeschick, als die Weise, wie sich das Sein dem Menschen zuschickt. Heideggers Rede vom Ereignis, von Seinsgeschick und Seinsentzug hat ihm durch die Deutung als unabwendbares Schicksal oft den Vorwurf des Fatalismus eingebracht. Allerdings ist für Heidegger das Seinsgeschick kein ontisches (in der Welt vorkommendes) Schicksal, das über die Menschen herrscht, sondern eben ein Seins- und Weltgeschick, wonach das durchschnittliche Verhalten der Menschen in bestimmten Bahnen verlaufen wird. Entsprechend drückt sich hierin lediglich aus, „dass nämlich der Mensch nicht als autonomes Subjekt Geschichte macht, sondern dass er […] immer auch schon selbst von der Geschichte »gemacht« ist in dem Sinne, dass er in ein Überlieferungsgeschehen eingebunden ist, über das er nicht einfach disponieren kann, sondern das ihn in gewisser Weise disponiert.“
Heidegger geht schon gar nicht davon aus, dass alles, was dem Menschen im Einzelnen widerfährt, diesem Geschick zu verdanken ist. Seinsgeschick und Ereignis sind für ihn keine ontischen (also innerweltlichen) Mächte, die über den Menschen verfügten. Da das Sein kein Seiendes ist, kann es weder genealogisch noch kausal aufgefasst werden. Heidegger prägte also den Begriff Ereignis, um den Übergang zwischen seinsgeschichtlichen Epochen anzuzeigen, ohne dabei auf ideologische Termini wie Idealismus oder Materialismus zurückzugreifen. Würde man, führt er diesen Gedanken aus, beispielsweise versuchen, mit diesen Weltanschauungen das geschichtliche Verhältnis des Menschen zur Wahrheit zu denken, so ergäbe sich ein ständiger und nicht aufzulösender Rückbezug zwischen den beiden: Die Frage, wie ein neuer idealistischer Verständnishorizont möglich ist, würde auf die veränderten materiellen Bedingungen verweisen. Für eine Veränderung der materiellen Bedingungen ist jedoch ein besseres Verstehen der Naturvorgänge Voraussetzung usf.
Die Philosophie bringt das Sein zur Sprache
Für die Interpretation der Seinsgeschichte kommt der Philosophie in den Augen Heideggers eine entscheidende Rolle zu, denn sie ist der Ort, an welchem der Zuwurf des Seins zur Sprache kommt, indem er von ihr denkerisch erfasst wird. Die großen Philosophen fassten die Weltauffassung ihres Zeitalters in Worte und philosophische Systeme. Dies darf Heidegger zufolge allerdings nicht so missverstanden werden, als würde die Philosophie mit ihren theoretisch-metaphysischen Entwürfen die Geschichte hervorbringen: „Daß sich seit Platon das Wirkliche im Lichte von Ideen zeigt, hat Platon nicht gemacht. Der Denker hat nur dem entsprochen, was sich ihm zusprach.“ Da nach seiner Auffassung in den philosophischen Entwürfen das, was ist – das Sein – am klarsten zur Sprache kommt, nutzte Heidegger für das Nachzeichnen der Seinsgeschichte die überlieferten philosophischen Schriften. Dabei markieren die Werke der großen Denker auch die unterschiedlichen Epochen der Seinsgeschichte.

### Epochen der Seinsgeschichte
Heidegger machte in der Seinsgeschichte unterschiedliche Epochen aus. Er führt die Etymologie des (griechischen) Wortes epochê an: „an sich halten“. Das Sein hält in seinem Zuspruch an den Menschen an sich, was meint, dass sich zwar zum einen Wahrheit entbergend ereignet, aber zugleich auch die Tatsache dieses Entbergens verbirgt.
Vorsokratiker, Platon und Aristoteles
Seinsgeschichte war für Heidegger überwiegend Verfallsgeschichte, die nach einem frühen Zuspruch des Seins bei den Griechen von zunehmender Seinsverlassenheit geprägt ist und ihre höchste Steigerung in der planetarischen Technik und dem Nihilismus findet. Hatten die frühen Griechen, die Vorsokratiker, noch eigens die Wahrheit als Unverborgenheit (ἀλἠθεια) gedacht und somit den prozessualen Aspekt von Wahrheit als Entbergen erkannt, so war Heidegger zufolge mit Platon die Metaphysik auf den Plan getreten. Nachdem die Sophisten die Auffassung von Wahrheit erschüttert hatten, versuchte dieser ihnen durch seine Ideenlehre ein absolut Sicheres entgegenzustellen. Indem er das Seiende in seiner Erkennbarkeit von der Idee abhängig machte, trat der Bereich des Erscheinenden (und somit Vergänglichen) dem Unvergänglichen und daher einzig wahrhaft Seienden, den Ideen, entgegen. Die Idee selbst verursacht dabei das Seiende, und die Unwandelbarkeit der Idee ermöglicht Aussagen von absoluter Gültigkeit. Damit wurde aber Wahrheit, so Heidegger, das erste Mal als vom Menschen unabhängig gedacht. Der Ort der Wahrheit hatte sich somit verschoben. Wahrheit wurde zur Angleichung des Vorstellens an ein „Vorgestelltes“, worüber ihre eigentliche Voraussetzung, also Unverborgenheit, vergessen wird.
Von diesem Punkt an wurde es Heidegger zufolge möglich, durch methodische Ausrichtung sich dem Vorgestellten anzugleichen. Diese Auffassung schlägt sich in der hohen Bedeutung nieder, die dem Logos beigemessen wird. Der Mensch wird zum vernunftbegabten Tier, zum animal rationale. Sein Werkzeug ist der Logos, mit welchem er über das Vorgestellte verfügt. Der Logos entlässt aus sich die Logik als eigene Disziplin, die nun im Feld des Denkens ausschließliche Geltung beansprucht. Mit ihr lässt sich, so Heidegger, in wissenschaftlicher Strenge vom als eigentlich seiend Angesetzten, also bei Platon den Ideen, bei Aristoteles der Form, alles andere, was ist, also das Sein ableiten. Nach Platon und Aristoteles kommt es zur Bildung von Schulen, in denen die Philosophie dogmatisiert wird.
Christliches Mittelalter
Das christliche Mittelalter blieb im Rahmen dieses metaphysischen Denkens. Die Verstellung wurde sogar noch größer, da zuvor die Römer durch ihre Übersetzung der griechischen Begriffe (a-letheia, idea, energeia usw.) ins Lateinische die ursprüngliche Erfahrung der Denker nicht mehr verstanden hätten. Im Zuge dieses Denkens verlagerte sich das Sein in die Ursachen, und folglich wurde im christlichen Mittelalter eine erste Ursache als Schöpfergott gesetzt. Damit wurde Sein zu Geschaffensein (ens creatum). Das Geschaffene, so Heidegger, scheint zugleich von Gott rational bestimmt. Dies bereitete den Rationalismus vor, laut dem der Mensch durch seine Vernunft das Seiende verstehen und beherrschen kann.
Neuzeit
Als zu Beginn der Neuzeit der Bezug des Seins von Gott nach und nach gelöst wurde, blieb nur noch das moderne cartesische Subjekt, das das Seiende als Objekt erfasste und ihm sein eigenes Maß vorgab. Der in der Subjektivität latent angelegte Wille zur Erfassung und Beherrschung von allem, was er selbst nicht ist, wird besonders in Nietzsches Willen zur Macht deutlich. Um zu beherrschen, setzt der Wille oberste Prinzipien an, denen sich alles unterzuordnen hat: die moralischen Werte. Der Wille ist ein Werte setzender Wille und behauptet sich, indem er seine aus ihm selbst geschaffene Weltdeutung anderem aufzwingt. Heideggers Nietzsche-Deutung ist jedoch uneinheitlich. In der Rektoratsrede (1933) und noch im ersten Band der Nietzsche-Interpretation stellt sich Heidegger hinter Nietzsches Willensphilosophie, während er im zweiten Band behauptet, es sei gerade der Wille, der die Offenheit verhindere und ein neues Denken unmöglich mache.

### Seinsgeschichte und Technik
Immer mehr war der Mensch ins Zentrum alles Seienden gerückt und zur zentralen Instanz der philosophischen Interpretationen geworden. Zugleich entstand die neuzeitliche Willens-Metaphysik, die in Nietzsche ihren Höhepunkt fand. Heidegger sah diese Tendenzen nicht allein in der Philosophiegeschichte, sondern ebenso in den Ereignissen seiner Zeit, vor allem in Form der sich stetig weiter ausbreitenden Technik. Auf die Frage „Was ist Technik?“, worin besteht ihr Wesen? antwortet er: Das Wesen der Technik hat selbst nichts Technisches an sich. Die Technik müsse vielmehr aus ihrer Herkunft her gedacht werden. Ihre geschichtliche Herkunft hat sie, Heidegger zufolge, in der abendländischen Seinsgeschichte.
Für Heidegger stand Technik mit dem metaphysischen Denken in einem Zusammenhang. Darin unterschied er sich deutlich von gängigen Formen der Technikkritik seiner Zeit. Zwar weist seine Technikkritik viele Parallelen zu anderen Deutungen auf, welche Entfremdung, subjektive Herrschaft, Machtsteigerung und technische Rationalität thematisieren. Allerdings grenzt er sich durch seine seinsgeschichtliche Interpretation grundlegend von diesen ab, da er nicht die Eigenmacht politischer, sozialer und ökonomischer Kräfte als Hauptproblem ausmacht, sondern die Ursache sucht im Entbergen des Seins selbst. Heideggers Technikkritik hat also einen seinsgeschichtlichen Kern über den praktischen Umgang mit Technik im Einzelnen hinaus.

## Technikkritik

### Naturwissenschaft und Technik
Weltauffassung der exakten Naturwissenschaften
Heidegger war der Auffassung, dass die Naturwissenschaft erklären könne, wie das Vorhandene, die Dinge, arbeiten – aber nicht, was die Dinge sind: Die Physik kann erklären, warum das Eisen des Hammers dazu geeignet ist, harte Objekte zu bearbeiten, nicht jedoch, was ein Hammer ist. Die Bedeutung des Hammers erschließt sich erst in einem Bedeutsamkeitszusammenhang, hinter dessen sinnhafte Totalität das Denken nicht zurückgehen kann.
Heideggers Betrachtung der Wissenschaft stellt einen ihrer Aspekte besonders hervor: Sie ist eine spezifische Art, Seiendes zu entdecken. Eigenschaften des wissenschaftlichen Vorgehens sind Rechnen, Vergegenständlichen, Vorstellen und Sicherstellen. Diese prägen ihre Weise des Sehens und Befragens von Naturvorgängen. Berechnet werden Gegen-Stände. Heidegger betonte beide Teile des Wortes: Was Gegenstand ist, wird gegenüber einem Subjekt zum Objekt, nur „was dergestalt Gegenstand wird, ist, gilt als seiend“. Einzig, was der Mensch in dieser Form vor sich bringen kann, wird als seiend betrachtet. Der zweite Teil des Begriffs Gegenstand betont das Fest- und Sicherstellen als Methode der Wissenschaft. Hierin zeigt sich, führt Heidegger aus, ein der Metaphysik nicht unähnliches Bedürfnis, im Subjekt-Objekt-Bezug einen Grund für alles Seiende zu finden. Dadurch wird der Mensch seinerseits „Maß und Mitte des Seienden“. Diese zentrale Stellung des Menschen verstärkt jedoch wiederum die neuzeitliche, mit Descartes einsetzende Subjektivität. Nur was sich in dieser Weise der Welterschließung zeigt, wird anerkannt. Der Art und Weise, wie die Wissenschaft mit ihrem Gegen-Stand umgeht, liegt eine bestimmte Ontologie zu Grunde. Diese Ontologie besteht im Kern aus einem Subjekt, welches als vorhanden vorgestellte Objekte wahrnimmt und denkerisch verarbeitet.
Verwandtschaft von Naturwissenschaft und Technik
Gleiches wie für die Naturwissenschaft macht Heidegger auch für die Technik geltend. Diese entkleidet durch ihre Art, Seiendes zu betrachten, das Seiende von seinen sinnhaften Bezügen innerhalb der Welt. Jedoch gelingt ihr diese Entkleidung des Seienden niemals gänzlich; die Dinge, welche sie entdeckt, werden nicht zu singulären Objekten ohne jegliche Beziehung. Da die Welt nämlich stets eine sinnhafte Totalität ist, bricht auch die Technik niemals alle Bezüge ihrer Gegenstände ab. Stattdessen zwingt sie diese durch Objektivierung zurück auf den Menschen als Subjekt. Damit verliert die Welt an Bedeutungs- und Bezugsreichtum und das Seiende verkommt zum bloßen Rohstoff für das Subjekt Mensch. Zunächst wird dem Menschen allerdings diese gewandelte Weltauffassung nicht bewusst, ihm bleiben die Voraussetzungen seines eigenen Denkens verschlossen. So wird zum einen technisch immer mehr möglich, zum anderen führt die zentrale Rolle, in welcher sich der Mensch innerhalb des Weltgeschehens wähnt, auch zur Steigerung des Willens zur technischen Beherrschbarkeit und Verfügbarmachung:

„Der Mensch ist auf dem Sprunge, sich auf das Ganze der Erde und ihrer Atmosphäre zu stürzen, das verborgene Walten der Natur in der Form von Kräften an sich zu reißen und den Geschichtsgang dem Planen und Ordnen einer Erdregierung zu unterwerfen. Derselbe aufständige Mensch ist außerstande, einfach zu sagen, was ist, was dies ist, dass ein Ding ist. Das ganze Seiende ist Gegenstand eines einzigen Willens zur Eroberung.“

Das Wesen von Naturwissenschaft und Technik
Naturwissenschaft und Technik sind damit für Heidegger dem Wesen nach beide eine metaphysische Auffassung der Welt. Wie die Metaphysik fassen Naturwissenschaft und Technik das Seiende als bloß Vorhandenes auf. Während Metaphysik eigentlich als eine das klassische und antike Denken bestimmende Figur gilt, welche in der Neuzeit in die Krise gerät, verband Heidegger mit ihr eine Technikkritik, deren Wesen historisch angelegt ist.
Technik und Naturwissenschaften als Phänomene der Moderne werden von Heidegger also mit der Überlieferung der antiken Metaphysik zusammengedacht. Heidegger betrachtet sowohl Naturwissenschaft als auch Technik ihrem Wesen nach als metaphysisch, wobei sich dies in der technischen Auffassung der Welt schärfer offenbare: „[D]as für die historische Feststellung Spätere, die moderne Technik, ist hinsichtlich des in ihm waltenden Wesens das geschichtlich Frühere.“
Die gängige Interpretation sieht in Neuzeit und Moderne sowie im technischen Zeitalter etwas vollkommen Neues, das als Bruch mit ehemals Gewesenem zu verstehen ist. Heideggers Experimentieren mit der Sprache ist seiner Metaphysikkritik geschuldet. Er suchte nach einer Sprache, die möglichst wenig von dieser belastet ist. Das führt ihn auf die Sprache als die Stiftung von Sein und jene Naturanlage, die den Menschen selbst erst zum Menschen macht. Nicht der Mensch spricht, sondern „die Sprache spricht“ und erst durch sie wird der Mensch zum sprechenden Wesen. Demgegenüber verlagerte Heidegger den Ursprung der Technik zurück in die metaphysischen Denkformen der Antike, insbesondere in den Zeitraum zwischen den Vorsokratikern und der entstehenden Metaphysik bei Platon und Aristoteles.

### Überlagerung anderer Weisen des Weltverständnisses
Kern der heideggerschen Kritik ist, dass das technische Weltverständnis andere Weisen des Verstehens überlagert. Nach einer üblichen Interpretation betrifft Metaphysik die bleibenden theoretischen Prinzipien, die Technik hingegen bestimme den praktischen Bezug zur veränderlichen Umwelt des Menschen. Heidegger jedoch setzt beide in eine Beziehung der gegenseitigen Beeinflussung: Das Denken bestimmt zum einen, was praktisch umgesetzt wird (Anwendung der Naturwissenschaften), zum anderen legt aber der Praxisbezug auch die Auffassung fest, die der Mensch von der Welt hat. Mehr noch als eine bloße Beeinflussung ist jede der beiden Seiten konstitutiv für die andere: ohne Denkbestimmung keine Praxis und ohne Praxis keine Interpretation der Welt.
Aufgrund des Erfolges technischer Errungenschaften und der Herrschaft technischer Mittel breite sich die damit einhergehende Weltauffassung über den ganzen Planeten aus und überlagere alle neben ihr bestehenden Formen des Weltverständnisses. Damit richtet sich die technische Weltauffassung immer fester in der Welt ein, befindet Heidegger, und wird so zum Gestell.

### Technik als Gestell
Der Begriff des Gestells
Heidegger bezeichnet das technische und verobjektivierende Denken als das vorstellende Denken in dem Sinne, dass dieses Denken das Seiende als Objekt vor sich bringt und zugleich damit im zeitlichen Modus der Gegenwart als für es vorhandenes auffasst. So stellt also der Mensch mittels Technik die Natur vor sich als bloße Ressource. Er tut dies in Verwendung technischer Mittel, deren Gesamtheit Heidegger Gestell nennt.
Stellen und Bestand
Technik bringe Dinge zur Erscheinung, die sich nicht von selbst zeigen. Damit hat sie wesentlich Teil am Prozess der Weltentdeckung. Jedoch gebe es noch eine andere Seite, wie Technik die Welt entdeckt. Denn, so Heidegger, auf der anderen Seite liefert das technische Weltentdecken die Interpretation dessen, was mit dem Entdeckten zu tun ist, gleich mit: Das Entdeckte wird Objekt der Manipulation oder verkommt zur bloßen Ressource. Heidegger sagt, die Technik stelle die Dinge auf ihre Verwendbarkeit. Daher die Rede von Technik als Ge-stell.

„Das Wasserkraftwerk ist nicht in den Rheinstrom gebaut, wie die alte Holzbrücke, die seit Jahrhunderten Ufer mit Ufer verbindet. Vielmehr ist der Strom in das Kraftwerk verbaut. Er ist, was er jetzt als Strom ist, nämlich Wasserdrucklieferant, aus dem Wesen des Kraftwerks.“

Technik ist für Heidegger ein Herausfordern, das z. B. „an die Natur das Ansinnen stellt[,] Energie zu liefern, die als solche herausgefördert und gespeichert werden kann.“ In Bezug auf den Rhein heißt dies für Heidegger, dass der Rhein auf seinen Wasserdruck hin ge-stellt wird. Selbst wenn der Rhein trotz allem noch als Erholungsgebiet dient, dann wird er auf seine Erholungsqualitäten als touristisches Urlaubsziel hin ge-stellt.
Verhältnis zu anderen Weltauffassungen
Den tiefgreifenden Unterschied im Weltbezug des technischen Weltbezugs zu anderen zeigt Heidegger in seinem Vortrag „Die Frage nach der Technik“ (1953). Den technisch-fordernden Weltbezug kontrastiert er hier zum einen zum dichterischen (wie er beispielsweise in Hölderlins Hymne Der Rhein zum Ausdruck kommt), zum anderen zum seiner Auffassung nach traditionellen bäuerlichen Tun, welches den Acker nicht auf Abgabe von Lebensmitteln stelle, sondern die Saat den Wachstumskräften der Natur überlasse. Durch seinen Willen zur Herstellung und Vorstellung der Dinge übergehe der Mensch die eigene Bedeutung der Dinge. Wird alles nur noch unter dem Aspekt der Nützlichkeit und Verwertbarkeit betrachtet, so verkomme Natur zum Bestand, den es bloß zu erschließen und zu verarbeiten gilt.
Eigengesetzlichkeit der Technik
Heidegger lehnte es ab, das Wesen der Technik im Verhältnis von Zweck und Mittel zu betrachten. Er sieht die Technik nicht als verlängertes Werkzeug des Menschen, sondern macht darauf aufmerksam, dass sie vollkommen eigene Gesetzmäßigkeiten mit sich bringt. Das Problem sieht Heidegger nicht nur darin, dass moderne Technik – anders als traditionelles Werkzeug – für ihren Arbeitsprozess eine von menschlicher Arbeitskraft unabhängige Energiequelle nutzt und damit auch einen davon unabhängigen Bewegungsablauf hat, sondern vor allem der Herrschaftscharakter, der von der modernen Technik ausgehe, bereitete ihm Sorge. So bringe dieser aus sich heraus neue Ansichten und Notwendigkeiten hervor und ein dem entsprechendes Bewusstsein des Sieges: beispielsweise wenn die Fabrikation von Fabriken, in denen wiederum Fabriken fabriziert werden, als faszinierend empfunden wird. All dieses berge, Heidegger zufolge, die Gefahr, dass „die Nutzung eine Vernutzung“ wird und die Technik nur noch ihre eigene Ziellosigkeit zum Ziel hat.
Der Mensch im Gestell
So findet zwar technisches Handeln nicht jenseits menschlichen Tuns statt, aber es vollzieht sich „nicht nur im Menschen und nicht maßgebend durch ihn.“ Durch die Verselbstständigung des technischen Prozesses komme der Mensch im Wortsinn selbst unter die Räder, er werde zum Besteller des Bestandes degradiert. Im äußersten Fall führe dies dazu, dass der Mensch selbst zum Bestand wird, als welcher er dann nur noch soweit interessiert, wie er der Sicherung zielloser Möglichkeiten dienstbar gemacht werden kann. Ähnlich der Kritik am Begriff des Humankapitals erinnerte Heidegger an die Rede vom Menschenmaterial. Daher sei es nicht der Mensch, der die Dinge stellt, sondern die Technik selbst: Sie ist das Gestell.
Somit werde der Mensch einerseits zum Herrn der Erde, andererseits durch die Verkehrung des Zweck-Mittel-Verhältnisses vom Gestell entmachtet und zum bloßen Moment des alles umspannenden technischen Prozesses. Jeder Winkel des Planeten sei in die technische Beherrschbarkeit integriert, und der Mensch treffe überall nur noch sich selbst, weil er durch die technische Art der Weltentdeckung sich selbst als Maß vorgebe. Lässt er so das Seiende sich nicht mehr von sich selbst her zeigen, geht mit diesem Prozess ein Wahrheitsverlust einher, schlussfolgert Heidegger. Der Mensch stehe nicht mehr in seinem ursprünglichen Verhältnis zum Sein als der von der Entbergung Angesprochene. Der Wahrheitsverlust bedeute also auch einen Selbstverlust.
In einem ZDF-Gespräch mit Richard Wisser von 1969 verdeutlichte Heidegger, dass es keine Technikfeindschaft sei, die ihn zu seinen Überlegungen gebracht habe, dass er aber im unkritischen Umgang mit der Technik die Gefahr eines Selbstverlustes des Menschen sieht: „Zunächst ist zu sagen, dass ich nicht gegen die Technik bin. Ich habe nie gegen die Technik gesprochen, auch nicht über das so genannte Dämonische der Technik, sondern ich versuche: das Wesen der Technik zu verstehen.“ Heidegger äußerte weiterhin seine Besorgnis über die Entwicklung in der Biotechnologie: „[…] so denke ich an das, was sich heute als Biophysik entwickelt: dass wir in absehbarer Zeit im Stande sind, den Menschen so zu machen, d. h. rein seinem organischen Wesen nach so zu konstruieren, wie man ihn braucht.“
Auch vor einer Zerstörung der natürlichen Umwelt warnte Heidegger. Die Verwüstung der Erde durch die globalen technischen Machtmittel sei ein doppelter Verlust: Nicht allein die biologischen Lebensgrundlagen seien der Zerstörung ausgesetzt, auch die heimatliche, also geschichtliche, Natur verkomme zur Ressource für die globale Logistik des Gestells. Verlust der Natur sei so auch Verlust der Heimat.

### Möglichkeiten eines gewandelten Verhältnisses zur Technik
Ob es dem Menschen gelingt, in ein neues und reflektiertes Verhältnis zur Technik zu gelangen, ist – entsprechend dem seinsgeschichtlichen Denken – keine Frage des subjektiven Entschlusses, sondern vom Geschick der Entbergung selbst abhängig. Die Gefahr, die von der Technik ausgeht, ermöglicht für Heidegger jedoch auch, dass das Seinsverständnis sich vom technischen Denken zum Seinsdenken ändert. Er zitiert Hölderlin: „Wo aber Gefahr ist, wächst / Das Rettende auch.“ Das „Wo“ im Worte Hölderlins zeigt für Heidegger den Ort der Errettung an, welcher mit dem Ursprung der Gefahr zusammenfällt. Das Rettende muss aus demselben erwachsen, das seinerseits die Verwüstung hervorbringt: „Meine Überzeugung ist, daß nur von demselben Weltort aus, an dem die moderne technische Welt entstanden ist, auch eine Umkehrung sich vorbereiten kann, daß sie nicht durch Übernahme von Zen-Buddhismus oder anderen östlichen Welterfahrungen geschehen kann. Es bedarf zum Umdenken der Hilfe der europäischen Überlieferung und ihrer Neuaneignung.“ Ein fruchtbarer Weg bestand gemäß Heidegger zum einen darin, die Technik allgemein mit der Kunst zu vergleichen und so Unterschiede in der Weltauffassung sichtbar zu machen, zum anderen bemühte er sich insbesondere, der Dichtung neue Möglichkeiten des Weltbezuges abzugewinnen.

## Rückbesinnung auf Kunst und Dichtung
Seit etwa den Jahren 1929/30 wendete sich Heidegger verstärkt Sprache und Dichtung, wie der Kunst überhaupt als geschichtsgründender Macht zu. Er entdeckte in diesen Formen des Weltbezugs Alternativen zum metaphysischen und berechnend-technischen Zugang zur Welt, der sich mit der modernen Zivilisation ausbreitete. Die Kunst ist, nach Heideggers Auffassung, ein Mittel, sich mit der Technik auseinanderzusetzen, denn „weil das Wesen der Technik nichts Technisches ist, darum muss die […] Auseinandersetzung mit ihr in einem Bereich geschehen, der einerseits mit dem Wesen der Technik verwandt und andererseits doch von ihm grundverschieden ist. Ein solcher Bereich ist die Kunst.“
Verwandt sind Kunst und Technik demnach durch ihren Bezug zum Wahrheitsgeschehen: Beide seien Formen des Entdeckens, bei beiden komme das Seiende in die Unverborgenheit. Während aber die Kunst einen Bereich eröffne, in dem sich ein neues Selbst- und Weltverhältnis des geschichtlichen Menschen einstellen könne, reproduziere die technische Erfassung der Welt stets das gleiche herrschaftliche Verhältnis gegenüber der Welt.
Kunst, Dichtung, Denken, Staatsgründung sind, Heidegger zufolge, Akte, in denen Wahrheit geschieht, indem sich eine neue Weltauffassung verwirklicht, „[d]agegen ist die Wissenschaft kein ursprüngliches Geschehen von Wahrheit, sondern jeweils der Ausbau eines schon offenen Wahrheitsbereichs“. So entwerfe beispielsweise die Physik ihren Gegenstandsbereich als die Veränderung von Materie und Energie in Raum und Zeit. Alle Erkenntnis, die daraus folgend in der physikalischen Wissenschaft entsteht, verbleibe in diesem einmal als wahr eröffneten Bereich. In der Kunst hingegen vollzögen sich neue Weisen des Fühlens und der Weltauffassung, die sich nicht aus einer vorangehenden Weltauffassung ableiten ließen.

### Die Wahrheit und die Kunst
Die Frage nach der Kunst muss neu gestellt werden
Traditionelle Antworten darauf, was Kunst ist oder zu sein hat, finden sich in der Ästhetik als Kunsttheorie. Um ihren Gegenstand zu erläutern, wurden Begriffe wie „Sinnbild“, „Allegorie“, „Metapher“ und „Gleichnis“ geprägt. Dabei geht der Kunsttheoretiker von einer auf Platon zurückgehenden Trennung zwischen Materiellem und Geistigem aus: Das Kunstwerk ist materieller Träger einer geistigen Bedeutung, die über es selbst hinausweist. Die Trennung von Materiellem und Geistigem scheidet Heidegger zufolge metaphysisch das Sein in zwei Seinsbereiche, weshalb er die traditionelle Ästhetik als „metaphysische Kunstlehre“ bezeichnete. Entsprechend seinem Vorhaben einer Verwindung der Metaphysik, strebte Heidegger eine „Überwindung der Ästhetik“ an. Einen ersten, vorläufig gebliebenen Entwurf zu diesem Programm stellte Heidegger in einem 1935 gehaltenen Vortrag mit dem Titel „Der Ursprung des Kunstwerkes“ vor.
Nicht Schönheit, sondern Wahrheit
Im Mittelpunkt des heideggerschen Interesses am „Rätsel“ der Kunst steht nicht das auf der Antike beruhende Ideal der Ästhetik des Klassizismus, die Schönheit, sondern das Verhältnis von Kunst und Wahrheit. Kunst dient bei Heidegger nicht mehr dem Gefallen eines Betrachters, sondern durch sie findet ein Wahrheitsvollzug statt. Anders als der technische Zugang zur Welt, der durch ein pragmatisches und am Nutzen orientiertes Vorgehen gekennzeichnet ist, lässt sich das Kunstwerk nicht durch diese Kategorien erfassen. Da das Kunstwerk nicht zu einem bestimmten Zweck angefertigt wurde, nimmt es in der Welt eine Sonderstellung ein: Es kann nicht ‚benutzt‘ werden. Gerade durch diese Verweigerung zeige sich an ihm jedoch die Welt als Bedeutungsganzheit, in der die Gebrauchsgegenstände ihren Platz haben. Dieses Aufleuchten der Welt als Ganzes kann Heidegger zufolge das menschliche Verhältnis zur Welt ins Bewusstsein heben und ermöglicht so einen anderen Bezug zu ihr.
Es gibt zwei Lesarten der Arbeit zum Ursprung des Kunstwerks: Die eine deutet sie so, dass Heidegger lediglich im Rückblick auf vergangene Kunst die Stiftung einer Welt durch das Kunstwerk erläutere, die andere hingegen betont, dass für Heidegger in der Kunst auch das Stiften selbst als Akt erkennbar wird. Wichtig für den Fortgang seines Denkwegs war in erster Linie, dass Heidegger selbst die stiftende Kraft der Kunst zumindest philosophisch einfing.
Große Kunstwerke, wie etwa die Dichtung Homers, können nach Heidegger die Kultur eines ganzen Volkes begründen. Hierin liege die geschichtsgründende Macht der Kunst: „[D]as Werk stellt eine Welt auf“. Nach Heidegger ist die Kunst ein „Werden und Geschehen der Wahrheit“, weil mit dem Kunstwerk eine Welt erschaffen oder ausgeleuchtet wird. Er zweifelte allerdings daran, ob es noch möglich sei, „große Kunst“ mit verbindlichem Anspruch für eine ganze Kultur hervorzubringen. Wege hierzu eröffnet, befand Heidegger, Friedrich Hölderlins Dichtung, deren Andenken wieder allmählich im Einzelnen geweckt werden müsse.

### Hölderlin als Geschick

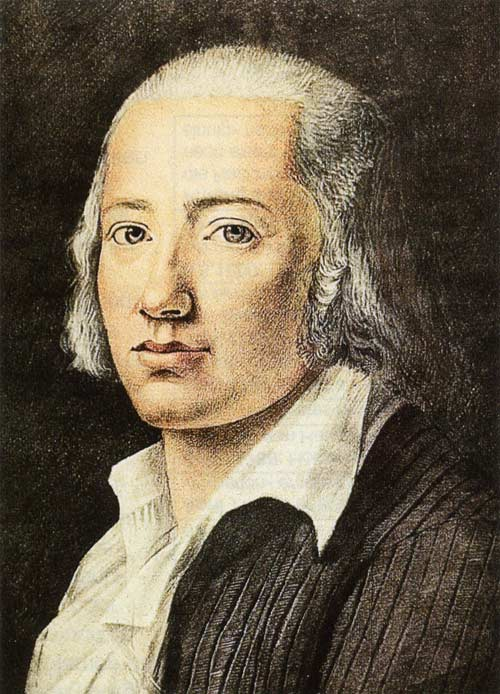
Hölderlins Dichtung wurde von Heidegger als Geschick gedeutet.

Nietzsche war Heidegger zufolge der Denker, der die Metaphysik ins Äußerste trieb und so das Denken vor die Entscheidung stellt, ob es dem zustimmen kann oder neue Wege abseits der Metaphysik suchen muss. Auch Wissenschaft und Technik seien keine Alternativen zur Metaphysik, sondern tragen diese ebenfalls gleichsam praktisch aus. Seine Suche nach etwas „ganz anderem“ führte Heidegger seit etwa 1934 zu Hölderlin, dessen Dichtung er als Geschick deutete. Hölderlin weise die damalige Gegenwart als Krise aus und frage im Rückbezug auf die abendländische Geschichte nach einer neuen Zukunft.
Seinsverlassenheit als Schicksal
Heideggers Rekapitulation der Philosophiegeschichte und ihre Deutung als Seinsgeschichte fasst den Beginn der Philosophie als Verfehlung auf. Zwar habe sich dem frühen griechischen Denken das Sein in unterschiedlicher Weise entborgen, allerdings so, dass dieses Entborgene fortan das Maß für das menschliche Denken und Handeln abgab. Wesentlich war dabei eine Auffassung des Seins als Vorhandenheit, Gegenständlichkeit, als Objekt für ein Subjekt, welche letztlich in der technischen Herausforderung der Welt mündete. Laut Heidegger geriet dabei die Tatsache in Vergessenheit, dass sich das Sein in dieser Weise entborgen hat. Diese Seinsvergessenheit oder auch Seinsverlassenheit bestimme als Grundzug des Denkens die abendländische Geschichte, gleichsam ihr Schicksal oder ihr Geschick: „Indes befällt die Vergessenheit als anscheinend von ihm Getrenntes nicht nur das Wesen des Seins. Sie gehört zur Sache des Seins selbst, waltet als Geschick seines Wesens.“
Hölderlin zufolge haben die Menschen zwar großes wissenschaftliches Wissen erworben (er nennt sie „die Vielwissenden“), darüber haben sie jedoch verlernt, das menschliche Leben in seiner Fülle, Vielseitigkeit und Ursprünglichkeit zu erfahren. Dieser Verlust ist der Verlust des Göttlichen. Das Göttliche ist, unterstreicht Heidegger, bei Hölderlin kein Jenseitiges, sondern es äußert sich in einer gewandelten Beziehung zwischen den Menschen und im Umgang der Menschen mit der Natur. Es sei eine Lebensauffassung, in deren Zentrum der Jubel über das In-der-Welt-Sein steht.
Mit Hölderlin Gott denken – als gründenden Grund
Heidegger dachte das Göttliche nicht scholastisch in Form eines Schöpfergottes, der die Erde geschaffen hat. Damit wäre Gott wieder „Ursache des Seienden“ und das Sein zum ens creatum (Geschaffenen) degradiert. Eine solche traditionelle Vorstellung impliziert ein Kausalitätsprinzip zwischen Gott und dem Geschaffenen und reproduziert somit ein Denken, das auf Letztbegründungen aus ist. Dementgegen wollte Heidegger den Gott nicht als Entstehungs- und Erklärungsgrund denken, sondern von allen genealogischen und kausalen Denkzwängen befreit. Das Göttliche entsprach bei Heidegger eher einer Art Ordnungsprinzip, welches die Dinge sammelt und in einer geordneten Vielfalt hält. Es bringt ein neues Verhältnis der zwischenmenschlichen Beziehungen und bietet so einen Grund für das menschliche Miteinander.
Hier setzte Heidegger einen Begriff ein, den er zuvor zurückgewiesen hatte: den Begriff des Grundes. Heideggers Rede vom „gründenden Grund“, zeigt an, dass es sich hierbei nicht um den metaphysischen begründenden Grund handelt, sondern um einen, den Gott gewähren müsse. Die Metapher von Gott als Lautenspieler (in Der Satz vom Grund) zeigt, dass der gründende Grund ohne die oben genannten metaphysischen Erklärungen zu denken ist. Er zitierte den Spruch von Angelus Silesius: „Ein Herze, das zu Grund Gott still ist, wie er will, / Wird gern von ihm berührt: es ist ein Lautenspiel.“ Gott ist demzufolge der Spieler und das Herz seine Laute. Ohne ihn bliebe das Herz ohne Musik. Dazu aber – „ein Herz das von Grund Gott still ist“ – muss das Herz richtig gestimmt sein, damit es auf Gott anspricht, anklingt. Diesen Übergang bereitet Hölderlin als der Dichter, der das Göttliche „erschweigt“, wie Heidegger sagt. Hölderlins Dichtungen seien nicht als festgelegte Aussagen über Gott aufzufassen, sondern sollten vor allem einen Raum eröffnen, in dem einem eine neue Form des Göttlichen begegnen kann.
Hölderlin als Dichter des Übergangs
Hölderlin bringt Heidegger zufolge als erster die Seinsverlassenheit als geschichtliches Phänomen zur Sprache. Der Dichter begreife sein Zeitalter als das am tiefsten von der Seinsverlassenheit geprägte, als „Götternacht“. Die Seinsverlassenheit zeigt sich als Abwesenheit der Götter. Hölderlin hatte sich zuerst der erschütternden Erkenntnis der Götternacht ausgesetzt und „stellvertretend und deshalb wahrhaft seinem Volke die Wahrheit“ erwirkt.
Mit der Entscheidung darüber, ob noch mal ein Gott sein kann, stellt Hölderlin vor die Entscheidung, ob das Abendland sein eigenes Schicksal meistern wird. Hölderlin sei der Erste gewesen, der erkannte, dass Seinsgeschichte ist. Ihm komme die geschichtliche Rolle zu, nach der Abkehr von der Metaphysik die „Nähe und Ferne der gewesenen und künftigen Götter zur Entscheidung gestellt“ zu haben. Seine Dichtung versteht Heidegger als „worthafte Stiftung des Seins“. Um diesen neuen Bezug zum Sein zu kennzeichnen, schrieb Heidegger nun „Seyn“. Sein wird als Seyn ausdrücklich als geschichtliches aufgefasst und nicht mehr als unvergängliches Sein eines Seienden.
Verhältnis von Dichten und Denken
Die Aufgabe des Dichters „in dürftiger Zeit“ sah Hölderlin darin, die von ihm erwartete Ankunft des zukünftigen Gottes in Gestalt von Dionysos-Christus vorzubereiten. Heidegger wollte das dichterische Werk Hölderlins durch philosophische Reflexion zugänglich machen: „Die geschichtliche Bestimmung der Philosophie gipfelt in der Erkenntnis der Notwendigkeit, Hölderlins Wort das Gehör zu verschaffen.“ Er sah sich selbst als den ersten Denker, der Hölderlins Dichtung „hören“ konnte. Dabei war es Heideggers Anliegen, „uns“ Hölderlin näher zu bringen, da seine Dichtung „uns […] schicksalhaft angeht.“
Um dies herauszuheben, entkoppelt Heidegger Hölderlin von jeglicher literaturwissenschaftlichen, politischen, philosophischen und ästhetischen Betrachtung, um einzig in der von seinen Gesängen eröffneten Wahrheit zum Stehen zu kommen: Es geht ihm nicht darum, von außen Interpretationsschemata an Hölderlin heranzutragen, sondern den An- und Zuspruchsbereich des Göttlichen zur Sprache kommen zu lassen, wie er sich in Hölderlins Dichtung ausdrücke. Heidegger war unsicher, ob ihm dies gelingen konnte und inwieweit dies noch möglich sei: „Ob wir es einmal noch erkennen? Hölderlins Dichtung ist für uns ein Schicksal. Es wartet darauf, dass die Sterblichen ihm entsprechen. Was sagt Hölderlins Dichtung? Ihr Wort ist: das Heilige. Dies Wort sagt von der Flucht der Götter.“

### Gang der Hölderlin-Interpretation
1934/35 widmete sich Heidegger eingängig den Hölderlinschen Hymnen Der Rhein und Germanien. In den 1936–1938 abgefassten Beiträgen spricht Heidegger Hölderlin eine wichtige Rolle zu, wenn es um die Möglichkeit eines anderen Anfangs geht. Im Wintersemester 1941/42 besprach er die Hymne Andenken (GA 52). Er interpretiert das Gedicht als ein Andenken an das Gewesene, an das griechische Götterfest, und weist auf einen aus diesem Denken heraus beginnenden anderen Anfang hin. In seiner Vorlesung 1942 zu Hölderlins Hymne „Der Ister“ (GA 53) setzte sich Heidegger genauer damit auseinander, wie dieser andere Anfang zu erarbeiten sei: als Gang durch das Unheimische, das Griechische, soll er zum Heimischen, dem Deutschen im Speziellen und allgemein zum Abendländischen, gefunden werden. Es soll also am Fremden das Eigene erarbeitet werden, denn nur durch den Abstand zum Eigenen könne dieses erkannt und konstruktiv angeeignet werden. Erst so könne das unterirdisch verlaufende Seinsgeschick, das die eigene Geschichte bestimmte, in den Blick gebracht werden.
In dem 1946 gehaltenen Vortrag „Wozu Dichter?“ weist Heidegger nochmals auf die Gefahr durch die technische Weltbeherrschung hin. Hölderlins Wort „Wo aber Gefahr ist, wächst / Das Rettende auch“ (Patmos) brachte Heideggers Denken auf den Weg: Die Gefahr selber sei es, welche zu einer Besinnung drängt. Sich besinnen heißt für Heidegger, über die eigenen Motive des Handelns Rechenschaft abzulegen. Zunächst vermögen dies allerdings nur wenige: die Dichter und die ihnen zugehörigen Denker.
1970 konfrontierte Heidegger in Das Wohnen des Menschen (GA 13) das dichterische Wohnen mit der undichterischen Vermessenheit und Maßlosigkeit des technischen Zeitalters, welchem Gott fehle. „Heimkehr“ und „Wohnen“ wurden zwei das Spätwerk Heideggers bestimmende Begriffe. Bei aller Nähe dieser Worte zum dichterisch-literarischen Ausdruck waren sie für Heidegger dennoch strenge Beschreibungen eines gewandelten Verhältnisses des Menschen zum Sein, eines Verhältnisses, das sich durch „Nähe zum Sein“ ausdrückt.

## Nähe: Das Verhältnis des Menschen zum Sein

### Das Wesen des Menschen
Nach Heideggers Überzeugung können die drängenden Fragen im „Weltzeitalter des Nihilismus“ nur gelöst werden, wenn sich nicht allein die Auffassung, welche der Mensch von der Welt hat, ändert, sondern zugleich diejenige, welche der Mensch von sich selbst hat.
Frühe Bestimmungen des Wesens des Menschen
Um sich über die dem Zeitalter eingeschriebene Selbstauffassung des Menschen Klarheit zu verschaffen, rekapituliert Heidegger historische Weisen des menschlichen Selbstverständnisses. In den Anfängen der Philosophie, bei den Vorsokratikern, sei der Mensch noch „zum Wahrer der Unverborgenheit des Seienden be-stimmt“ worden. Damit einher ging ein ursprüngliches Staunen und das Wissen, dass die Unverborgenheit sich nicht von selbst ergibt, sondern dass der Mensch sie zu wahren hat. Diese Wahrung des Seienden vollzieht der Mensch, indem er dem Seienden das Werk entgegenbringt: In den Werken der Schaffenden, Dichtenden, Denkenden und Staatsmänner wird dem Seienden ein Erscheinen gewährt. So zeigt sich das Selbstverständnis des abendländischen Menschen in den Anfängen des Denkens noch durch einen bewussten und unverborgenen Bezug zum Sein.
Metaphysische Verstellungen und Humanismus
Mit dem Aufkommen der Metaphysik jedoch wird der Mensch nicht mehr als Wahrer des Seins verstanden, sondern als animal rationale. Der Mensch wird zum denkenden Tier, dessen vornehmlichste Denkform Descartes als mathematische Beschreibung der Welt bestimmt. Mit diesem festen und einseitigen Menschenbild verliert die Metaphysik jedoch die Frage aus den Augen, in welcher Weise das Wesen des Menschen zur Wahrheit gehört. Eine solche metaphysische Bestimmung wird letztlich als überzeitlich und ewig gültig angenommen und dadurch jeglicher Wandel des Seins aus dem Denken ausgeschlossen. Damit verschließt sich die Metaphysik jedoch „dem einfachen Wesensbestand, dass der Mensch nur in seinem Wesen west, indem er vom Sein angesprochen wird“, sich also offen hält für den Anspruch des Seins.
Letztlich, so Heidegger, kleidet sich die Metaphysik noch in das moralische Kleid des Humanismus, der ebenfalls ein festes Bild vom Menschen vertritt, das sich konkret bestimmen lässt und auf einzelnen aus dem Weltzusammenhang herausgelösten Momenten basiert. Wichtig ist in diesem Zusammenhang Heideggers Brief „Über den Humanismus“, den er 1946 an Jean Beaufret schrieb. Der Humanismus, wie zuvor bereits Aristoteles, beschreibt den Menschen als animal rationale, welches in der Mitte des Seienden stehend, dieses denkerisch erfasse. So bestärkt er letztlich den Menschen nur in seinem herrschaftlichen Gehabe. Er rückt ihn ins Zentrum der Welt und spricht ihm somit eine ausgezeichnete Stellung gegenüber allem anderen Seienden zu. So „kreist der Mensch, ausgestoßen aus der Wahrheit des Seins, um sich selbst als animal rationale“.
Die Folge ist der Nihilismus, in welchem sich der Mensch zum Herrn des Seienden aufschwingt und der seinen Ausdruck im Gestell findet. Heidegger kritisiert nicht einfach den Egoismus des Menschen, denn für den Egoisten gibt es durchaus einen Bezugs- und Geltungsraum, der von ihm unabhängig ist, den er jedoch gewaltsam übergeht. Der neuzeitliche Mensch, der sich selber als animal rationale oder Subjekt betrachtet, sieht hingegen gar keine andere Geltung außer in Bezug des Seienden auf sich selbst. Während für Heidegger der Egoist durch Selbstüberwindung dahin zurückgelangen kann, das Andere gelten zu lassen, kann das neuzeitliche Subjekt nicht aus sich heraus eine neue Welt schaffen – jeder Versuch dies zu tun, muss wie ein willkürliches Konstrukt wirken und ist zum Scheitern verurteilt. Der Mensch ist vielmehr darauf angewiesen, dass sich ihm vom Sein her eine Welt eröffnet, eine Welt mit einer leeren Mitte, ohne Zentrum.
Der Hirt des Seins
Ein neues Verhältnis zur Welt muss, argumentiert Heidegger, einem seinsgeschichtlichen Denken entspringen, welches ins Bewusstsein hebt, dass Mensch und Sein aufeinander angewiesen sind. So ist das Wesen des Menschen durch die Nähe zum Sein bestimmt, was Heidegger durch die Formulierung des Menschen als „Hirt des Sein“ auszudrücken suchte. Dass hierbei vom Hirten und nicht vom Herrn des Seins die Rede ist, zeigt an, dass die Wahrheit des Seins für den Menschen laut Heidegger unverfügbar ist; er kann allein achtsam auf das Sein sich richten, im Sinne einer Offenheit für das Ereignis.
Auf dieser Grundlage beschreibt Heidegger seine denkerischen Anstrengungen: Sie sollen dem Menschen die Einkehr in sein Wesen ermöglichen: „Angesichts der […] Heimatlosigkeit des Menschen zeigt sich dem seinsgeschichtlichen Denken das künftige Geschick des Menschen darin, dass er in die Wahrheit des Seins findet und sich zu diesem Finden auf den Weg macht.“ Mit Beschreibungen wie „Einkehr“, „auf den Weg machen“ sowie „Heimkehr“ wollte Heidegger deutlich machen, dass ein neues Denken nicht aus feststehenden Wahrheiten bestehen könne, die sich in seiner Philosophie fänden, sondern als Weg erst noch vollzogen werden müsse.

### Heimkehr
Erst die Heimat, betont Heidegger, macht die Unheimischkeit möglich, und so gelte es, „nur erst eigens dorthin [zu] gelangen, wo wir uns schon aufhalten“. Die Einkehr des Menschen in sein Wesen soll die im Zeitalter des Nihilismus begründete Entfremdung und Heimatlosigkeit, wie Heidegger mit Nietzsche und Hölderlin sagte, überwinden. Sie gelingt, wenn der Mensch in der Achtsamkeit auf das Sein, der Ankunft des Ereignisses eines anderen Anfangs entspricht. Dabei braucht einerseits das Sein die Achtsamkeit des Menschen, es braucht ihn als „Unterkunft“, andererseits braucht der Mensch das Sein, damit er zu seinem Wesen findet. Den Gedanken dieser „Zusammengehörigkeit“ entdeckt Heidegger schon bei Parmenides, der von der Identität von Denken und Sein sprach.
Selbstinterpretation der frühen Schriften
Um die mit der neuzeitlichen Subjektzentriertheit einhergehende Aufschwingung des Menschen zum „Herrn des Seins“ zu überwinden, muss sich, so Heidegger, der Mensch wieder seiner Endlichkeit und seines Wesens bewusst werden. In diesem Zusammenhang kehren die in Sein und Zeit erarbeiteten Existenzialien wieder, also die Wesensmomente menschlicher Existenz, wie Sorge, Sein zum Tode, Entschlossenheit, Angst usw. Heidegger verlagert jedoch ihren Schwerpunkt: So versteht er die „Sorge um das eigene In-der-Welt-sein“ neu als „Sorge um die Offenbarkeit des Seins“.

In einer umdeutenden Selbstinterpretation stellt Heidegger dies so dar, als habe er die Existenzialien schon zur Zeit der Abfassung von „Sein und Zeit“ so gedacht, bzw. gleichsam unbewusst so gemeint.
Der Brauch

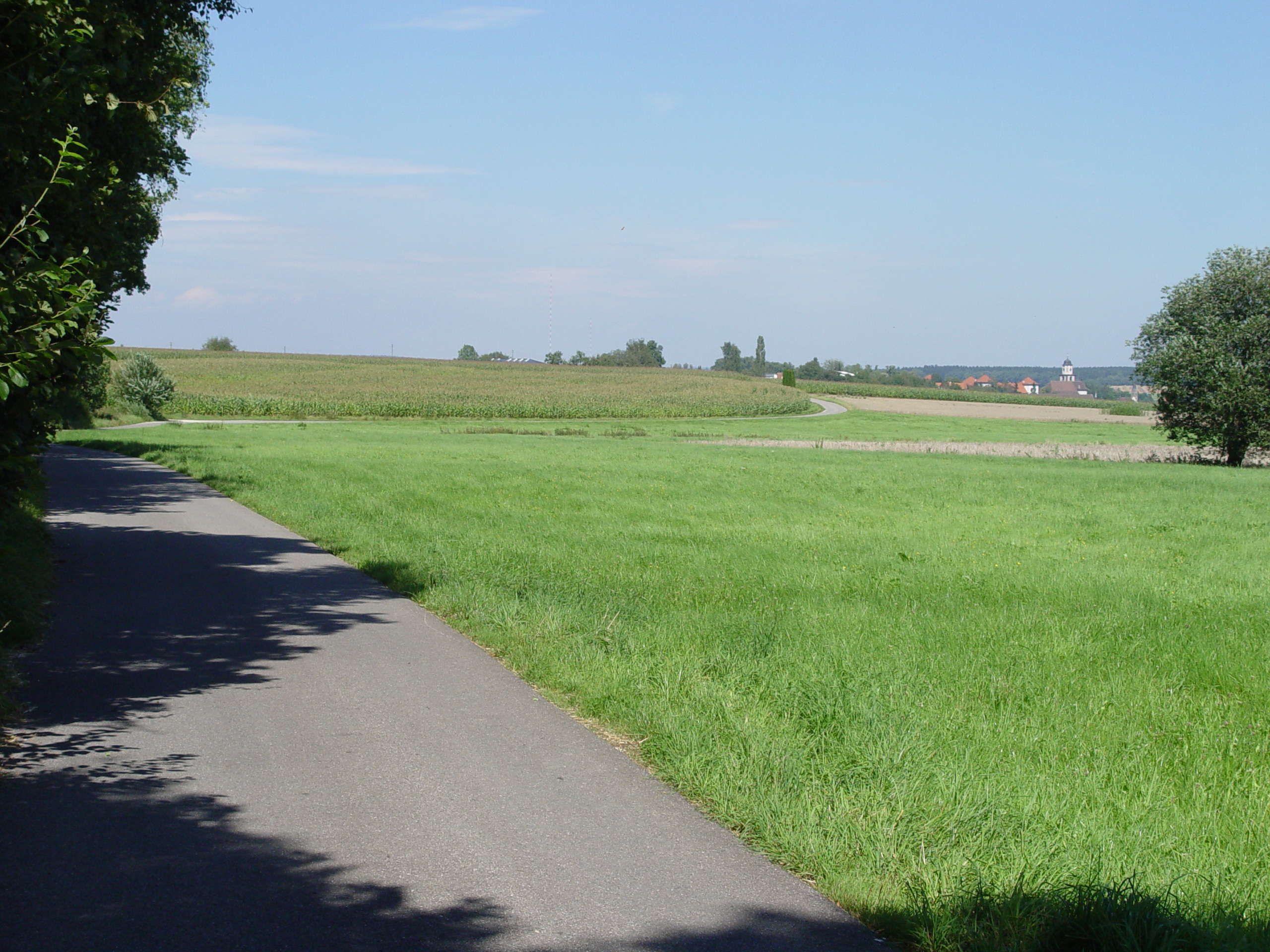
„Am Feldweg“ in Meßkirch, auch hier zeigte sich für Heidegger das Zusammengehören von Mensch und Sein: „Die Weite aller gewachsenen Dinge, die um den Feldweg verweilen, spendet Welt. […] Aber der Zuspruch des Feldweges spricht nur so lange, als Menschen sind, die, in seiner Luft geboren, ihn hören können. […] Er gibt die unerschöpfliche Kraft des Einfachen. Der Zuspruch macht heimisch in einer langen Herkunft.“ Unter der großen Eiche am Feldweg steht auch die Bank auf der Heidegger oft las. Sie wird heute gerne von Touristen, auch aus den USA und Australien, besucht.

In Sein und Zeit sieht Heidegger allein im Dasein die Lichtung des Seins, wobei „Wahrheit (Entdecktheit) […] dem Seienden immer erst abgerungen werden“ musste, eine Aneignung, die „gleichsam immer ein Raub“ war. In seiner späteren Philosophie ging er davon aus, dass Mensch und Sein einander brauchen. Dieser Brauch sei jedoch keiner, der sich als Aneignen oder Verbrauchen äußere. Im Brauchen schmiegt sich der Mensch vielmehr den Verhältnissen an. Für Heidegger ist der Mensch in diesem Zusammenhang nicht das Subjekt des Brauchens. Er verdeutlicht dies an einem Vers Hölderlins aus dessen Hymne Der Ister:
Es brauchet aber Stiche der Fels

Und Furchen die Erd',

Unwirthbar wäre es, ohne Weile.
Heidegger interpretiert Hölderlin: „»Es brauchet« sagt aber hier: Eine Wesenszugehörigkeit besteht zwischen Fels und Stichen, zwischen Furchen und Erde innerhalb des Wesensbereiches, der sich mit dem Bewohnen der Erde eröffnet. Das Wohnen der Sterblichen hat seinen eigenen Ort.“
Über diesen inneren Zusammenhang von Erde und Mensch könne der Mensch nicht verfügen. Das Und, das die Ortschaft für das Wohnen der Sterblichen gründet, sei vielmehr eine uralte Ordnung. „Der Mensch wohnt, indem er sich diesem Verhältnis anschmiegt. Sich bemächtigen kann sich der Mensch nicht des Und“, fasst Byung-Chul Han Heideggers Gedankengang zusammen. Der Mensch kann, so Heidegger, den inneren Zusammenhang nicht technisch herstellen oder ihn anders selbst herbeiführen. Dass der Mensch sich ihm anschmiegt, könne sich lediglich ereignen. In der „Achtsamkeit auf das Sein“ könne der Mensch dem Ereigneten entsprechen als der vom Sein Angesprochene und Gebrauchte.
Gelassenheit
In einem 1955 gehaltenen Vortrag unter dem Titel Gelassenheit stellte Heidegger Ansätze für einen kritischen, aber nicht abwehrenden Umgang mit der Technik vor. Mit dem Begriff Gelassenheit beschreibt er das gleichzeitige Ja und Nein zur Technik, durch das sich der Mensch von einer übermächtigen Beanspruchung seiner selbst durch die Technik freihalten könne: „Wir lassen die technischen Gegenstände in unsere tägliche Welt hinein und lassen sie zugleich draußen. Das heißt: auf sich beruhen als Dinge, die nichts Absolutes sind, sondern selbst auf Höheres angewiesen bleiben.“ Damit gehe die „Offenheit für das Geheimnis“ einher, für die weder zu verhindernde noch abzusehende technische Umwälzung der Lebensbedingungen des Menschen im Laufe der vergangenen und kommenden Jahrhunderte als etwas historisch völlig Neues.

### Geviert
Heideggers Konstellation der Welt als Geviert wird als Gegenentwurf zu der von ihm konstatierten Heimatlosigkeit und Seinsverlassenheit des modernen Menschen gesehen. Der moderne Mensch setze sich selbst ins Zentrum alles Seienden und erschließe durch seine planend-berechnende Subjektivität alles ihn Umgebende nur im Hinblick auf die Verwertbarkeit als Rohstoff oder Energiequelle. Damit beraubt er sich selbst seiner Welt, als einer sinnhaften Totalität, welche auch solche Beziehungen in sich birgt, deren Verweisungskette nicht in das Um-willen des Menschen mündet. Dies versagt letztlich dem Menschen das Wohnen und macht ihn heimatlos.
Vier Weltregionen
Das Geviert ist gleichsam das räumliche Gegenstück zum zeitlichen Ereignis. Es spannt durch vier Dimensionen einen Raum auf, bestehend aus Himmel und Erde, Sterblichen und Göttlichen. Die Sterblichen sind nach Heidegger diejenigen Menschen, deren Handeln nicht durch den Willen zur Macht bestimmt ist, sondern die „den Tod als Tod vermögen“. Mit den Göttlichen bezog sich Heidegger zwar auch auf seine an Hölderlin erarbeitete Weise, Gott zu denken, hielt aber offen, ob es der eine ist oder ob es eine Vielzahl von Göttern sind, die hier von ihm als eine Region des Gevierts gedacht wurden. Was nun den Raum des Gevierts erst in seiner Räumlichkeit ausmacht, nannte Heidegger das Wohnen. Wohnen ist die Räumlichkeit in der Zeit. Die Sterblichen wohnen aufgrund ihrer Endlichkeit. Damit bestimmte Heidegger das Seinsverhältnis der Menschen als „Sterblichkeitsverhältnis“: „Das Wohnen aber ist der Grundzug des Seins, demgemäß die Sterblichen sind.“
Die Welt als Geviert weist Möglichkeiten auf, eine Welt ohne Zentrum zu denken. So erhält jede der vier Weltregionen ihren Sinn nur in Bezug zu den anderen dreien. Heidegger postulierte ein dynamisches Walten von Sinn: „das ereignende Spiegel-Spiel“. Der Bezug der vier „Weltgegenden“ aufeinander ist dabei nicht als bloße Repräsentation der einen in der anderen zu verstehen, sondern als untrennbare Innigkeit. Dass die Weltregionen also nicht erst nachträglich zusammengefügt sind, versuchte Heidegger 1950 in seinem Vortrag über „Das Ding“ zu verdeutlichen.
Das Ding
Die Innigkeit der Weltregionen wird Heidegger zufolge durch das Ding gestiftet, welches die Welt versammelt, indem es auf die vier Weltgegenden des Gevierts verweist. In seinem Aufsatz „Das Ding“ verdeutlichte er das Versammelnde des Dinges am Beispiel eines Kruges. Heidegger näherte seine Sprache dabei stark der dichterischen an:

„Ausgießen aus dem Krug ist schenken. […] Das Krughafte des Kruges west im Geschenk […] Das Geschenk des Gusses kann ein Trunk sein. Es gibt Wasser, es gibt Wein zu trinken. Im Wasser des Geschenkes weilt die Quelle. In der Quelle weilt das Gestein, in ihm der dunkle Schlummer der Erde, die Regen und Tau des Himmels empfängt. Im Wasser der Quelle weilt die Hochzeit von Himmel und Erde. Sie weilt im Wein, den die Frucht des Rebstocks gibt, in der das Nährende der Erde und die Sonne des Himmels einander zugetraut sind. […] Das Geschenk des Gusses ist Trunk für die Sterblichen. Er labt ihren Durst. Er erquickt ihre Muße. Er erheitert ihre Geselligkeit. Aber das Geschenk des Kruges wird bisweilen auch zur Weihe geschenkt. Ist der Guß zur Weihe, dann stillt er nicht einen Durst. Er stillt die Feier des Festes ins Hohe. […] Der Guß ist der den unsterblichen Göttern gespendete Trank. […] Im Geschehen des Gusses weilt die Einfalt der Vier. Das Geschenk des Gusses ist Geschenk, indem es Erde und Himmel, die Göttlichen und die Sterblichen verweilt. […] Verweilen ereignet. Es bringt die vier in das Lichte ihres Eigenen.“

Anders als in Sein und Zeit ist das Ding hier nicht durch seine Verweisungskette auf andere Dinge – das Um-zu und die Finalität des Um-willens des Daseins – bestimmt. Stattdessen wählt Heidegger nun die Bezüge des Wesens und Weilens: „Im Wasser der Quelle weilt die Hochzeit von Himmel und Erde.“ Die Beziehung von Himmel und Erde und ihr gegenseitiges Durchdringen geschieht durch das Regen- und Quellwasser und ist in diesem aufgehoben. Wasser ist hier nicht H2O, das sich an einer Stelle in der physikalischen Raumzeit befindet. Heidegger beansprucht, die Dinge dort zu lassen, wo sie sind: in der Welt. „Ausgießen aus dem Krug ist schenken. […] Das Krughafte des Kruges west im Geschenk […] Das Geschenk des Gusses kann ein Trunk sein. Es gibt Wasser, es gibt Wein zu trinken.“ Das Wasser ist Trunk. Aber erst weil es aus dem Krug gegossen wird, ist es Geschenk. Das Geschenk ist Geschenk, weil es aus dem Krug als Guss kommt, es hat sein Wesen aus dem Krughaften. Entsprechend ist der Krug Krug, weil er den Trunk in der Leere bewahrt, die zwischen seinen Gefäßwänden liegt. Beide, Trunk und Krug, sind, was sie sind nur durch den Bezug aufeinander, jedoch nicht als Einzelnes. Die Bezüge sind nach Heidegger, bevor die Einzeldinge sind, und werden nicht erst durch diese konstituiert.
Wohnen
Das Ding hat Heidegger zufolge also die Eigenschaft zur Versammlung der Weltregionen, wodurch die Welt als Beziehungsganzheit des Gevierts eröffnet wird. Heidegger griff zur Erörterung dessen zurück auf die Etymologie des Wortes Ding aus „Thing“, der germanischen Bezeichnung für Versammlung, eine Versammlung, die den Menschen angeht, in Heideggers Sprache: „Das Ding dingt“, d. h., es versammelt eine Welt. Damit gewähren die Dinge dem Menschen ein Verweilen und „schonendes Wohnen“ in der durch sie eröffneten Welt.
Der Mensch, so Heidegger, steht nicht im Zentrum der Welt, die er nicht bestimmt, sondern ist selbst be-dingt. Welt ist nicht »an sich« und so »für« jemanden, sondern das Geschehen der Offenheit des Seienden im Menschen. Dementsprechend lehnt Heidegger jegliche Philosophie der Weltanschauung ab.
Eine solche Welt ereigne sich geschichtlich. Sie hat kein Zentrum, von dem aus sich eine überzeitliche Ordnung etablieren könnte. Ein Denken, das dieser Welt entspricht – gelegentlich „Ereignisdenken“ genannt – verfährt weder deduktiv noch begründend, es ereignet sich vielmehr, wie „wenn das frühe Morgenlicht still über den Bergen wächst …“
Heidegger hat dazu nicht allein philosophische Überlegungen angestellt, sondern betont, wie wichtig für einen Wandel des Denkens Einstellungen wie Gefühle und Stimmungen sind. Ein anderer Anfang müsse mit einer gewissen stimmungsmäßigen Haltung (Verhaltenheit) einhergehen. Stimmungen sind in ihrer Offenheit nicht auf einzelne Dinge gerichtet, sondern auf das Ganze der Welt. So wird zuweilen das Herz als Mitte des heideggerschen Denkens angesehen. In seiner Offenheit für das Ereignis „schlägt [es] dem Ganzen entgegen“.

### Sprache als Haus des Seins
Für Heidegger wurde im Laufe seines Denkweges immer deutlicher, dass das Wahrheitsgeschehen ein Sprachgeschehen ist. Geschieht Wahrheit in Form von Kunst, Wissenschaft oder Technik, dann ist dies immer auch ein sprachliches Ereignis. Daher muss sich der Denker darüber Klarheit verschaffen, was überhaupt Sprache ist.
Die Sprache spricht
Eine Auffassung der Sprache als bloßes Instrument der Mitteilung lehnte Heidegger ab. Eine solche lag aus seiner Sicht dem technischen Zeitalter zugrunde, dessen rechnendes Denken Informationen lediglich zur Organisation der Beherrschung des Seienden „kommuniziert“. Das rechnende Denken stelle den Menschen auch gegenüber der Sprache in die Mitte alles Seienden. Wenn der Mensch „die Sprache in seinem Besitz“ wähnt, verfehlt er laut Heidegger jedoch gerade ihr Wesen: „Die Sprache spricht, nicht der Mensch. Der Mensch spricht nur, indem er geschickt der Sprache entspricht.“ Damit wollte Heidegger zum Ausdruck bringen, dass der Mensch Teilnehmer an einer Sprache ist, die er selbst nicht allein hervorgebracht hat. Er ist eingebunden in einen Überlieferungsprozess und kann sich lediglich zum Überlieferten, der Sprache, verhalten.
Heideggers Überlegung ist jedoch keine kulturphilosophische: Mit der tautologischen Formulierung „die Sprache spricht“ will er verhindern, dass das Phänomen der Sprache auf etwas anderes als die Sprache selbst zurückgeführt wird. Entsprechend seinem „ab-gründigen“ Denken, will er einer Begründung der Sprache durch etwas anderes entgehen. So könne, was die Sprache als Sprache ist, zum Beispiel nicht durch die Rückführung auf die akustische Verlautbarung, das Sprechen, verstanden werden. Heidegger zufolge ist die Sprache vielmehr etwas, das wegen unserer Nähe zu ihr schwer zu fassen ist, und daher muss dasjenige zur Sprache gebracht werden, welches für gewöhnlich unthematisiert bleibt, weil es eben so nah ist. In der Abhandlung „Unterwegs zur Sprache“ stellte er den Versuch an, zu dem zu gelangen, „in dessen Bereich wir uns je schon aufhalten.“
Sprache und Welt
Der Philosoph wollte beschreiben, was Sprache über das bloße Mittel der Kommunikation hinaus ist. So habe die Sprache eine welteröffnende Funktion, welche er vor allem in der Dichtung entdeckte. Wie das Ding eine Welt eröffne und dem Menschen hierdurch das Wohnen gewähre, gelte dies auch für die Sprache, vor allem für die dichterische. In der nicht berechnenden Sprache der Dichtung werde das Sein als Ganzes berührt. Die Sprache sei der Ort, an welchem das Sein erscheint. Insofern Sprache als Ort gedacht wird, ‚wohnt‘ das Sein gleichsam in ihr. Sprache nannte Heidegger „das Haus des Seins“.
Zentral für Heideggers Auffassung von Sprache ist daher nicht die Annahme einer Kette von propositionalen Aussagen, aus denen Wahrheit nach den Regeln der Logik herzuleiten ist, sondern ihr Bezug zum Sein. In Sprache kommt demnach entsprechend der jeweiligen seinsgeschichtlichen Erfahrung des Menschen eine Welt zur Sprache. Damit vertritt Heidegger eine Gegenposition zur philosophischen Tradition: „In der Philosophie lassen sich niemals Sätze anbeweisen; und dies schon deshalb nicht, weil es keine höchsten Sätze gibt, aus denen andere abgeleitet werden könnten, sondern weil hier überhaupt nicht »Sätze« das Wahre sind und auch nicht einfach jenes, worüber sie aussagen.“
Die gänzlich andere Form der Sprachlichkeit in der Dichtung erläutert Heidegger an einem Fragment des Vorsokratikers Heraklit: „‚Der Herr [Apollon], dessen Spruchort zu Delphi ist, sagt weder, noch verbirgt er, sondern winkt.‘ Das ursprüngliche Sagen macht weder nur unmittelbar offenbar, noch verhüllt es einfach nur schlechthin, sondern dieses Sagen ist beides in einem und als dieses Eine ein Winken, wo das Gesagte auf Ungesagtes, das Ungesagte auf Gesagtes und zu Sagendes weist.“
Die Sprache gewährt ein dichterisches Wohnen
Indem das dichterische Wort die sinnhaften Bezüge in der Welt zur Sprache bringe, stifte es Welt. Dabei lässt die Dichtung, anders als propositionale Aussagen, offene Stellen. Im Ungesagten bleibt Raum für die nicht zur Sprache gekommenen Bezüge der Welt. Durch die vielen Nebenbedeutungen, welche die dichterischen Wörter tragen, wird die Welt erst reich an Bezügen. Es sind semantische Verweise, weshalb die Welt ein sprachliches Phänomen ist: Wohnen lässt sich nicht in einem stummen Raum; die Dinge in der Welt sind vielmehr beredt. Die reine Funktionalität einer technischen Welt wäre hingegen arm an Bezügen.
Die Dichtung mache keine Aussagen über einzelne Dinge, sondern stelle deren Beziehung in den Mittelpunkt. Als Beispiel dazu erläutert Heidegger, Geschenk und Krug sind nur durch ihre Beziehung aufeinander zu denken, nicht für sich allein. Indem nun die Dichtung die Beziehung, die vor den Einzeldingen liegt, zur Sprache bringt, stiftet sie erst die Welt als eine Beziehungsganzheit, die den Einzeldingen vorausgeht. Durch die Stiftung der Welt gewährt die Dichtung den Sterblichen (in dieser) Aufenthalt und Wohnen. Diese Bedeutung entnahm Heidegger einem Ausschnitt aus einem Gedicht Hölderlins: „Voll Verdienst, doch dichterisch, wohnet / Der Mensch auf dieser Erde.“ Das Dichtertum bleibt dabei jedoch auf die Sprache angewiesen.
Über die Sprache, so Heidegger, verfügt der Mensch niemals in ihrer Gänze, sondern verhält sich zu ihr. Der Dichter kann also nicht kraft seiner selbst das Wohnen möglich machen, sondern ist auf das Gewährende der Sprache angewiesen. Daher müsse der Mensch die Vorstellung von der Sprache als Kommunikationsmittel überwinden, denn in diesem Sprachverständnis drücke sich allein ein technischer Weltbezug aus. Nur wenn er erkenne, dass Sprache nicht Einzelteil in einer technischen Welt ist, sondern das Haus des Seins, könne sich eine neue Welt ereignen.

## Wirkung und Rezeption

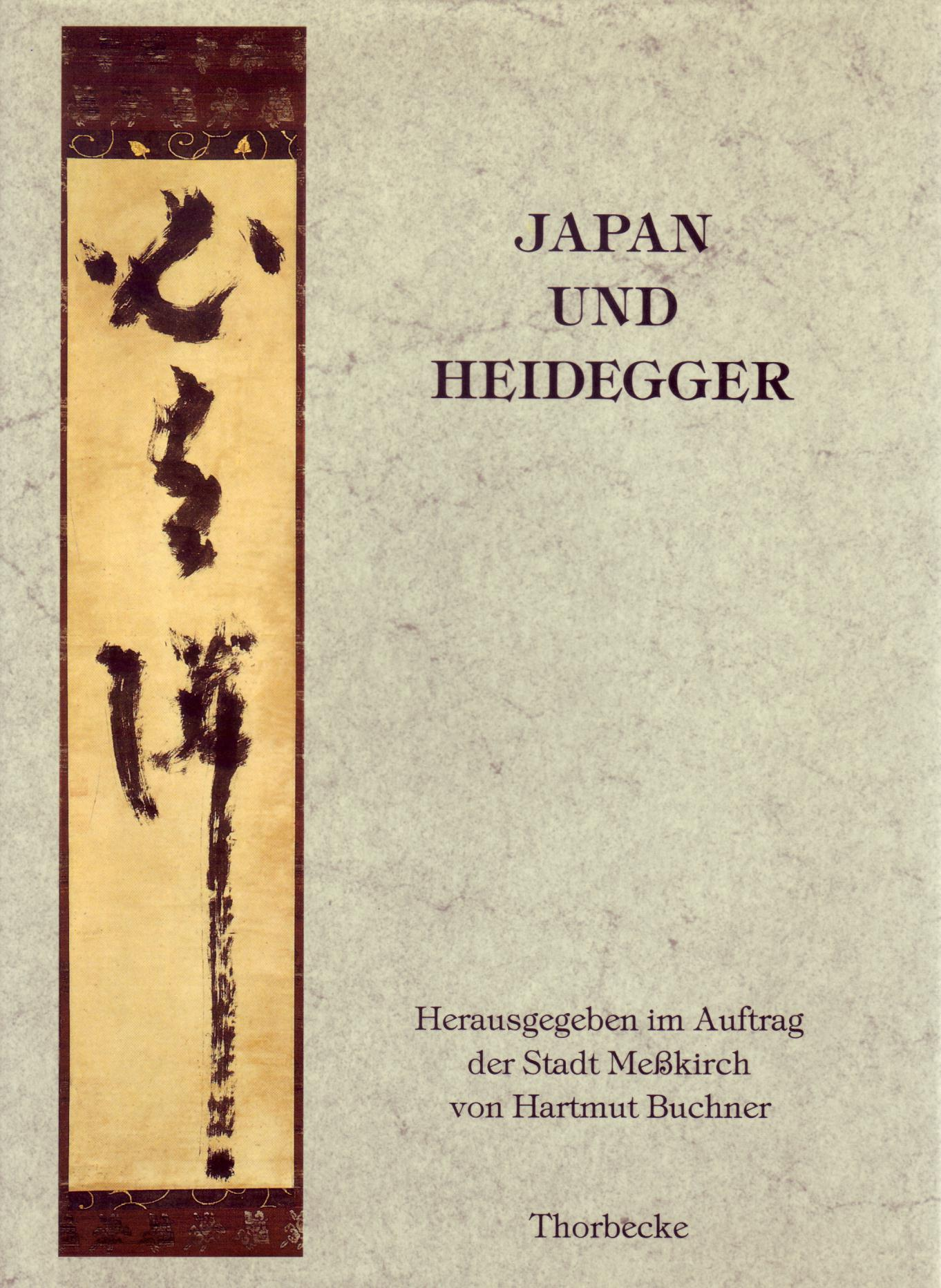
Heidegger hatte großen Einfluss auf die japanische Philosophie. Japanische Philosophen wie Hajime Tanabe und Keiji Nishitani haben bei ihm mehrere Jahre studiert. Die Gedenkschrift „Japan und Heidegger“ der Stadt Meßkirch versammelt wichtige Dokumente zu dieser Beziehung.

### Überblick
Martin Heidegger gilt als einer der einflussreichsten Philosophen des 20. Jahrhunderts. Seine Gedanken üben direkt und über einige seiner Schüler großen und bleibenden Einfluss auf die moderne Philosophie auch außerhalb Deutschlands sowie auf die Geisteswissenschaften aus.
Heidegger wurde von vielen als charismatische Persönlichkeit empfunden, die eine starke Faszination auf seine Schüler ausstrahlte. Karl Löwith, Heidegger-Schüler, Nietzsche-Kenner und Skeptiker, charakterisierte ihn wie folgt:

„Seiner Herkunft nach ein einfacher Mesnersohn, wurde er durch seinen Beruf zum pathetischen Vertreter eines Standes, den er als solchen negierte. Jesuit durch Erziehung, wurde er zum Protestanten aus Empörung, scholastischer Dogmatiker durch Schulung und existenzieller Pragmatist aus Erfahrung, Theologe durch Tradition und Atheist als Forscher, Renegat seiner Tradition im Gewande ihres Historikers. Existenziell wie Kierkegaard, mit dem Systemwillen eines Hegel, so dialektisch in der Methode wie einschichtig im Gehalt, apodiktisch behauptend aus dem Geiste der Verneinung, verschwiegen gegen andere und doch neugierig wie wenige, radikal im Letzten und zu Kompromissen geneigt in allem Vorletzten – so zwiespältig wirkte der Mann auf seine Schüler, die von ihm dennoch gefesselt blieben, weil er an Intensität des philosophischen Wollens alle andern Universitätsphilosophen weit überragte.“

Zu seinen direkten Schülern zählen Hans-Georg Gadamer, der den hermeneutischen Ansatz weiterführte, Hannah Arendt, die sich u. a. in ihren politischen Schriften durch ihr revolutionäres Konzept freier pluraler Auseinandersetzungen im politischen Raum von Heidegger absetzte, Hans Jonas, der als Existenzphilosoph in seinem Spätwerk verantwortungsethische Positionen zur Ökologie und Medizin bezog und Ernst Tugendhat, der ausgehend von einer kritischen Haltung gegenüber Heideggers Wahrheitsbegriff zur analytischen Philosophie fand.
Über Jean-Paul Sartre gab Heidegger den Anstoß für den französischen Existenzialismus. Herbert Marcuse verband die Überlegungen aus Sein und Zeit mit dem Marxismus. Emmanuel Levinas entwickelte in kritischer Abgrenzung zu Heideggers starker Orientierung am Sein seine stärker am Menschen orientierte Ethik. Michel Foucaults denkerische Biographie wurde von einer intensiven Heideggerlektüre begleitet, Jacques Derrida greift die Idee der ontologischen Differenz und der Destruktion in seinem Begriff der Différance auf. Kritisch setzte sich Pierre Bourdieu mit Heideggers politischer Ontologie auseinander. Großen Einfluss übte Heidegger auch auf die moderne japanische Philosophie aus, so erscheint die Heidegger-Gesamtausgabe auch auf Japanisch. Mit Bezug auf Heideggers spätes Denken wurde vielfach versucht, seine Ansätze mit fernöstlichen Denktraditionen zu verbinden – Arbeiten jüngeren Datums stellen diese Verbindung jedoch in Frage. Heidegger hatte auch Einfluss auf die Theologie von Rudolf Bultmann, mit dem er in den 1920er Jahren gemeinsam an der Universität Marburg lehrte.
Im Jahre 1953 gründete Walter Schloß (1917–1994) in Berlin den Heidegger-Kreis „Kreis der Besinnung“, der sich mit Schriften Heideggers auseinandersetzte und mit Heidegger und seiner Frau zusätzlich durch Korrespondenz und Besuche verbunden war. Gäste, Mitglieder und Leiter des Kreises waren u. a. auch spätere Professoren. Der Kreis wurde mit staatlichen Mitteln gefördert, hatte bis zu 17 Mitglieder und bestand ungefähr zehn Jahre.

### Kritik

#### Allgemeine Ablehnung
Heideggers philosophisches Wirken wurde von verschiedensten Seiten als Ganzes verworfen, so zum Beispiel vom empirisch-positivistisch ausgerichteten Wiener Kreis, der in Heideggers Philosophie eine Rückkehr zur Metaphysik sah. Sprachanalytisch arbeitende Philosophen wie Rudolf Carnap lehnten Heideggers Terminologie schon früh als inhaltsleer ab. Carnap entwickelte 1932 seine Kritik des logischen Empirismus in Überwindung der Metaphysik durch logische Analyse der Sprache. Er erklärt metaphysische Begriffe hier generell für sinnlos, da das von ihnen Bezeichnete sich weder logisch noch empirisch nachweisen lasse: „Metaphysiker sind Musiker ohne musikalische Fähigkeit“. Anhand von Heideggers Begriff des „Nichts“ versuchte er aufzuzeigen, dass metaphysische Begriffsbildung oft auch einfach auf logischen Konfusionen basiere: Dieser entstehe durch eine Ontologisierung des negativen Existenzquantors („nicht“), die in einer logisch korrekten Sprache überhaupt nicht vorgenommen werden könne.
Zwar sind Carnaps strenge Kriterien für sinnhaften Sprachgebrauch von späteren analytischen Philosophen nicht geteilt worden (vor allem aufgrund der erweiternden Arbeiten von Wittgenstein und Popper), aber die Spaltung von kontinentaler und analytisch-angelsächsischer philosophischer Tradition geht hierauf zurück und blieb lange bestimmend. Erst Richard Rorty versuchte wieder Brücken zwischen beiden zu bauen.
Von großer Schärfe waren auch die Attacken seitens der Frankfurter Schule, besonders Theodor W. Adornos Jargon der Eigentlichkeit (Erstausgabe 1964), die das kontinentale intellektuelle Leben in den 1960er Jahren polarisierten. Im ersten Teil der Negativen Dialektik führt Adorno seine zentrale Auseinandersetzung mit Heidegger: „Geschichtlichkeit stellt Geschichte still ins Ungeschichtliche […]. Andererseits wieder gestattet es die Ontologisierung der Geschichte, der unbesehenen geschichtlichen Macht Seinsmächtigkeit zuzusprechen und damit die Unterordnung unter historische Situationen zu rechtfertigen, als werde sie vom Sein selbst geboten.“
Hans Albert übte aus der Perspektive des kritischen Rationalismus Kritik an Heidegger. Heidegger habe in der Nachfolge Hegels und Husserls einem neuen Irrationalismus den Boden bereitet, der „im Gegensatz zum wissenschaftlichen Denken in der Nähe der Dichtung angesiedelt ist“. Albert erblickt in Heideggers Philosophie einen Versuch, vorwissenschaftliche Denkweisen zu rehabilitieren und die Tradition rationalen Argumentierens zu untergraben, wobei durch unklare, mystifizierende Sprache der Eindruck von gedanklicher Tiefe erzeugt werde, die seinem Werk tatsächlich vollständig fehle. Eindruck erwecke dies vor allem bei „Zeitgenossen […], die sich zwar in philosophischen Gefilden tummeln, in Wirklichkeit aber nach religiöser Erbauung suchen oder einen Religionsersatz nötig haben.“

#### Kritik an Heideggers Verhältnis zum Nationalsozialismus
Ein großer Teil der Kritik an Heidegger und seinem Werk gilt dem Vorhalt des Nationalsozialismus und des Antisemitismus, sowohl in Bezug auf seine Person wie auf seinen philosophischen Gedanken. Das Verhältnis zwischen seinem Werk und dem Nationalsozialismus wird seit einer Studie von A. Schwan von 1965 erörtert. Silvio Vietta dagegen hat auch die explizite Kritik Heideggers am Nationalsozialismus und dessen Entwicklung zu einer großtechnischen Weltmachtpolitik wie der technischen Globalisierung herausgearbeitet.
Zeigten sich zuvor nur wenige Bemerkungen mit antisemitischen Konnotationen in seinen Schriften, so herrscht seit der Veröffentlichung von Äußerungen aus den Schwarzen Heften im Jahr 2014 aufgrund zahlreicher antisemitischer Stereotype darin weitgehende Einigkeit unter den Forschern, dass Heidegger Antisemit war, wobei jedoch ein biologistischer Rassismus mehrheitlich ausgeschlossen wird. Im Kontext nationalsozialistischer Überzeugungen werden außer den diversen Reden, in denen er Hitler explizit verherrlichte, insbesondere nationalsozialistische Aspekte seiner Arbeiten zu Hölderlin und Nietzsche debattiert. Dabei reicht das Spektrum der Meinungen von dem auch von Heidegger selbst vertretenen Standpunkt, dass sein nationalsozialistisches Engagement eine irrtümliche Phase ohne Auswirkungen auf sein Werk gewesen sei, bis zur Deutung seiner gesamten Philosophie als nationalsozialistische Ideologie. Unter diesem Eindruck und weiteren Erkenntnissen kommt Sidonie Kellerer zu dem Schluss, dass sich Heideggers Einfluss „in erheblichem Maße nicht-wissenschaftliche[r] Legitimationsfaktoren, Strategien und Taktiken“ sowie vorsätzlicher Täuschung verdanke. Maßgeblich trüge „seine gezielt indirekte Ausdrucksweise“ dazu bei, die sich politisch-rhetorischer Techniken wie der Hundepfeifen-Politik und der glaubhaften Abstreitbarkeit bediene. Heidegger sei daher ein Paradebeispiel für einen Täuschungskünstler und Zerstörer kritischen Denkens auch und speziell unter Intellektuellen.
Siehe auch: →Doxographie zur Frage des Antisemitismus bei Heidegger →Debatte über Martin Heidegger und Fake News

#### Kritik an „Sein und Zeit“
Edmund Husserl empfand das Werk als Abkehr von den Zielen seiner Phänomenologie, auch wenn Heidegger es unter den Titel Phänomenologie stellte und Husserl widmete, wobei er das Werk in der 5. Auflage von 1941 ohne diese Widmung erscheinen ließ. Heidegger tendierte in der Schrift zu starken Zuspitzungen. Dies trug ihm von verschiedenen Seiten Kritik ein. So wurde beispielsweise bei seiner Analyse der Zeitformen kritisiert, dass er die Gegenwart einem auf die Zukunft gerichteten Leben opfere. Auch wurde bemängelt, dass die Selbstständigkeit, die er für ein bewusstes Leben proklamierte, sich so sehr von Gesellschaft und Mitmenschen lossage, dass es sich bei ihr letztlich um Solipsismus handle.
Seine Weltanalyse führte Heidegger nur anhand von Werkzeugen für die praktischen Bedeutungszusammenhänge des Lebens durch. Damit lassen sich andere Dinge als Werkzeuge jedoch nicht verstehen; etwa was der Ring bedeutet, den wir am Finger tragen. Auch die Rückbindung aller Dinge an das Umwillen des Daseins verenge den Blick auf die Welt.
Die große Bedeutung, die Heidegger dem Tod beimaß, stößt in der Rezeption ebenfalls häufig auf Ablehnung. So ist nicht klar, warum Probleme der Existenz nur angesichts des Todes erhellt werden können.
Hannah Arendt, die ihr philosophisches Hauptwerk eigentlich Heidegger gewidmet hätte, wenn nicht seine Haltung zum Nationalsozialismus dies unmöglich gemacht hätte, entwickelte gegen Heideggers Konzept der Sterblichkeit das Gegenmodell der „Geburtlichkeit“, d. h. jeder neu geborene Mensch, jede Generation hat immer wieder die Chance, einen Neuanfang zu machen, um eine freiere bessere Welt zu gestalten. In ihrem zuerst 1946 in den USA erschienenen Artikel Was ist Existenzphilosophie? hatte sich Arendt ein einziges Mal öffentlich kritisch zu Heideggers Philosophie geäußert.
Die fehlende Einbeziehung der Leiblichkeit des Daseins bei Heidegger bemängelte Maurice Merleau-Ponty. In Abgrenzung zu Husserl und Heidegger zeigt Merleau-Ponty einen „dritten Weg“ zur Beschreibung des fundamentalen Zusammenhangs von Dasein und Welt auf. Anders als Heidegger, der das Subjekt in seinem Sein als Dasein betrachtet, sieht er es in seiner Leiblichkeit, aus der sich die ursprüngliche Welterfahrung ergebe.
Der Religionsphilosoph Klaus Heinrich kommentiert Heidegger von seinen Begriffen her und gelangt zu einer radikalen Kritik seiner Philosophie.
Grundlegende Kritik an Heideggers Thesen und deren Begründungen liefert Andreas Graeser.

#### Kritik am Wahrheitsbegriff
Ernst Tugendhat verglich den Husserlschen Wahrheitsbegriff mit demjenigen Heideggers. Bei Husserl eröffnet sich Wahrheit dann, wenn sich das Seiende zeigt, „wie es an sich selbst ist“. Diese Formel enthält durch ihr „wie“ einen Abgleich der Sache mit sich selbst. Heidegger deutet hingegen Wahrheit als Entdecktheit. Dabei lässt er jedoch in Abgrenzung zu Husserl den kritischen Abgleich der Sache mit sich selbst weitestgehend fallen, was für Tugendhat heißt: „Wenn Wahrheit Unverborgenheit besagt, so wie Heidegger das Wort versteht, dann kommt es darauf an, dass ein Weltverständnis sich überhaupt eröffnet, nicht dass wir es kritisch prüfen.“ Tugendhat sieht also keinen Wert in Heideggers Wahrheitsbegriff, da dieser keinen Weg aufzeigt, wie Aussagen auf ihre Wahrheit hin überprüft werden können.
Kritik am Spätwerk
Während Heideggers Spätwerk häufig abgelehnt bzw. mehr oder weniger ignoriert wird, bezieht sich vor allem Jacques Derrida in Abgrenzung zu den Gedankengängen in Sein und Zeit positiv darauf, da Heidegger damit die Philosophie des Subjekts überwunden habe.
Der Versuch Heideggers, das „Göttliche“ zu denken und mit Hölderlin anzurufen, fand auch bei denjenigen, die seine Art zu denken durchaus schätzten, als inkonsistenter Teil seiner Philosophie keine Zustimmung. Byung-Chul Han spricht in diesem Zusammenhang von einem „‚theologischen‘ Zwang“.
In den Schriften nach der Kehre, so u. a. Han, werden häufig Erläuterungen zur Wortherkunft als etymologisch richtig ausgegeben, die aber Heidegger bisweilen in gewagter und verstellender Weise durchführe. Heidegger selbst betonte, dass diese nicht als Beweise fungierten, sondern dazu dienen sollten, der philosophischen Sprache neue Dimensionen zu erschließen.
Die Deutungen, die Heidegger manchen Gedichten Hölderlins, Trakls, Rilkes und Stefan Georges gab, sind bei Literaturwissenschaftlern auf Kritik gestoßen. Diese Dichtungen habe Heidegger aus seiner eigenen Weltsicht her gelesen und in den Kategorien seines Denkens „umgedeutet“. Allerdings beabsichtigte Heidegger ausdrücklich nicht, mit seinen Deutungen Beiträge zur Literaturwissenschaft zu leisten. Er beanspruchte vielmehr „Anmerkungen“ zu machen, dies auch auf die Gefahr hin, dass sie die „Wahrheit der Hölderlinschen Dichtung“ verfehlen.
Auch Heideggers seinsgeschichtliche Interpretationen, zum Beispiel die Platons oder Nietzsches, können einer philosophiegeschichtlichen Nahbetrachtung nicht standhalten. Darauf weisen verschiedene Heidegger-Interpreten hin. Hinzu kommt, dass für Heideggers Auseinandersetzung mit Nietzsche eine Kompilation aus Nietzsches Nachlass maßgebend war („Der Wille zur Macht“), die in dieser Form nicht von Nietzsche veröffentlicht worden war. Laut Pöggeler zielten Heideggers bewusste perspektivische Verengungen und Einseitigkeiten allerdings darauf, Grundmuster des abendländischen Denkens freizulegen und so neue Zugänge zum Überlieferungsbestand der Tradition zu erschließen. Es ging ihm weniger um eine historisch richtige Deutung als um eine konstruktive „Zwiesprache“ mit den Denkern, um ein „Gespräch“, das von vornherein unter eine gewisse Frage gestellt wird.
Von Seiten der interkulturellen Hermeneutik wird kritisiert, dass Heideggers hermeneutisch-abgeschlossene Sprachphilosophie nur schwer helfe, einen Dialog zwischen Ost und West in Gang zu bringen. Seine Schrift „Aus einem Gespräch von der Sprache. Zwischen einem Japaner und einem Fragenden“ (1953/54) ist ein fingiertes Gespräch mit einem Japaner, das eine Reihe von wichtigen Hindernissen für interkulturelles Verstehen aufweist.

## Dokumente und Quellen

### Schriften

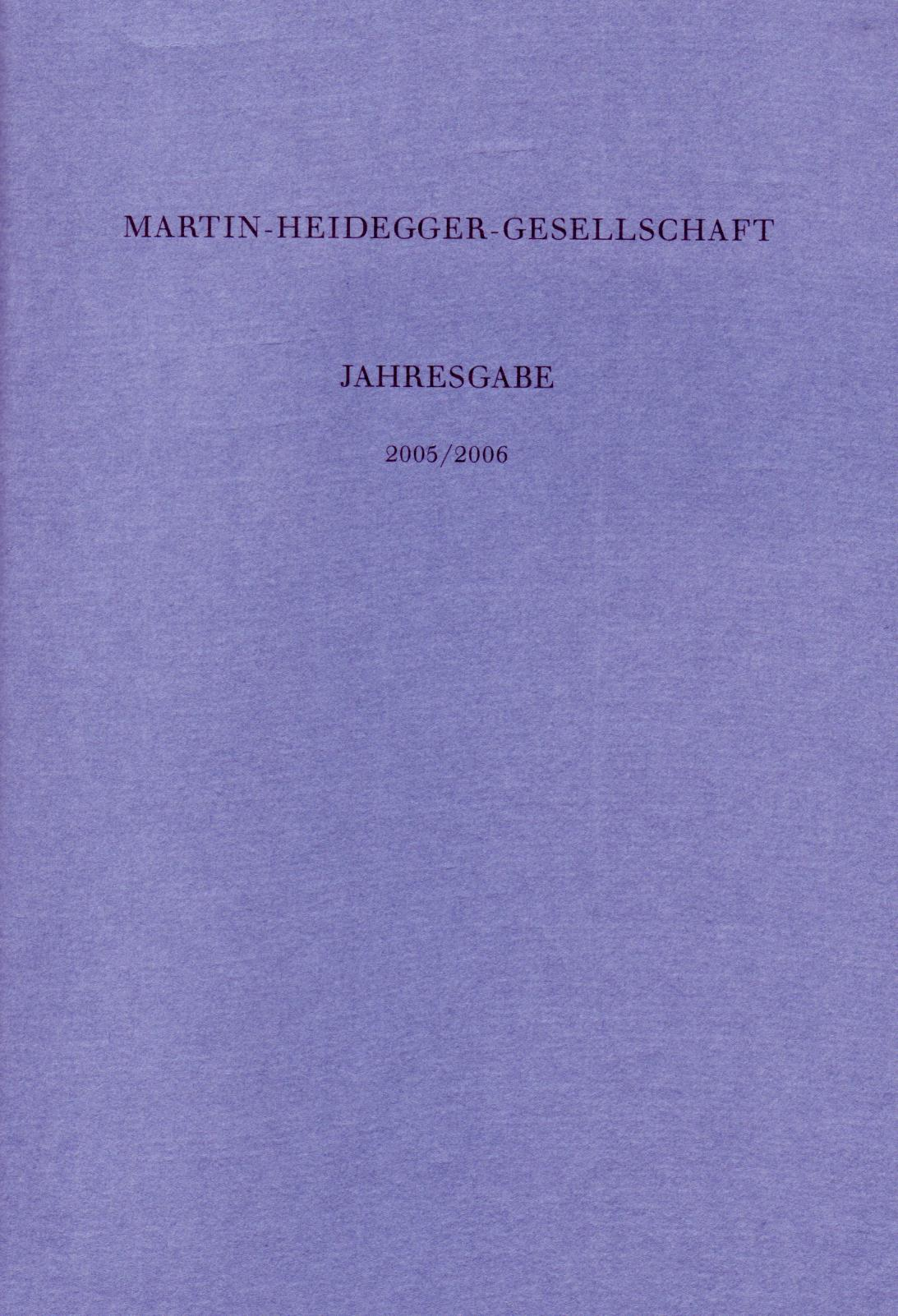
Jahresgabe 2005/2006 der Martin-Heidegger-Gesellschaft. In ihr erscheinen noch nicht veröffentlichte Schriften von und zu Heidegger.

Die Martin-Heidegger-Gesamtausgabe erscheint im Verlag Vittorio Klostermann. Sie ist auf 102 Bände angelegt. Ein Verzeichnis sämtlicher Schriften Heideggers (7609 Nummern) findet sich in: Heidegger-Jahrbuch 1. Freiburg/München 2005, ISBN 3-495-45701-1, S. 429–578.

#### Wichtige Werke
- 1912–1916: Frühe Schriften. Klostermann, Frankfurt am Main 1972, ISBN 3-465-00881-2.
- 1921/1922: Phänomenologische Interpretationen zu Aristoteles. Einführung in die phänomenologische Forschung. 2. durchges. Auflage. Klostermann, Frankfurt am Main 1994, ISBN 3-465-02650-0.
- 1927: Die Grundprobleme der Phänomenologie. Klostermann, Frankfurt am Main 2005, ISBN 3-465-03419-8.
- 1927: Sein und Zeit. Tübingen. 19. Auflage. Niemeyer, Tübingen 2006, ISBN 3-484-70153-6.
- 1929/1930: Die Grundbegriffe der Metaphysik. Welt – Endlichkeit – Einsamkeit. 3. Auflage. Klostermann, Frankfurt am Main 2004 (= Heidegger Gesamtausgabe. Band 29/30), ISBN 3-465-03310-8.
- 1929: Kant und das Problem der Metaphysik. 6. Auflage. Klostermann, Frankfurt am Main 1998, ISBN 3-465-02982-8.
- 1934–1935: Hegel, Rechtsphilosophie. Gesamtausgabe Band 86. Klostermann, Frankfurt am Main 2011, ISBN 978-3-465-03682-1.
- 1936–1968: Erläuterungen zu Hölderlins Dichtung. 6. erw. Auflage. Klostermann, Frankfurt am Main 1996, ISBN 3-465-02907-0.
- 1935–1946: Holzwege. 8. Auflage. Klostermann, Frankfurt am Main 2003, ISBN 3-465-03238-1.
- 1935/1936: Der Ursprung des Kunstwerkes. (= UB 8446). Reclam, Ditzingen 1986, ISBN 3-15-008446-6.
- 1936–1946: Nietzsche I und II. 8. Auflage. Klett-Cotta, Stuttgart 2008, ISBN 978-3-608-91086-5.
- 1936–1953: Vorträge und Aufsätze. 10. Auflage. Klett-Cotta, Stuttgart 2004, ISBN 3-608-91090-5.
- 1936–1938: Beiträge zur Philosophie (Vom Ereignis). 3. Auflage. Klostermann, Frankfurt am Main 2003, ISBN 3-465-03281-0.
- 1938/1939: Besinnung. Klostermann, Frankfurt am Main 1997, ISBN 3-465-02955-0.
- 1951–1952: Was heißt Denken? (= UB 8805). Reclam, Ditzingen 1992, ISBN 3-15-008805-4.
- 1953: Die Technik und die Kehre. Klett-Cotta, Stuttgart 2002, ISBN 3-608-91050-6.
- 1919–1961: Wegmarken. Klostermann, Frankfurt am Main 2004, ISBN 3-465-03370-1.
- 1955–1956: Der Satz vom Grund. 9. Auflage. Klett-Cotta, Stuttgart 2006, ISBN 3-608-91076-X.
- 1955–1957: Identität und Differenz. 12. Auflage. Klett-Cotta, Stuttgart 2002, ISBN 3-608-91045-X.
- 1950–1959: Unterwegs zur Sprache. 14. Auflage. Klett-Cotta, Stuttgart 2007, ISBN 978-3-608-91085-8.
- 1959: Gelassenheit. 14. Auflage. Klett-Cotta, Stuttgart 2008, ISBN 978-3-608-91059-9.
- 1910–1976: Aus der Erfahrung des Denkens. 2. durchges. Auflage. Klostermann, Frankfurt am Main 2002, ISBN 3-465-03201-2.
- 1910–1976: Reden und andere Zeugnisse eines Lebensweges. Klostermann, Frankfurt am Main 2000, ISBN 3-465-03040-0 (enthält das „Spiegel“-Interview von 1976: Nur noch ein Gott kann uns retten).

#### Sonstiges
- Günter Figal (Hrsg.): Heidegger Lesebuch. Klostermann, Frankfurt am Main 2007, ISBN 978-3-465-04011-8.
- Richard Wisser (Hrsg.): Martin Heidegger im Gespräch. Karl Alber, Freiburg i. Br. / München 1970, ISBN 3-495-47188-X.
- Frithjof Rodi (Hrsg.): Martin Heidegger, Wilhelm Diltheys Forschungsarbeit und der gegenwärtige Kampf um eine historische Weltanschauung. Zehn Vorträge, gehalten in Kassel vom 16. bis 21. April 1925. Maschinenschriftliche Abschrift von Herbert Marcuse nach einer Nachschrift von Walter Bröcker. In: Dilthey-Jahrbuch für Philosophie und Geschichte der Geisteswissenschaften. Band 8 / 1992–1993, ISBN 3-525-30362-9, S. 143–177.
- Digne Meller Marcovicz: Martin Heidegger. Photos 23. September 1966 / 17. + 18. Juni 1968. Fey Verlag, Stuttgart 1978, ISBN 3-88361-102-6.

#### Korrespondenz
- Martin Heidegger Briefausgabe. Hrsg. v. Alfred Denker. Ca. 20 Bände wissenschaftliche, ca. 10 Bände „private“ und ca. 5 Bände „institutionelle“ Korrespondenz. Alber, Freiburg 2010 ff.
- Martin Heidegger, Kurt Bauch: Briefwechsel. 1932–1975. Martin Heidegger Briefausgabe Abt. II, Bd. 1. Herausgegeben und kommentiert von Almuth Heidegger. Alber, Freiburg 2010, ISBN 978-3-495-48409-8.
- Martin Heidegger, Elisabeth Blochmann: Briefwechsel: 1918–1969. Hrsg. v. Joachim W. Storck. 2. durchges. Auflage. Deutsche Schillergesellschaft, Marbach am Neckar 1990, ISBN 3-933679-07-9.
- Drei Briefe Martin Heideggers an Karl Löwith. In: D. Papenfuss, O. Pöggeler (Hrsg.): Zur philosophischen Aktualität Heideggers. Band 2: Im Gespräch der Zeit. Klostermann, Frankfurt am Main 1990, S. 27–39.
- Auszug aus dem unveröffentlichten Briefwechsel zwischen Martin Heidegger und Otto Pöggeler. Hrsg. v. K. Busch und Chr. Jamme, ins Rumänische übersetzt von G. Cercel, Einleitung von O. Pöggeler (dt./rum.). In: Studia Phænomenologica. I (2001) 3–4, ISSN 1582-5647, S. 11–35.
- Martin Heidegger, Heinrich Rickert: Briefe 1912 bis 1933 und andere Dokumente. Hrsg. v. A. Denker. Klostermann, Frankfurt am Main 2001, ISBN 3-465-03148-2.
- Oskar Becker: Vier Briefe an Martin Heidegger. Hrsg. von Bernd Peter Aust. In: Jürgen Mittelstraß, Annemarie Gethmann-Siefert (Hrsg.): Die Philosophie und die Wissenschaften. Zum Werk Oskar Beckers. Fink, München 2002, ISBN 3-7705-3659-2, S. 249–256.
- Briefe von und an Martin Heidegger und andere Dokumente. In: Heidegger-Jahrbuch. 1, 2004, ISBN 3-495-45701-1, S. 26–78.
- Ausgewählte Briefe Martin Heideggers an Hans-Georg Gadamer. Martin-Heidegger-Gesellschaft, Messkirch 2006.
- Alexandru Dragomir – Martin Heidegger: Letters. 1947. In: Studia Phænomenologica. IV (2004) 3–4, ISBN 973-50-0979-X, S. 113–118.
- Hannah Arendt, Martin Heidegger: Briefe 1925 bis 1975 und andere Zeugnisse. Hrsg. von Ursula Ludz. Klostermann, Frankfurt am Main 1998; Neuauflage ebenda 2002, ISBN 3-465-03206-3.
- Martin Heidegger, Karl Jaspers: Briefwechsel 1920–1963. Hrsg. v. Walter Biemel u. Hans Saner. Klostermann, Frankfurt am Main 1990, ISBN 3-465-02218-1.
- Rudolf Bultmann, Martin Heidegger: Briefwechsel 1925 bis 1975. Hrsg. v. Andreas Großmann u. Christof Landmesser. Klostermann, Frankfurt am Main 2009, ISBN 978-3-465-03602-9.
- Martin Heidegger: Briefe an Sophie Dorothee Podewils. In: Sinn und Form. Heft 1/2006, S. 43–59.
- Martin Heidegger und die Anfänge der „Deutschen Vierteljahrsschrift für Literaturwissenschaft und Geistesgeschichte“. Eine Dokumentation. 1922–1941. Hrsg. von Joachim W. Storck und Th. Kisiel. Heideggers Korrespondenz mit Erich Rothacker, Paul Kluckkohn und Karl Löwith. In: Dilthey-Jahrbuch für Philosophie und Geschichte der Geisteswissenschaften. Band 8, 1992–1993, ISBN 3-525-30362-9, S. 181–225.
- Martin Heidegger: Briefe an Max Müller und andere Dokumente. Herausgegeben von Holger Zaborowski und Anton Bösl. Karl Alber, Freiburg 2003, ISBN 3-495-48070-6. (Notiz in: Information Philosophie.)
- Martin Heidegger, Bernhard Welte: Briefe und Begegnungen. Mit einem Vorwort von Bernhard Casper. Herausgegeben von Alfred Denker und Holger Zaborowski. Klett-Cotta, Stuttgart 2003, ISBN 3-608-91077-8.
- Gertrud Heidegger: „Mein liebes Seelchen!“ Briefe Martin Heideggers an seine Frau Elfriede. 1915–1970. DVA, München 2005, ISBN 3-421-05849-0
- Walter Homolka, Arnulf Heidegger (Hrsg.): Heidegger und der Antisemitismus. Positionen im Widerstreit. Mit Briefen von Martin und Fritz Heidegger. Herder Verlag, Freiburg 2016, ISBN 978-3-451-37529-3[244]
- Martin Heidegger / Karl Löwith: Briefwechsel 1919–1973. Heidegger-Briefausgabe, Bd. II.2, hrsg. von Alfred Denker, Verlag Karl Alber, Freiburg 2017. ISBN 978-3-495-48628-3.

#### Nachlass
- Auf Veranlassung Martin Heideggers wurde Friedrich-Wilhelm von Herrmann zum wissenschaftlichen Hauptherausgeber der Gesamtausgabe ernannt, die 1975 begonnen wurde und bis heute im Verlag Vittorio Klostermann erscheint.[245]
- In der Jahresgabe der Martin-Heidegger-Gesellschaft erscheinen noch nicht veröffentlichte Schriften von und zu Martin Heidegger.
- Phänomenologische Interpretationen zu Aristoteles (Anzeige der hermeneutischen Situation). Abhandlung von 1922, entstanden für die Berufung auf den Marburger Lehrstuhl. Hrsg. von Hans-Ulrich Lessing. In: Dilthey-Jahrbuch für Philosophie und Geschichte der Geisteswissenschaften. Band 6, 1989, ISBN 3-525-30360-2, S. 235–274. In der Anzeige der hermeneutischen Situation ist die eigentliche Keimzelle von Sein und Zeit. zu sehen.

### Sekundärliteratur
- Wegweiser durch die Heidegger-Literatur / Universitätsbibliothek Freiburg im Breisgau

Philosophiebibliographie: Martin Heidegger – Zusätzliche Literaturhinweise zum Thema

#### Einführende Literatur zu Heideggers Denken
- Günter Figal: Martin Heidegger zur Einführung. 6. Auflage. Junius, Hamburg 2011, ISBN 978-3-88506-381-0.
- Charles Guignon (Hrsg.): The Cambridge Companion to Heidegger. Cambridge University Press, 1993.
- Byung-Chul Han: Martin Heidegger. Fink, München 1999, ISBN 3-8252-2069-9 (Auseinandersetzung, die auch kritische Aspekte beleuchtet).
- Michael Inwood: Heidegger. Herder, Freiburg 1999, ISBN 3-451-04736-5.
- Michael Inwood: A Heidegger Dictionary. Blackwell, Oxford 1999, ISBN 0-631-19095-3.
- Hans Köchler: Skepsis und Gesellschaftskritik im Denken Martin Heideggers. Hain, Meisenheim 1978.
- Christopher Macann (Hrsg.): Critical Heidegger. Routledge, London 1996.
- Roland Mugerauer: Klartext ‚Sein und Zeit‘. Heideggers Hauptwerk dechiffriert. Tectum, Marburg 2015, ISBN 978-3-8288-3506-1.
- Stephen Mulhall: Routledge Philosophy Guidebook to Heidegger and Being and Time. Routledge, London 1996.
- Frederick A. Olafson: Heidegger and the Philosophy of Mind. Yale University Press, New Haven 1997.
- George Pattison: Routledge Philosophy Guidebook to the Later Heidegger. Routledge, London 2000.
- Oliver Precht: Heidegger. Zur Selbst- und Fremdbestimmung seiner Philosophie. Meiner, Hamburg 2020, ISBN 978-3-7873-3810-8.
- Thomas Rentsch: Martin Heidegger – Das Sein und der Tod. Eine kritische Einführung. Piper, München 1989.
- John Richardson: Existential Epistemology. A Heideggerian Critique of the Cartesian Project. Clarendon Press, Oxford 1986.
- Thomas Rohkrämer: Martin Heidegger : eine politische Biographie, Leiden ; Boston ; Singapore ; Paderborn : Ferdinand Schöningh, [2020], ISBN 978-3-506-70426-9
- Dieter Thomä (Hrsg.): Heidegger-Handbuch. Leben – Werk – Wirkung. Metzler, Stuttgart 2003, ISBN 3-476-02268-4.
- Rainer Thurnher: Martin Heidegger. In: Heinrich Schmidinger, Wolfgang Röd, Rainer Thurnher: Geschichte der Philosophie. Band XIII. Beck, München 2002 (Überblick über das gesamte Werk; Schwerpunkt: Seinsgeschichte).
- Peter Trawny: Martin Heidegger. Einführung. Campus, Frankfurt / New York 2003, ISBN 3-593-37359-9.
- Jorge Uscatescu Barron: Die Grundartikulation des Seins. Eine Untersuchung auf dem Boden der Fundamentalontologie Martin Heideggers. (= Epistemata Würzburger wissenschaftliche Schriften Reihe Philosophie. Band 104). Königshausen & Neumann, 1992, ISBN 3-88479-656-9.
- Willem van Reijen: Martin Heidegger. Fink, München 2009, ISBN 978-3-7705-4715-9.
- Helmuth Vetter: Grundriss Heidegger. Ein Handbuch zu Leben und Werk. Meiner, Hamburg 2013, ISBN 978-3-7873-2276-3.
- Silvio Vietta: ‚Etwas rast um den Erdball…‘ Martin Heidegger: Ambivalente Existenz und Globalisierungskritik. München 2015.
- Julian Young: Heidegger’s Later Philosophy. Cambridge University Press 2001.